# История Ленинграда во второй половине XX века

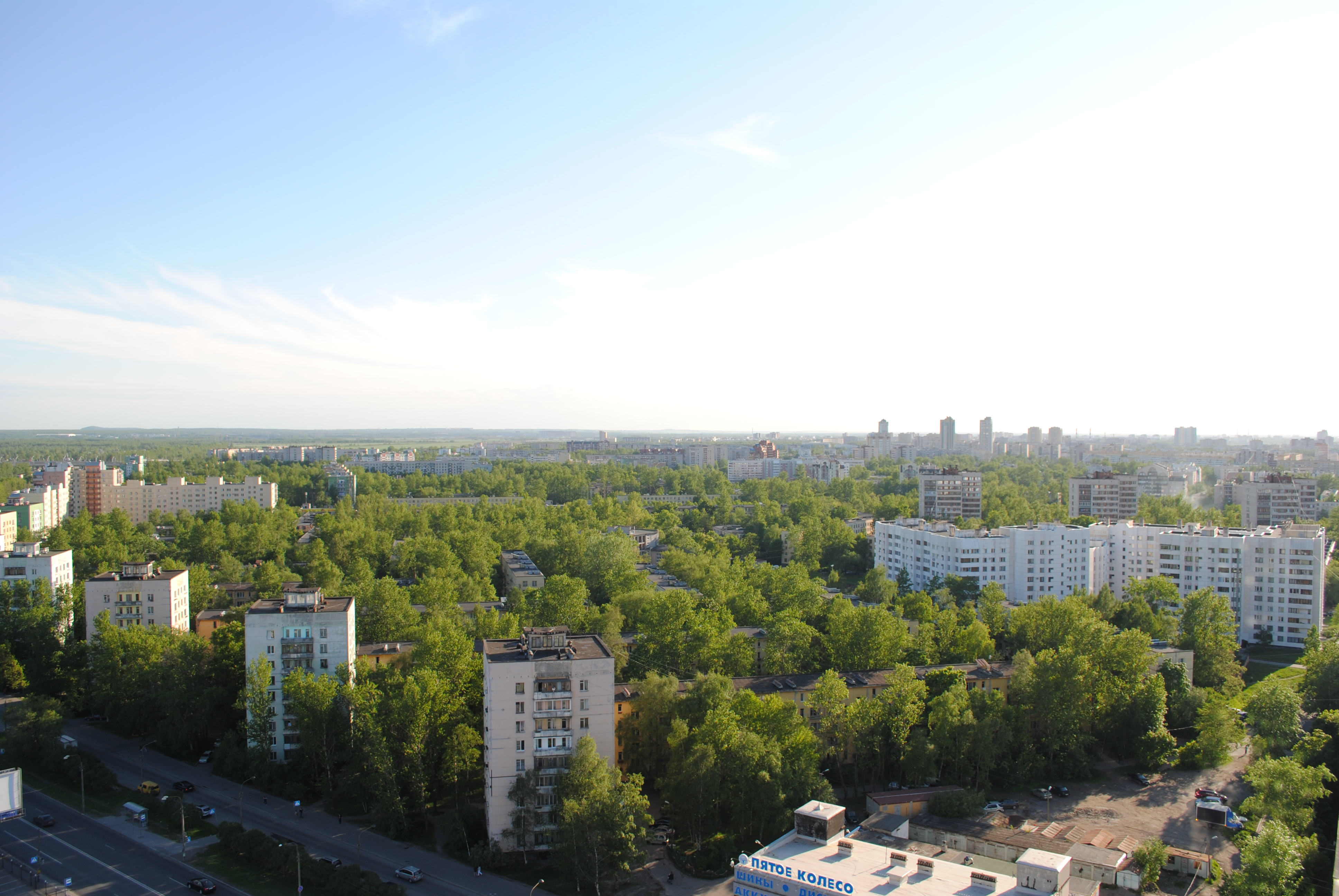
Вид на Кировский район Санкт-Петербурга

История Ленинграда во второй половине XX века охватывает историю развития Ленинграда (Санкт-Петербурга) в период развитого социализма, начавшейся хрущёвской оттепелью, последовавшим за ней брежневским застоем, заканчивавшейся периодом горбачёвской перестройки и завершившейся распадом СССР в 1991 году.
При правлении Хрущёва значительно вырос ввод нового жилья, что позволило начать массовое расселение жителей из коммунальных квартир, этот процесс продолжался на протяжении всего позднего советского периода. За счёт массового возведения жилых районов значительно выросла площадь города, в 3,5 раза между 1959 и 1985 годами. Шло развитие общественного транспорта, была построена значительная часть мостов и основная часть метрополитена. У некоторых ленинградцев появлялись собственные автомобили, в городе постепенно рос автомобильный трафик. Поздний советский период сопровождался революцией в жилищно-бытовой сфере, в тот период сформировались современные стандарты типового жилья.
Ленинград в поздний советский период сумел восстановить свою значимость одного из главных центров морской торговли. Также он восстанавливал свою культурную значимость. Город впервые после революции начали массово посещать государственные деятели других стран, наращивалась туристическая индустрия. Центр Ленинграда начал рассматриваться как исторический культурный пласт, в котором почти не велось новое строительство. Преобладающим архитектурным направлением был советский модернизм, но постройки этого типа сосредоточены прежде всего за пределами исторического центра города.
Ленинград между 1960-ми и 1990-ми годами был вторым после Москвы культурно-образовательным, экономическим и научно-техническим центром в СССР. Юридически Ленинград имел схожий статус с областным центром, но фактически оставался одним из главных культурных, экономических и научных центров в СССР. Советское руководство финансировало деятельность различных культурных учреждений, которые становились центрами культурной жизни горожан и вопреки воле правительства зачастую становились главными рассадниками контркультуры, в том числе и рок-движения. Либерализация режима оживила общественную и политическую жизнь города, стало дозволяться открыто критиковать власть, на период перестройки пришёлся расцвет кооперативного движения, но вместе с этим тяжёлый общественный и продовольственный кризис и сильный рост преступности.

## Город
Ленинград в период между хрущёвской оттепелью и перестройкой значительно расширил свои границы. Если территория Ленинграда в 1959 году составляла 389 кв. километров, то к 1970 году достигла 570 км², а к 1985 году — 1400. При Хрущёве значительно возрос темп жилой застройки, если между 1951 и 1955 годами в эксплуатацию было введено около трёх миллионов кв. метров жилой площади, то во второй половине 1950-х — около 6 миллионов, в первой половине 1960-х — около 10 миллионов, а к 1970 году — около 12 миллионов. Это позволило начать массовое расселение жителей из коммунальных квартир и начать разуплотнение исторического центра. В Ленинграде впервые реализовывались многие передовые инженерные решения, например строительство первого в СССР вантового покрытия, сводов из армоцемента, первого в СССР многоуровневого пешеходного пространства. Ленинград к концу 1980-х годов стал одним из крупнейших городов не только в СССР, но и в Европе. Размеры отдельных районов были сопоставимы с площадью многих городов СССР. Названия новым улицам и проспектам часто давали в честь других городов — например Белградская, Будапештская или Бухарестская улицы или символов революции или социализма — проспекты Большевиков, Ударников, улицы Коллонтай, Дыбенко и т. д.. Вместе с ростом благосостояния населения и ростом запроса на досуговые учреждения, в Ленинграде в его центре и в новых районах начало появляться множество новых кинотеатров, библиотек, клубных учреждений.

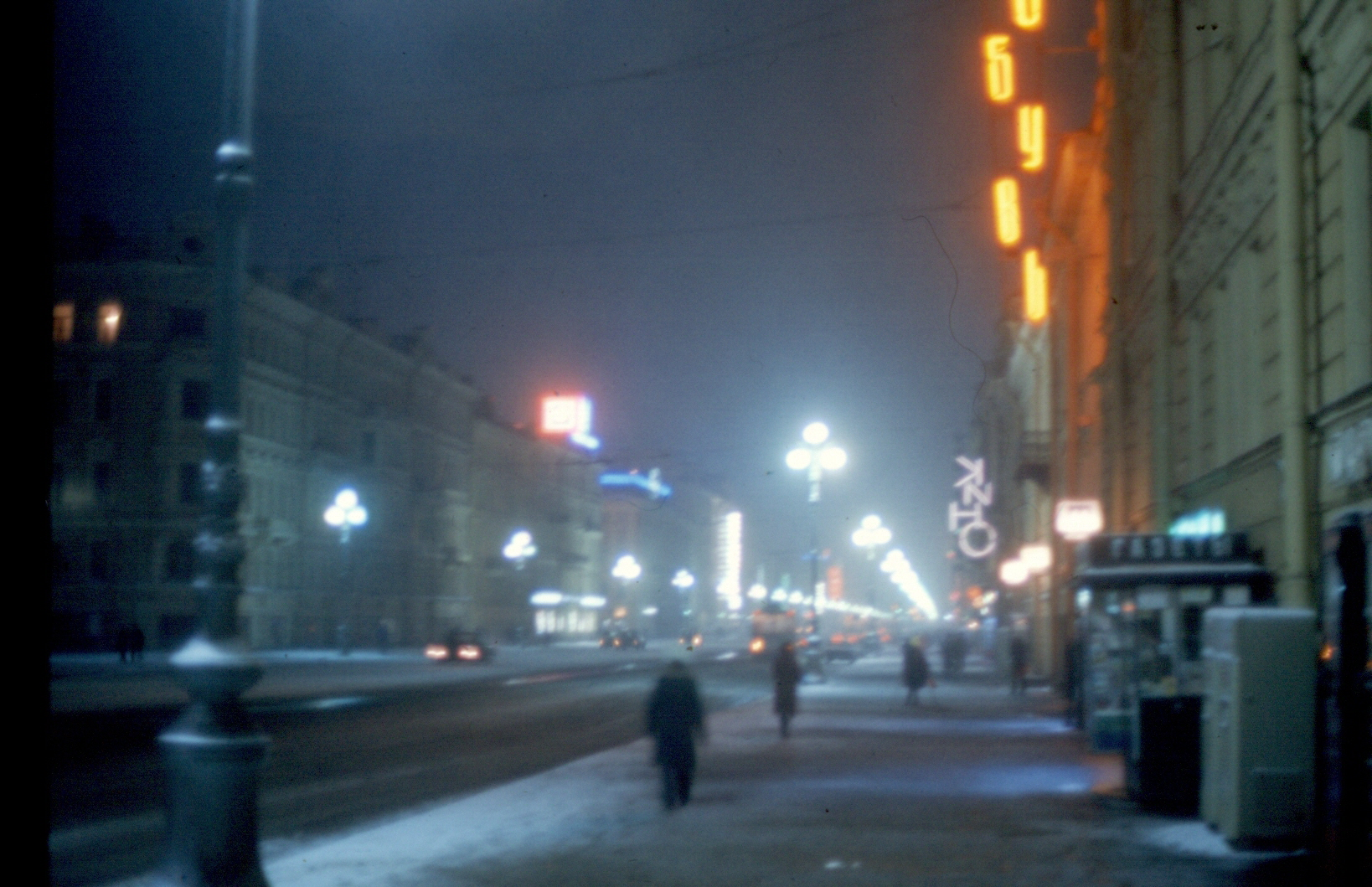
Невский проспект ночью, 1977 год

Во второй половине XX века в Ленинграде возникали многочисленные спальные районы, расположившиеся по периметру вокруг бывших рабочих районов и кварталов, появившихся в 1920-е и 1930-е годы. При Хрущёве совершился переход городского планирования с квартального на микрорайонный. В южной части Ленинграда была сформирована «дуга» из нескольких магистралей: Ленинский проспект — улица Типанова — проспект Славы — Ивановская улица — Володарский мост — Народная улица. Советские кварталы появлялись в районе проспекта Стачек или на месте бывшего Комендантского Аэродрома.

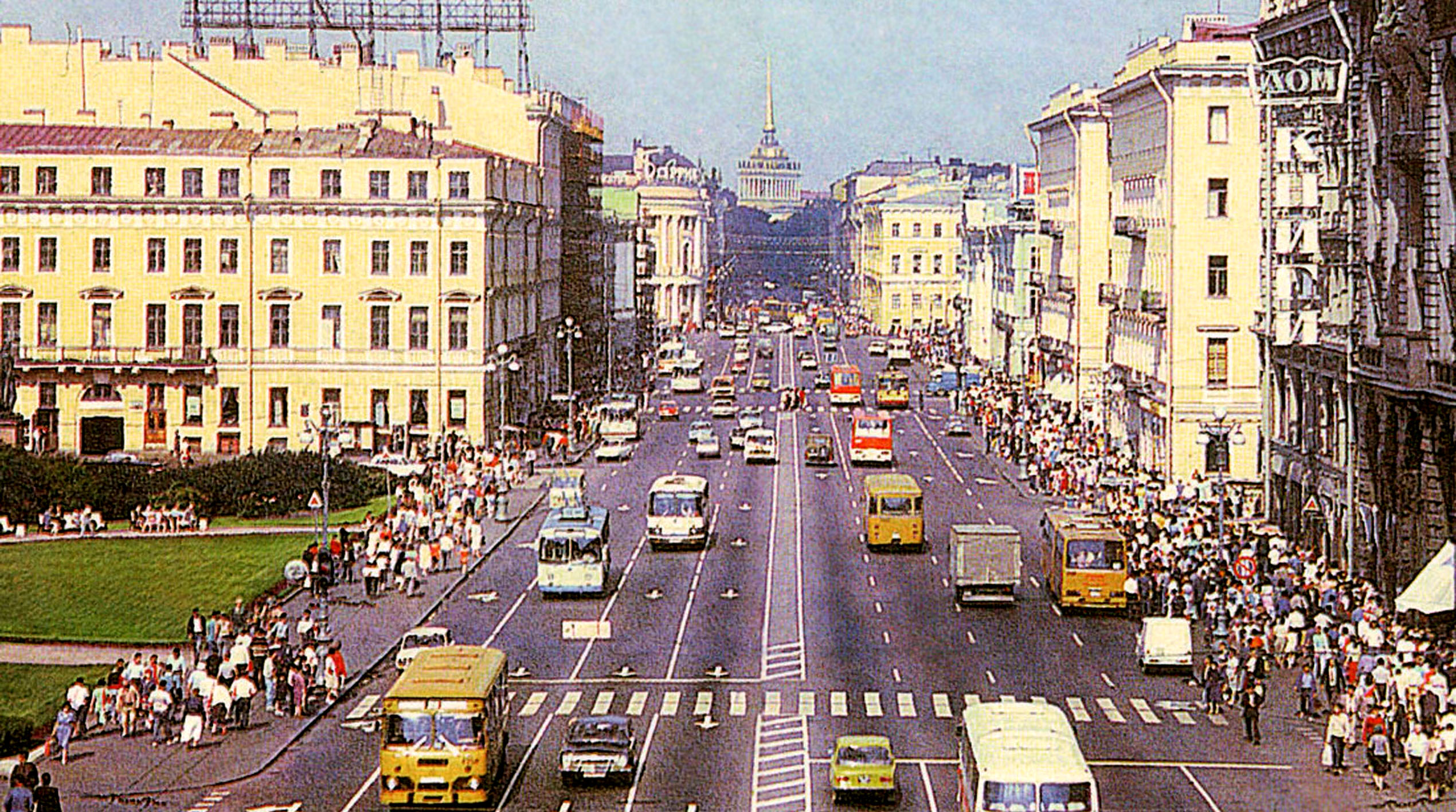
Невский проспект, 1987 год

В центре города ремонтировали бывшие доходные дома, в частности внутренние помещения, переделывавшиеся из коммунального жилья в квартиры. Через капитальный ремонт прошло четверть дореволюционных квартир. В процессе ремонта почти все фасады зданий потеряли в полном объёме декор. Тем не менее, в этот период исторический центр, в отличие, например, от Москвы, оставался почти в нетронутом виде. Самым значительным разрушением стал снос территории Госпитальной слободы под гостиницу «Ленинград» и снос исторической застройки у Смольного монастыря.
Многие участки исторического центра продолжали ветшать и многие фасады зданий, десятилетия не видавших ремонта, обсыпались. Ухудшалось состояние районов, особенно на местах дореволюционной периферии, например у Измайловского проспекта, Балтийского вокзала и у Обводного канала, где уже традиционно жили рабочие фабрик. В наихудшем состоянии пребывали улицы с дореволюционной постройкой в «рабочих кварталах», так до революции и в ранний советский период называли трущобные районы у фабрик тогда ещё на периферии Петербурга.
Город претерпел изменение в своём внешнем облике в период перестройки. Советский историк Михаил Герман, прибыв в Ленинград в 1988 году описывал его так: «Город ощутимо поблек, избавленный от лозунгов и официальных портретов, с ещё более пустыми, чем до перестройки, витринами, сгустившимися очередями, нелепыми ларьками первых рабочих кооперативов, он тоже словно бы затаился в ожидании неведомых перемен».

### Градостроительство
Ленинград развивался согласно «генеральному плану развития Ленинграда», принятому ещё в 1966 году. Во главе авторского коллектива новых городских ансамблей стоял Каменский. Участки города с исторической архитектурой согласно плану не трогались и объявлялись охранными зонами. Новостройки появлялись вдоль невских набережных, где также укрепляли и облагораживали берега. Раннее там располагались фабрики и склады.

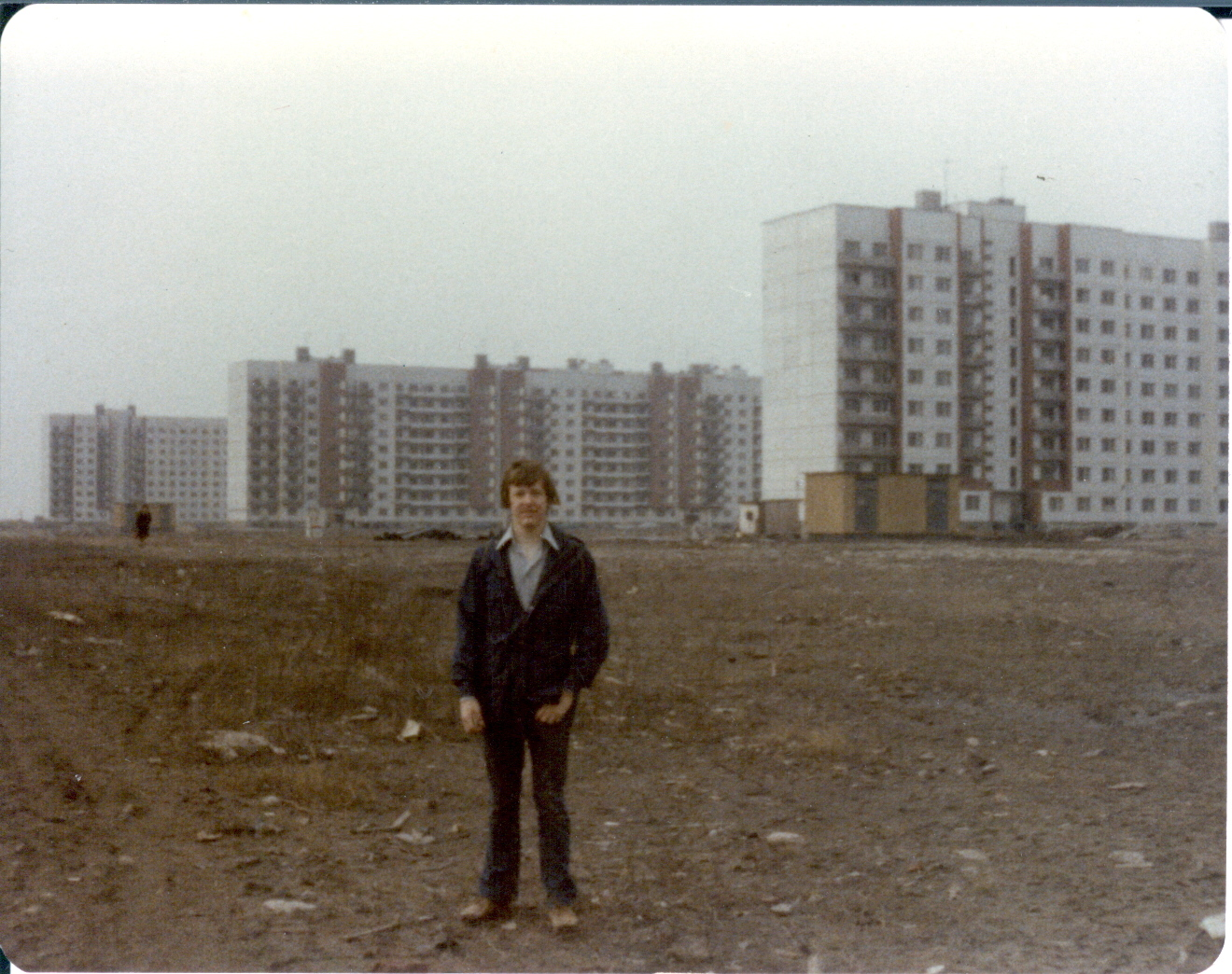
Новостройки на Васильевском острове, 1977 год

Самый первый и экспериментальный панельный квартал появился на Щемиловке, в Невском районе, в которых располагались удобные в планировке квартиры с высокими потолками, в панельных домах следующего поколения в целях экономии средств понизили высоту потолка, уменьшили размеры помещения и объединили туалет с ванной. Общий размер четырёхкомнатной квартиры не превышал 40 кв. метров. Такие панельные дома возводились в период правления Хрущёва, отчего их прозвали «хрущёвками» или «козловками», по имени руководителя Ленинграда Козлова конца 1950-х годов. Сами хрущёвки-козловки рассматривались, как временное жильё со сроком в 25 лет. Они строились для срочного решения назревавшего в Ленинграде жилищного кризиса, когда большая часть населения ютилась в коммунальных квартирах. Главным проспектом хрущёвской эпохи стал Новоизмайловский проспект.

Звёздная улица, 8, Ленинград, 1975 год

Усовершенствование технологий в строительстве блоков — секций позволило уже с 1970-х годов возводить панельные здания высшей этажности и с более комфортабельным жильём, появились квартиры различных типов. В основном панельные здания имели прямую протяженность, но встречались и исключения, например квартал № 28 на Сосновой Поляне имеет форму крюка. К началу 80-х годов, на юге Ленинграда, на бывшем берегу Финского залива и в Сосновой Поляне выросли новые городские районы. В 1970-е годы началась застройка северно-западной части Васильевского острова с выходом на финский залив. Там образовалось обширное архитектурное пространство, осью нового квартала стало выравненное гранитом русло реки Смоленки.
Для новых районов с панельной застройкой была типична чёткая планировка кварталов, широкие и прямые проспекты и улицы, большое расстояние между домами и обширные внутренние дворы. Кварталы панельных домов называли микрорайонами, вместе с жилой застройкой также возводились школы, сады, поликлиники, библиотеки, универмаги и кинотеатры. Так как в новых районах не было предприятий, их начали называть «спальными». Работать в спальных районах можно было в универмагах или многоэтажных научно-исследовательских институтах.

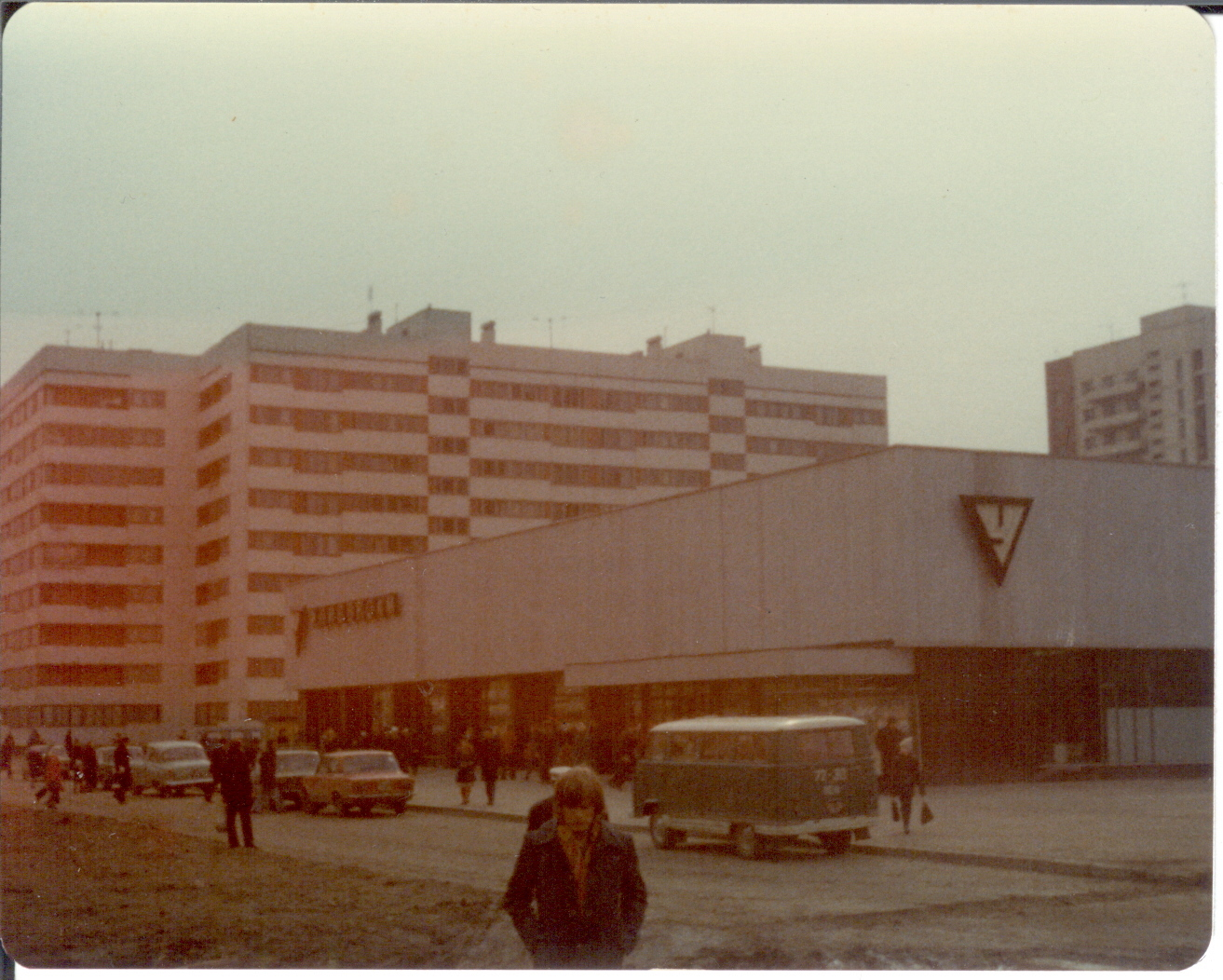
Универсам на Васильевском острове, сзади виден «дом-корабль» 600 серии, 1977 год

Вместе с массовым строительством новых жилых районов, Ленинград в 1970-е и 1980-е годы столкнулся с проблемой необеспеченности этих районов предприятиями, культурно-бытовыми заведениями, недоразвитости коммунального хозяйства и инженерного оборудования. Ведомства были сконцентрированы на строительстве жилых зданий и детских учреждений, но пренебрегали обеспечением этих районов учреждениями торговли, больницами и городским хозяйством. Объекты инфраструктуры если и строились, то с многолетним опозданием. На строительство бытового обслуживания выделялось не более 5 % от общих вложений в строительство. В Ленинграде в 1970-е годы особенно остро от недостатка инфраструктуры страдали районы Шувалово-Озерки и Ржевки-Пороховые. Там из-за отсутствия магазинов развивалась стихийная уличная торговля. Такие проблемы возникали в том числе в результате градостроительных ошибок. Новые районы проектировались без учёта их близости к существовавшим объектам инфраструктуры. Архитекторы могли идти на ухищрения, чтобы заставлять государство обеспечивать новосёлов инфраструктурой, например жёстко интегрируя объекты инфраструктуры с жилой застройкой. Проблема недоразвитости инфраструктуры хоть и оставалась серьёзной проблемой для жителей новостроек, но не была настолько остро выражена, как это будет в районах новостроек 2000-х — 2010-х годов.
В Ленинграде к 1970-м годам обеспечивалось комплексное и непрерывное планирование и организация строительства в рамках двухлетних планов. Планирование и строительство новых районов начиналось с разработки планов ГлавУКС и отраслевыми управлениями-заказчиками, их согласования со строительными организациями и направления в Плановую комиссию Ленгорисполкома. Ленгорисполком, в свою очередь, демонстрировал проекты Госплану СССР в Москве. Тем не менее реализация планов часто отставала и не проводилась в нужных размерах в основном из-за отсутствия требуемого задела по инженерному оборудованию в районах застройки. Каждые два года составлялись и корректировались планы по застройке.

### Серый пояс
Ленинград столкнулся с градостроительным кризисом из-за промышленных поясов, как следствие градостроительной ошибки, допущенной при Сталине, когда промышленные районы у Обводного канала оказались зажаты между историческим центром и новыми южными городскими районами, в то время, как изначальный план по переносу промышленного пояса не осуществлялся как при Сталине, так и при его преемниках. Промзоны продолжали разрастаться в 1960-е и 1970-е годы. Производственные комплексы реконструировались без учёта архитектурно-исторических особенностей и в городе сформировалась закрытая серая зона с площадью около 19000 гектаров, замыкая в себе исторические кварталы.
Заводы отказывались переносить производства за пределы города и сами разрастались, приближаясь вплотную к жилым районам и захватывая территории, предназначенные для парков. Многие фабрики были устаревшими, загрязняли окружающую среду и угрожали здоровью жителей близлежащих районов. Например разрабатывался план по расселению 20 тысяч человек вокруг зоны Красного треугольника.

## Домашнее обустройство
С 1950 по 1990-е года жилищный фонд в Ленинграде расширился в 4 раза за счёт обширного строительства новых микрорайонов. Многие коммунальные квартиры в центре города были расселены и перестроены в стандартные квартиры. Панельные здания, массово возводившиеся при Хрущёве, они же «хрущёвки» хоть и имели сомнительное качество, но позволили значительной части городского населения переехать из коммуналок в новое жильё. Тем не менее в городе оставалось множество коммунального жилья, сохранялись также общежития и деревянные бараки на городских окраинах. В 1970-е годы в 74 % квартирах старого жилого фонда не было ванных. В Ленинграде рекордными темпами появлялось новое жильё. Ленинградцы массово переселялись из коммуналок в квартиры, очередь на получение квартиры сократилась до пяти лет. В хрущёвский период квартиры имели малую площадь, некоторые квартиры строились без проходных комнат с целью экономии пространства и для определённой гарантии, чтобы эти квартиры не превращали в коммунальные. В таких квартирах также могли объединять кухню с санузлом.
1960-е годы сопровождались бытовой революцией в жилищной сфере Ленинграда, стандартное жильё ленинградца в виде коммунального жилья заменялось квартирой в панельном здании. Старый жилой фонд также реконструировался. Новые жилые районы выделялись своей повышенной комфортностью в сравнении с дореволюционным жильём благодаря свободной планировке взамен тесных и тёмных дворов-колодцев.
В этот период в большей части квартир появились ванные и было налажено горячее водоснабжение. Ванные продолжали отсутствовать в основном в квартирах дореволюционных построек. В бытовой обиход горожан вошли многие привычные для современности вещи, например туалетная бумага. Население начало сдавать одежду на стирку в прачечные, где использовались бытовые стиральные машины. Немногим позже стиральные машины стали появляться во многих квартирах. Также в 1960-е годы из исторического центра окончательно исчезли «ретирадники» — будки для испражнения, стоявшие со времён революции во многих дворах.

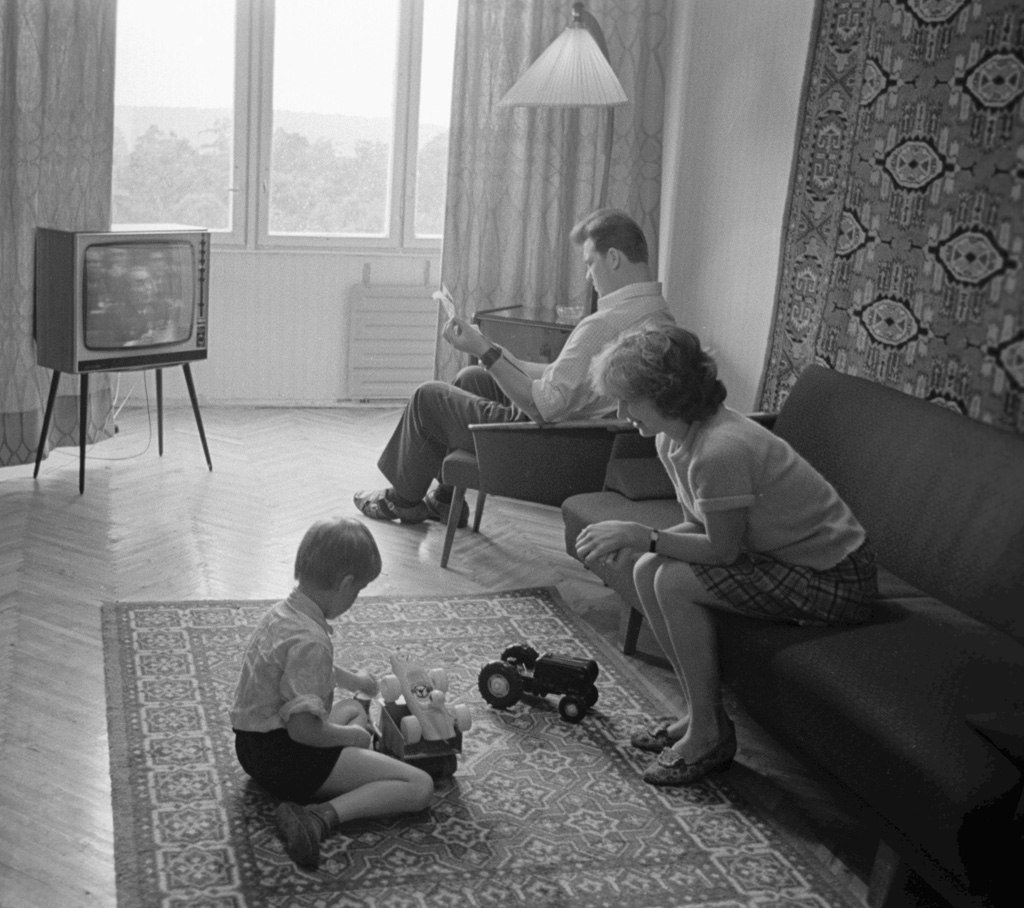
Образцово показательная семья рабочего завода в типовой квартире, 1976 год

В этот период также завершился переход с дровяного отопления к паровому, дровяники исчезли из дворов. Радиаторы отопления, размещённые под подоконниками стали обычным явлением. В квартиры начали массово проводить бытовой газ, позволяя готовить на газовой плите, а не на керосинках, примусах или отапливаемых дровами плитах. В дома без горячего водоснабжения устанавливали газовые водонагреватели.
Основным типом жилья становилась квартира небольшой площади. Популярным типом мебели стали складные диваны, кресла, плоский секретер, книжные полки и столы-книжки. Кухни были достаточно малыми, чтобы в них едва ли могли помещаться столы с лёгкими табуретками, кухню украшали настенными шкафчиками. Ленинградцы стремились приобрести для своих квартир главное украшение — мебельные стенки, на чьих полках размещали ценности, хрусталь и книги, также на стенах вешали ковры. Из-за малого выбора товаров квартиры ленинградцев становились очень похожими друг на друга. Площадь квартир, построенных уже в 1970-е и 1980-е годы заметно выросла. Квартира в хрущёвке уже считалась нежеланной из-за её малых размеров, плохого качества и плохой теплоизоляции.
Несмотря на свой малый размер, кухни становились любимым местом времяпровождения у жителей. Там ели, часто гладили и сушили бельё. Самые типичные блюда, которые готовили хозяйки у плиты — каши, пюре, макароны по-флотски, тушёное мясо, котлеты, гороховый суп, борщ, винегрет, салат из квашенной капусты. Для покупки продуктов брали сетки — «авоськи». Многие старшие ленинградцы, помнящие голод и лишения войны устраивали запасы продуктов и товаров первой необходимости «на чёрный день». В семьях, переживших блокаду не было принято выбрасывать хлеб.
Наличие бытовой техники было важным показателем достатка семьи. Почти во всех квартирах уже стояли хотя бы маленькие холодильники советского производства. На кухни начали покупать такие приборы как скороварка, электромясорубка, электрокофемолка, электромиксер и т. д.. Престижным считалось приобрести пылесос, стиральную машину, фотоаппарат, телевизор, магнитофон и кинокамеру.
Многие ленинградцы следуя старой традиции уезжали на отдых на дачи, но для горожан появилась возможность по путёвкам отправляться на отдых в санатории, походы или в страны соцлагеря, например Болгарию.

## Архитектура
Период со второй половины 1950-х до середины 1980-х годов в истории ленинградской архитектуры принято называть модернизмом. Ленинград оставил заметный след в истории советского модернизма, хотя это направление не было столь ярким, как в Москве или Алма-Ате. Лицо Петербурга определял дореволюционный архитектурный ансамбль, поэтому советский модернизм почти не представлен в историческом центре.

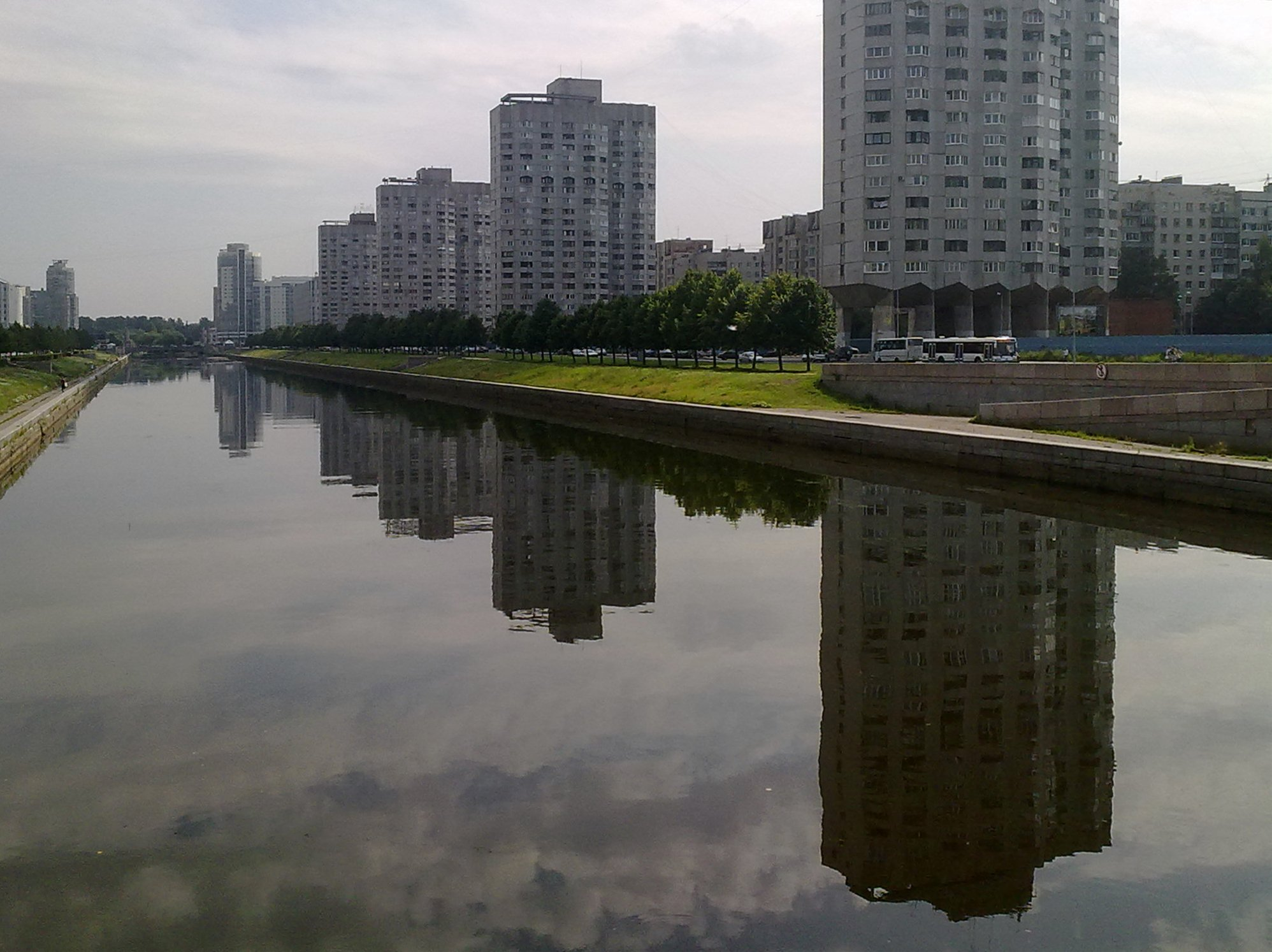
Новосмоленская набережная

Архитектурная сдержанность ленинградской советской постройки обуславливалась страхом нанести ущерб исторической застройке. Планы по строительству гостиницы Ленинград сопровождались массовыми общественными волнениями и спорами, сопоставимыми со спорами вокруг строительства Лахта-Центра полувеком позже. В итоге проект несколько раз перерабатывали и понижали этажность здания. Модернистский период хотя и оставил после себя серию памятников эпохи, однако ни одно строение не стало архитектурной доминантой и визитной карточкой города, как дореволюционные строения. Ещё в 1969 году исторический центр вошёл в охранную зону, где сильно ограничивалась застройка, поэтому советский модернизм прежде всего развивался за пределами исторического центра.

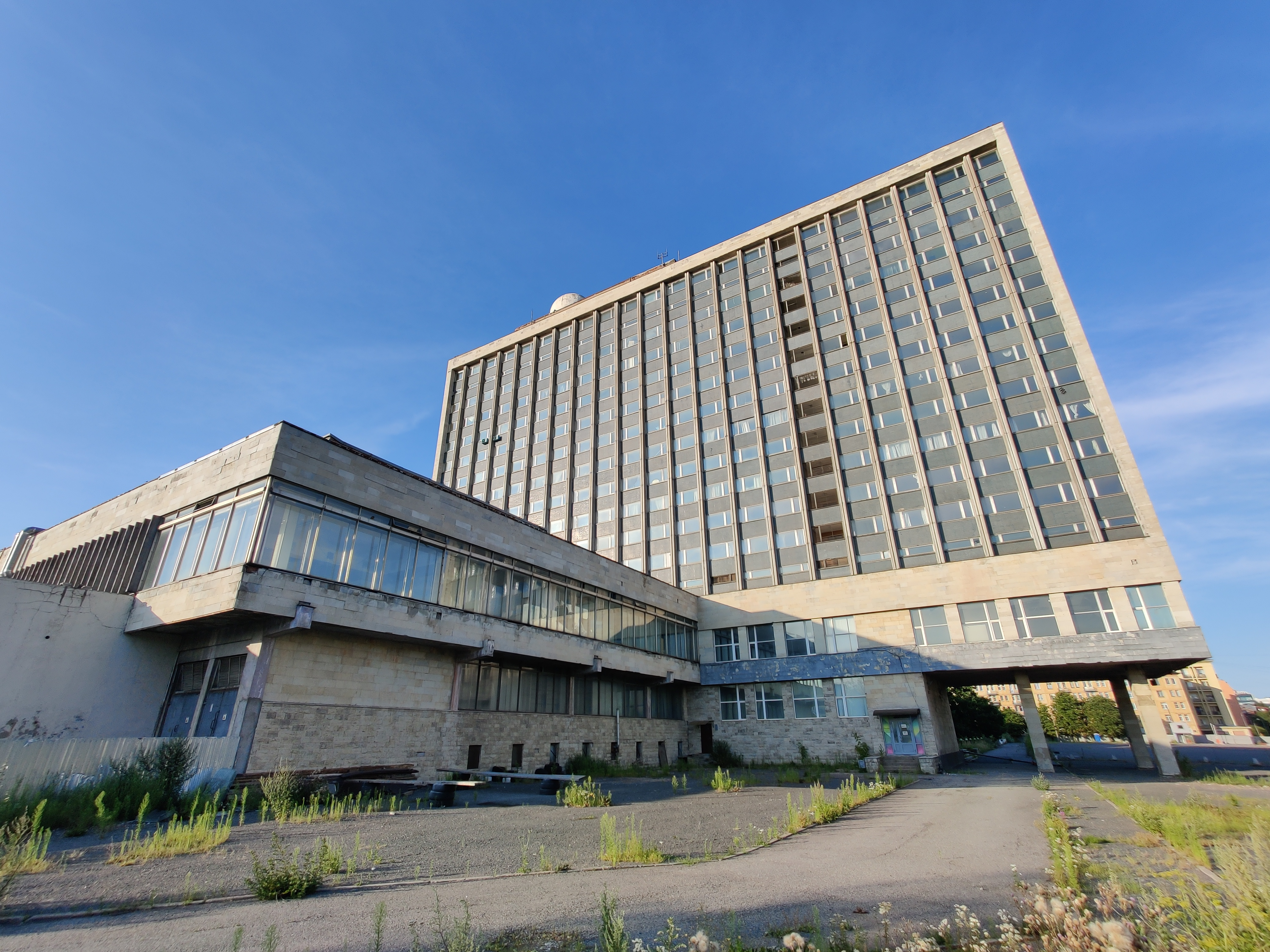
Ленинградский дворец молодёжи

Для советской архитектуры между 1960-ми и 1990-ми годами была типична хорошо продуманная, но типовая планировка. Здания планировались как части обширных городских ансамблей, где архитектурными и градообразующими доминантами выступали монументы, здания дворцов и домов культуры, кинотеатры. Самые яркие городские ансамбли, сформированные во второй половине XX века — «Новосмоленская набережная», созданная в западной части Васильевского острова, для чего также намыли грунт со дна залива, набережную венчают железобетонные дома на сваях или «ножках». Другой амбициозный архитектурный ансамбль был построен вокруг площади Победы, который завершал Московский проспект и встречал людей, прибывавших в Ленинград или архитектурные ансамбли у Площади Мужества или Володарского моста. При проектировании городских ансамблей было типично оставлять множество пустого пространства между зданиями при отсутствии должного благоустройства, которое в итоге начнут заполнять коммерческими и жилыми зданиями в XXI веке, нарушающими ансамблевость.
Если жилые панельные дома, школы, сады, больницы и универмаги сооружались по типовым проектам, то здания кинотеатров создавались уже по индивидуальным проектам и признаны достопримечательностями эпохи, например это кинотеатры «Максим», «Слава», «Зенит», «Спутник» и другие.
В конце 1980-х годов на фоне либерализации некоторые архитекторы, получив право воплощать собственные творческие видения, начали стремиться к индивидуализации проектов. Таким проектом, например, стал детский сад в переулке Джамбула по проекту С. Шмакова.

### Советский модернизм
Преобладающим архитектурным направлением в Ленинграде второй половины XX века был советский модернизм, для такой архитектуры был типичен минимализм в оформлении фасада и функционализм. Здания, построенные ещё в конце 1950-х годов и начале 1960-х годов сочетали в себе конструктивизм и сталинизм, например общежитие ЛИСИ. Зданиям 1960-х годов и 1970-х годов без учёта типовых панельных домов была свойственна выразительность инженерных решений, минималистская эстетичность и игра с геометрическими формами.

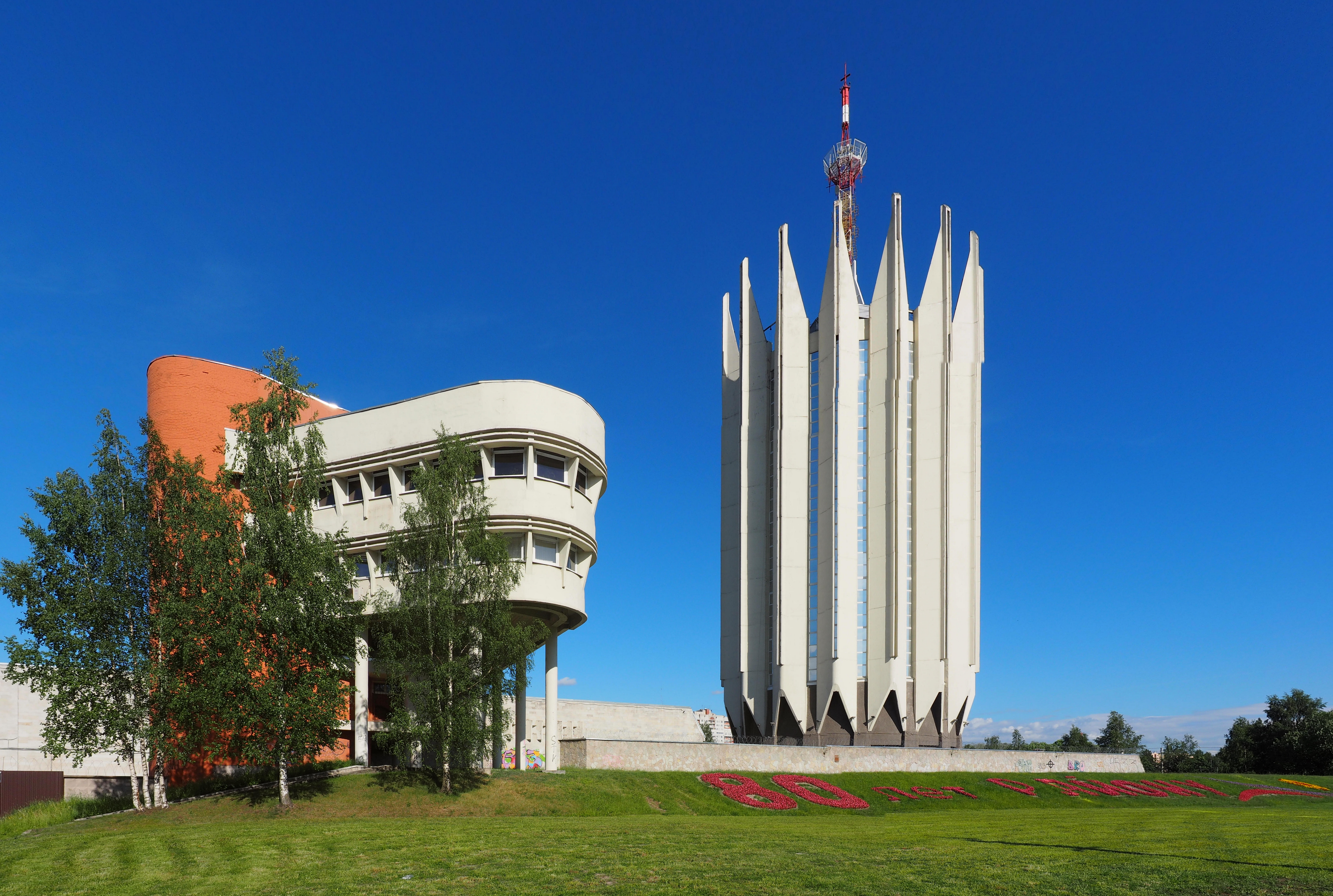
ЦНИИ робототехники и технической кибернетики, пример постройки с «футуристическим» дизайном, вдохновлённым эпохой космической гонки

Советский модернизм является эволюционным развитием конструктивизма или авангарда 1930-х годов, который на пике своего расцвета был прерван сталинским ампиром, вдохновлявшимся классицизмом. Постройки и городские ансамбли сталинского типа объявлялись расточительными. Обращение к архитектурному минимализму также частью политики по десталинизации и символизировало разрыв с предыдущей эпохой. Это также позволяло советской, в том числе и ленинградской архитектуре вернуться в русло общемирового архитектурного развития. Как и в конструктивизме, для модернизма была типична простота и рациональность форм, но и более разнообразное оформление облицовки, например применение песчаника или мрамора. Для многих ленинградских зданий применялась облицовка сааремского доломита, добываемого в Эстонии и который в зависимости от освящения приобретал сероватый или желтоватый оттенки. При строительстве зданий применялись технологические новшества вроде сборного железобетона, армоцемента или создание стеклянных стен из стеклоблоков. В отличие от деятелей искусств, которым было наказано работать только в стиле социалистического реализма, архитекторам под надзором компартии было дозволено изучать опыт западных архитекторов, в основном из Франции, Италии, Японии и Финляндии. На эстетику зданий раннего советского модернизма влияла вера в утопическое будущее, скорейшее построение социалистической утопии, торжество технологий будущего на фоне первого полёта человека в космос.
Для построек 1970-х годов были уже типичны более сложно проработанные формы, пластическая проработка стен с осязаемой материальностью. У построек начали появляться черты брутализма.
Основные проекты разрабатывал ЛенЗНИИИЭП. Характерные памятники эпохи — Театр юных зрителей (1962), концертный зал Октябрьский (1967), Спортивно-концертный комплекс им. В. И. Ленина (1980), Дворец спортивных игр(1982), Ленинградский дом молодёжи (1976). Новое здание Российской национальной библиотеки хоть и было построено, в 1980-е и 1990-е годы, но его проектирование началось в 1970-е годы, поэтому здание является ярким образцом советского модернизма.
| |  |  |  |  |
| Российская национальная библиотека, Театр юных зрителей имени А. А. Брянцева, спортивный комплекс Юбилейный, Финляндский вокзал, концертный зал Октябрьский |  |  |  |  |

### Брутализм
Здания советского модернизма, построенные в 1980-е годы, в своей стилистике приближены к брутализму, отчего их также можно причислять к этому архитектурному направлению. Брутализм приобрёл популярность в 1980-х и начале 1990-х годов. В отличие от модернизма ему наоборот свойственна гротескность в оформлении фасадов, подчёркнутая внушительность и массивность форм. В бруталистских зданиях шла игра с геометрическими формами и паттернизация — многократное повторение одних и тех же форм, их ступенчатость. На фасадах зданий почти отсутствовал декор, вместо этого подчёркивалась грубая фактура здания — с помощью железобетона, кирпича или стекла. Придание зданиям чувства «угрюмости», массивности и тяжести. Яркими памятниками брутализма были кинотеатр «Русь» на пересечении Богатырского и Коломяжского проспектов, гостиница «Прибалтийская», Морской пассажирский вокзал, Российский государственный архив военно-морского флота, Пятый корпус Электротехнического института, Петергофский Дворец культуры и науки СПБГУ. Советские зодчие вдохновлялись архитектурными проектами французского архитектора Ле Корбюзье. В данный период в строительстве применялся армированный бетон, наделённый высокой пластичностью и позволявший создавать конструкции высокой структурной сложности. Брутализм также обращался к эстетике «классового сознания», противопоставлявшейся буржуазности и капиталистическим излишествам.
|                                                                                   |  |  |  |
| Здание ВНИИ Галургии, Морской вокзал, гостиница «Прибалтийская», гостиница «Русь» |  |  |  |

### Типовая жилая застройка
К 1960-м годам было развёрнуто массовое строительство в основном пятиэтажных однотипных панельных домов на окраинах города. Квартиры в таких домах были маленькие и неудобные. В 1970-е годы продолжалось массовое строительство крупнопанельных домов, образовавших новые городские кварталы. Значительная часть жилых домов строилась по типовым проектам, получавшим, свои нумерации. В Ленинграде, в отличие от остальных городов СССР, в 1960-е годы панельные здания строились по собственным проектам архитекторов Левинсона, Сперанского, Жука, Гольдгора, Васильева и других. Панельные здания первого поколения, возводившиеся с конца 1950-х по 1960-е годы стали самым худшим жильём из-за желания правительства сэкономить на всех этапах строительства. В ранний брежневский период самыми массовыми домами в Ленинграде стали серии 1ЛГ-602 и 1ЛГ-606, представлявшие собой улучшенные версии ленинградских хрущёвок 1-507 серии.

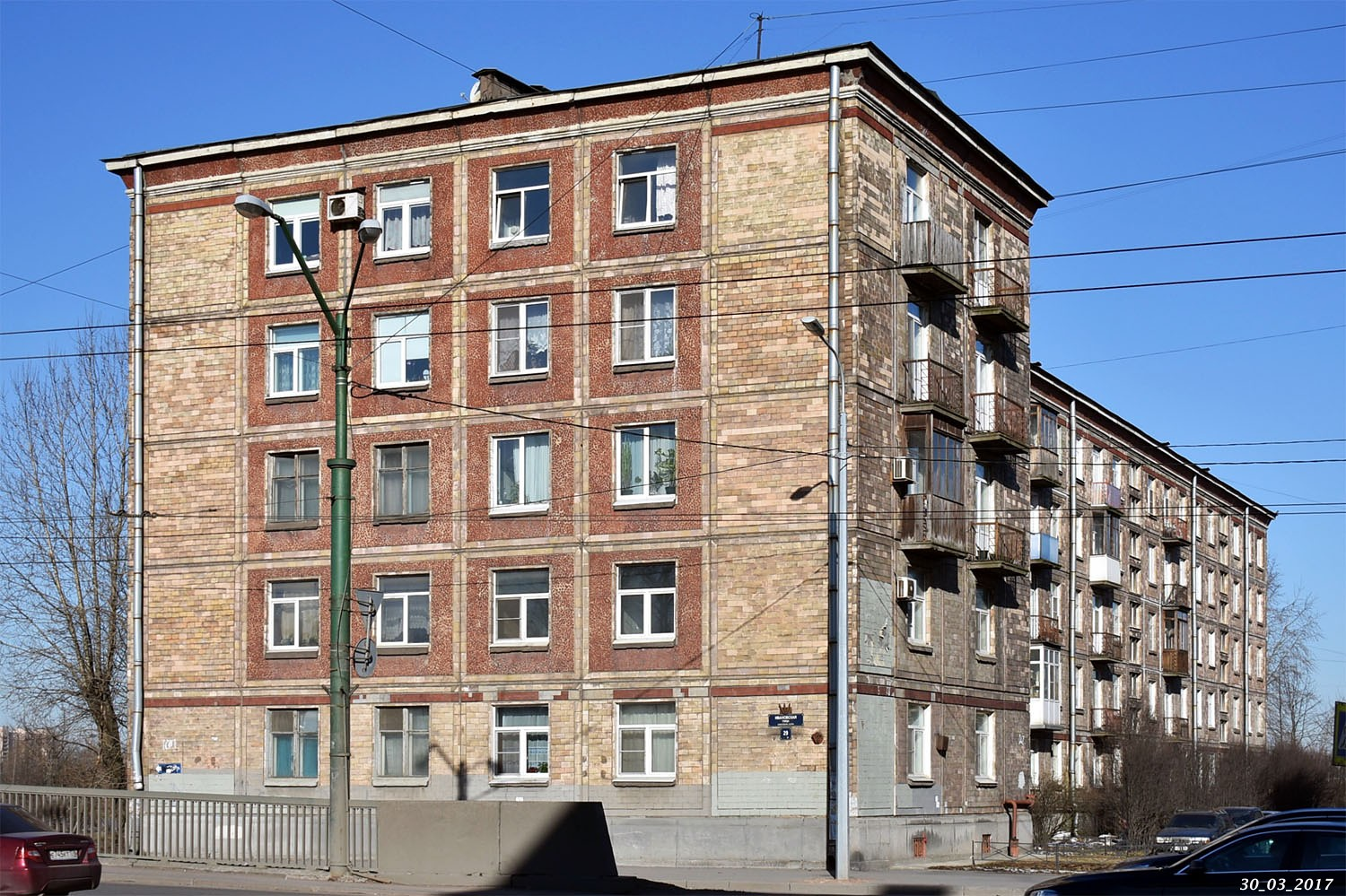
Дом в квартале № 123, Щемиловка. Санкт-Петербург, пример раннего панельного здания

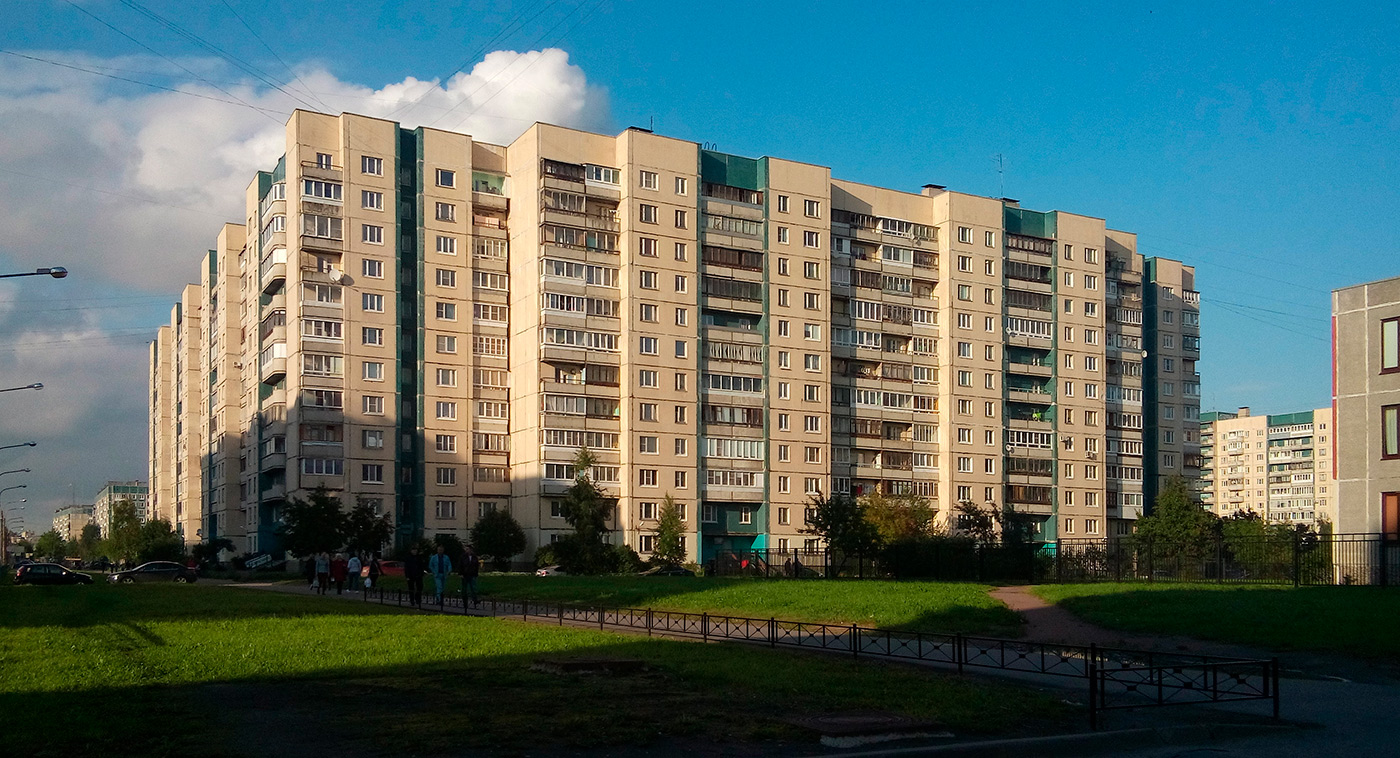
Дом 137 серии, Колпино

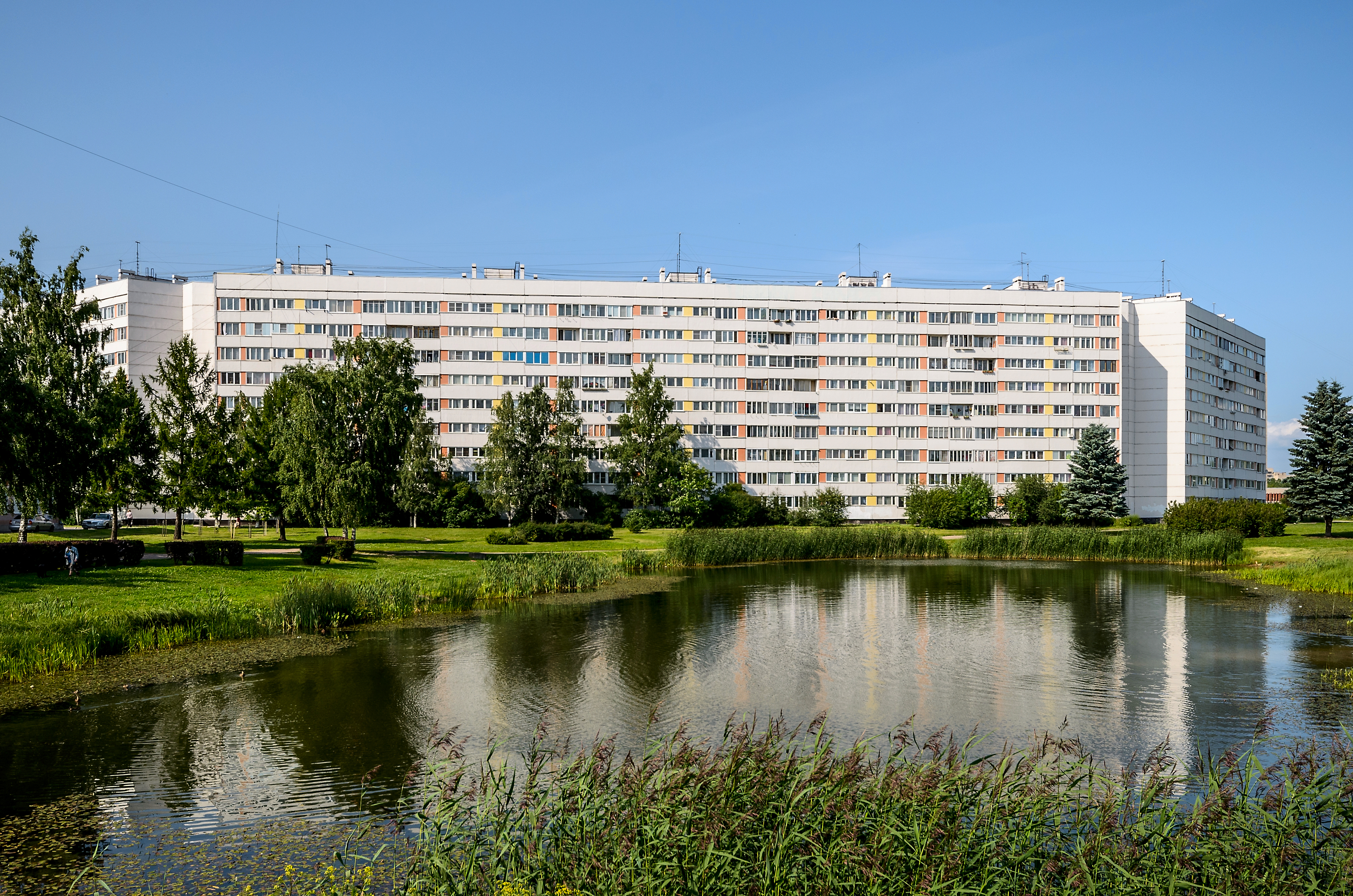
Дом-корабль 600 серии на проспекте Ветеранов

Панельные дома следующего поколения, возводившиеся с 1970-х и 1980-х имели улучшенную планировку и более комфортабельные квартиры. Особое распространение в Ленинграде получили дома 137 и 600 серий. Последние называют «домами-кораблями» за их длину, белый цвет фасада и окна, которые образовывали длинные тёмные линии. Такой дизайн придавал зданиям футуристический вид. Дома 600 серии стали первыми в СССР зданиями, возводимыми блок-секционным методом. Строительство домов 137 и 600 серий стало возможно за счёт высоких цен на нефть. Типовые здания хоть и имели одинаковые для своих серий фасады, но отличались друг от друга разной протяжённостью, конфигурацией, этажностью. Дома 137 серии, разработанные Ильёй Кусковым признавались лучшей крупнопанельной системой в СССР с обширной номенклатурой типовых изделий, позволявшей создавать фасады с разными объёмами, комбинируя в разном порядке 10 типов квартир. Зданиям этой серии была свойственна выраженная индивидуальность. Главной приметой этих зданий стала облицовка мелкой плиткой в двух цветах — чаще всего бежевого-карего или бежевого-тёмно-зелёного и балконы со округлёнными углами. В 1970-е годы пятую часть жилых зданий строили из кирпича, в основном здания 528 серии с разными модификациями. Если панельные здания возводились длинными, то кирпичные здания, особенно типа I-528КП-82 или «ледоколы» возводились, как высотные доминанты. Квартиры в них были комфортабельнее, чем в панельных домах. Некоторые башенные дома возводились по индивидуальным проектам и на средства жилищно-строительных кооперативов.
Часть жилых зданий из-за стремления архитекторов к индивидуализации строились по индивидуальным экспериментальным проектам, например жилые комплексы на Дибуновской 37, Коломяжском проспекте 32 — 34, дом на Будапештской улице 17, здания — трилистники на перекрёстке Гражданского и Северного проспектов или общежития в форме стаканов на Будапештской. Стремление к индивидуализации выражалось и в стремлении придать необычную конфигурацию типовым зданиям, например так называемый «дом-змея» в Сосновой Поляне. В городе по отдельным проектам строились элитные жилые здания с повышенной комфортностью, но с подчёркнуто скромными фасадами, например второй дом ленсовета, дом жск Моряк на Конном переулке, дом на Каменноостровском проспекте 41, ЖСК Юг на Бассейной улице 53, дом-«змея» на Товарищеском проспекте 28.
Ленинград становился плацдармом по введению новых инженерных решений, в городе впервые строились здания методом подъёма перекрытий, первые дома из монолитного железобетона, дома, созданные блок-секционным методом, в Ленинграде в экспериментальном порядке был возведён дом из пластмассы. В пластмассовом доме за 10 лет его существования никто не жил, но он превратился в достопримечательность, которую посетило 20 миллионов человек.

### Монументальная архитектура
После смерти Сталина в Ленинграде было снесено множество памятников бывшему вождю. В Ленинграде с 1960-х годов шло активное развитие монументальной скульптуры — возводились монументальные памятники и монументальные комплексы в память об обороне Ленинграда и Великой отечественной войне — мемориальные комплексы на Пискарёвском и Серафимовском кладбищах, монумент героическим защитникам Ленинграда на площади Победы, обелиск Городу-герою Ленинграда на площади Восстания. Монументальные памятники возводились в честь других знаковых событий или юбилейных дат, например памятник Героическому Комсомолу или Памятник В. И. Ленину на Московской площади. В 1986 году был открыт мемориальный комплекс в Парке Интернационалистов в честь ввода советских войск в Афганистан.
Памятники и памятные комплексы играли важную роль в ансамблевом оформлении советских районов, например монумент героическим защитникам Ленинграда был установлен на месте парадного въезда в Ленинград. Многочисленные памятники были поставлены в честь петербургских и ленинградских исторических деятелей — академиков, литераторов, художников и т. д.
| |  |  |  |  |
| Памятник Ленину на Московской площади, Мемориальный комплекс на Серафимовском кладбище, Монумент героическим защитникам Ленинграда, Монумент воинам-интернационалистам, Мемориальный комплекс на Пискарёвском кладбище |  |  |  |  |

## Инфраструктура
Шло активное строительство и облагораживание невских набережных. За советский период их длина выросла в 15 раз и к 1990 году их протяжённость составила 150 километров. Заниматься озеленением в городском центре из-за излишней плотности застройки были затруднительно, хотя с послевоенного периода на некоторых набережных уже вырастали липы, тополя, кусты сирени. Кварталы с новостройкой помимо самих зданий представляли собой пустые поля, где сажали саженцы неприхотливой черёмухи и тополя. В некоторых микрорайонах архитекторы старались сохранять остатки садов, например часть совхозного яблоневого сада в Купчине. Оставшиеся участки лесов превращали в парки — парк Челюскинцев в Выборгском районе, Сосновка и Куракина Дача в Невском районе, в Приморском Районе постройка подошла вплотную к Юнтоловскому заказнику. На юге Ленинграда появился Южно-Приморский парк. Между 1966 и 1990 годами было построено 1,5 тысяч гектаров садов и парков, тем не менее норма площади зелёных насаждений была ниже, чем в крупных европейских городах.

Инсталляции с стиле соцреализма на ленинградских домах, 1984 год

Многие реки, пруды, ручьи и каналы на месте будущих микрорайонов засыпались или прятались в трубы. От того, что границы Ленинграда всё дальше отодвигались от акватории Невы, в 1980-е годы вода занимала лишь 8 % территории города, предположительно в тот период в городе протекали 93 реки.
Ещё в 1950-е годы в историческом центре оставались булыжные мостовые, во второй половине XX века все улицы закатывали в асфальт, к 1980-м годам им была покрыта уже большая часть уличных магистралей. Качество асфальта было низким и дороги быстро портились, требуя частого ремонта.
В Ленинграде было сооружено множество мостов. Количество новых мостов достигало количество мостов, построенных с момента основания Петербурга и до революции. В 1960-е годы реконструировали Кировский мост, который отныне мог разводиться. Через малую Невку построили мост Строителей, что позволило завершить современный ансамбль Стрелки Васильевского острова. В 1965 году был открыт тогда самый длинный в городе мост Александра Невского. В 1969 году был построен Коломенский мост через канал Грибоедова — первый в Европе мост пролётного строения из сварных алюминиевых труб. К 1990 году в Ленинграде имелось более 300 мостов.
Ленинград начиная с его основания страдал от постоянных наводнений. Периодические наводнения наносили ущерб городскому хозяйству, и обсуждение строительства защитных сооружений велось ещё с XVIII века. В 1979 году началось строительство комплекса сооружений для защиты Ленинграда от наводнений. Эта огромная дамба и дорога должны были решить несколько важных задач — защитить город от наводнений и соединить Кронштадт с материком сухопутной дорогой. В 1984 году был построен первый участок дамбы. Проект не был завершён к распаду СССР и комплекс сооружений будет достроен и введён в эксплуатацию в 2010-е года. Масштабная эвтрофикация на финском заливе в 1987 году, вызванная в том числе строительством дамбы спровоцировала общественный скандал. Общественный резонанс был достаточно сильным, чтобы остановить строительство дамбы.

### Городское хозяйство
Водоснабжение, исторически развивавшееся для обслуживания низкоэтажных домов плохо справлялось с подачей воды на верхние этажи. Многие металлические трубы, подававшие воду, гнили, и у людей текла «ржавая» вода. На городских окраинах люди ещё могли продолжать пользоваться колонками. Фактически с нуля было создано центральное отопление, до войны только в 7 % домов имелось центральное отопление, в 1966 году им уже было обеспечено 83 % домов, однако отопление было несовершенным, часто недостаточно прогревало дома зимой и тогда часто происходили прорывы на теплотрассах. Оставались дома и помещения с печным отоплением.

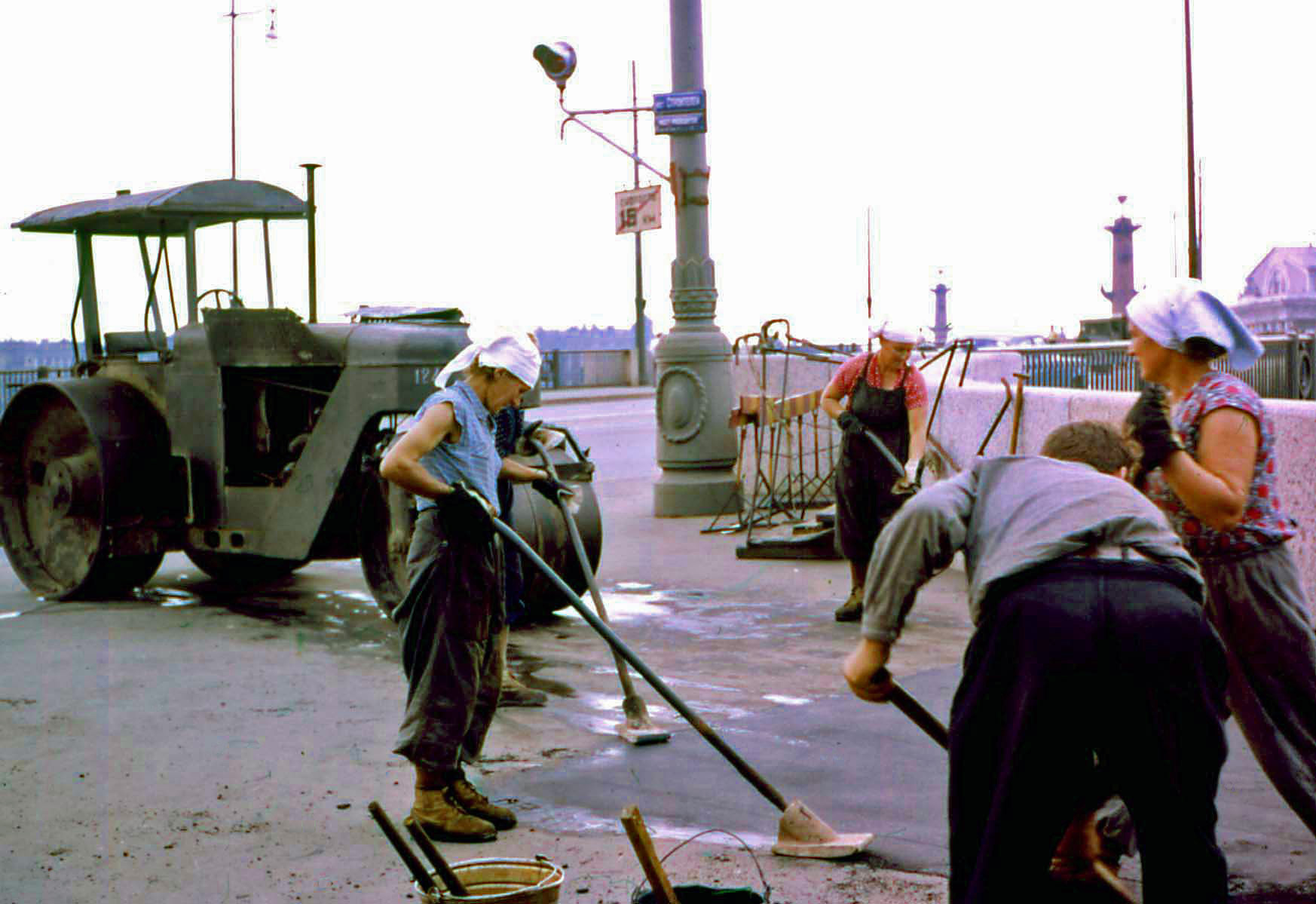
Женщины ремонтируют дорогу, в 1960-е годы сохранялся недостаток мужской силы после потерь во второй мировой войне и женщины выполняли традиционно мужские работы

Заново перестраивалась канализационная система. К 1978 году была создана система по транспортировке, перекачке и очистке канализационных вод. Для этих целей были построены очистные сооружения — Центральная, Юго-западная и Северная станции. Канализация едва справлялась с быстро растущим городом. При Хрущёве шёл массовый снос уличных туалетов — «ретриградников», которые стояли почти в каждом дворе, в историческом центре. При отсутствии общественных туалетов многие горожане начали исправлять нужду во дворах и лестницах. В Ленинграде в некоторых местах ещё могли сливать сточные воды в реки и финский залив. На окраинах города на частных участках ещё оставались туалеты с выгребными ямами.

На приёме у врача, 1975 год

В городе была осуществлена газификация домов, к 1989 году без газа оставались только частные дома на городских окраинах. Газ привозили из Эстонии, Ленобласти и Поволжья. Все дома в Ленинграде было электрифицированы. Улучшалось качество ночного освещения, многие улицы стали гораздо светлее. Некоторые архитектурные памятники получили неоновую подсветку, в некоторых районах сохранялись слабо освещённые магистрали. Квартиры массово обустраивались радио и телефонами. Первые телефонные номера в городе были пятизначными и к 1970-м годам стали семизначными. Однако все телефоны обслуживали связь внутри города. Первый комплекс автоматической междугородной телефонной связи был построен в 1974 году. В 1980-е годы в Ленинграде появилась первая автоматическая телефонная станция. В 1990 году появилась сотовая связь. Шло массовое распространение радио, к 1980-м годам большая часть зданий была радиофицирована. Устанавливались специальные радиоглушилки для глушения радиосигналов из стран запада. В Ленинграде построили телецентр и телевышку, в квартирах массово распространялся телевизор. Город потреблял всё больше электричества. В 1973 году была открыта Ленинградская АЭС в Сосновом Бору.
Всё более явной проблемой для растущего города становился мусор. Традиционно его вывозили за пределы города, где его сжигали или он разлагался. Однако вместе с ростом населения и употребления пластика и других неразрушающихся материалов проблема с мусором вставала всё более явственно. За городом росли огромные свалки или полигоны. В Ленинграде был построен первый завод по переработке тяжёлых отходов, однако город так и не решил проблему с мусором.
Загрязнение города стало одной из общественных повесток, хотя эта проблема актуальной была ещё в первой половине XIX века сначала вместе с массовым загрязнением рек и каналов нечистотами, затем загрязнением воздуха заводами. Вместе с ростом промышленности и транспорта ленинградцы начали страдать от некачественного воздуха. В 1980-е годы улицы начали хуже чистить, и они становились всё более замусоренными.
Здравоохранение в Ленинграде не развивалось многие десятилетия, и город использовал дореволюционную инфраструктуру. К 1970-м годам ситуация стала критической, например больных могли размещать в коридорах больницы. В 1970-е годы было развёрнуто строительство новых больничных комплексов. Множество поликлиник появлялось в микрорайонах, но их недостаточно оснащали оборудованием и в эти клиники тоже сохранялись очереди.

### Транспорт
Активно развивалась автомобильная транспортная инфраструктура. От Ленинграда строили дорожные магистрали, связывая город с Выборгом, Финляндией, Петрозаводском, Мурманском, Новгородом, Прибалтикой, Вологдой, Псковом, Москвой и Киевом. Первое здание автовокзала было построено на набережной Обводного вокзала. Автомобиль, хоть и сильно ограниченно, но становился доступным для простых горожан, от чего возрастал дорожный трафик и вместе с этим первые случаи перегруженности дорог. Была предложена идея построить КАД. В Ленинграде было установлено множество светофоров, на всех городских улицах приводили в порядок разметку — пешеходные переходы «зебры», строили или намечали островки безопасности, на Невском появились первые подземные переходы. Для туристов и пассажиров на берегу Невы был возведён Речной пассажирский вокзал.

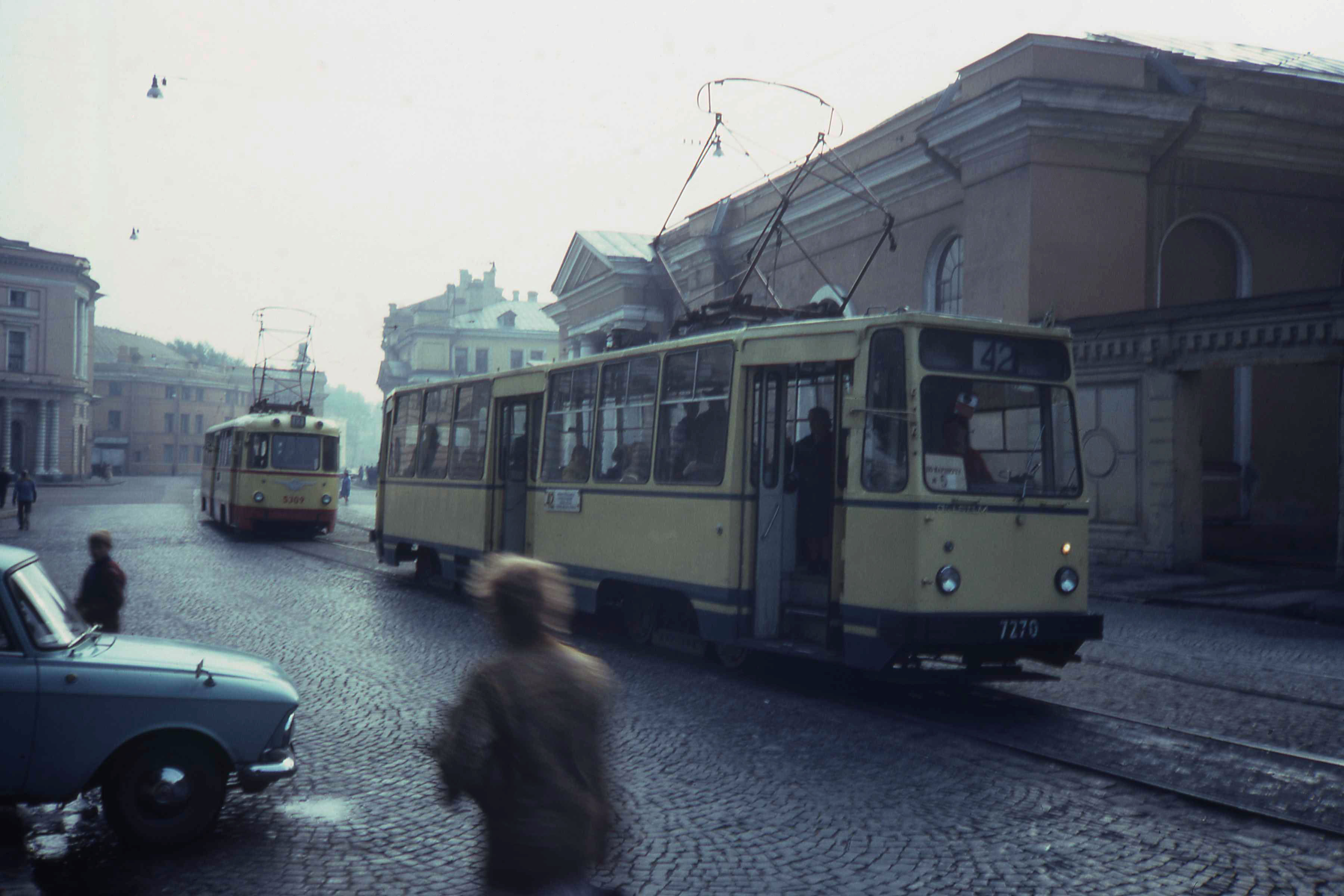
Трамвай № 42 (идущий по маршруту № 5) на Инженерной улице в Санкт-Петербурге. 1982 год

Своё развитие продолжал общественный транспорт. Было построено 9 дополнительных трамвайных, 6 троллейбусных и 1 трамвайно-троллейбусных парков. Каждый день на маршруты выходило 3000 автобусов. Можно было вызвать такси. К 1990-м годам в Ленинграде было проложено около 700 километров трамвайных путей, город называли трамвайной столицей мира. Тем не менее общественный транспорт не успевал развиваться вместе с быстро растущим городом.

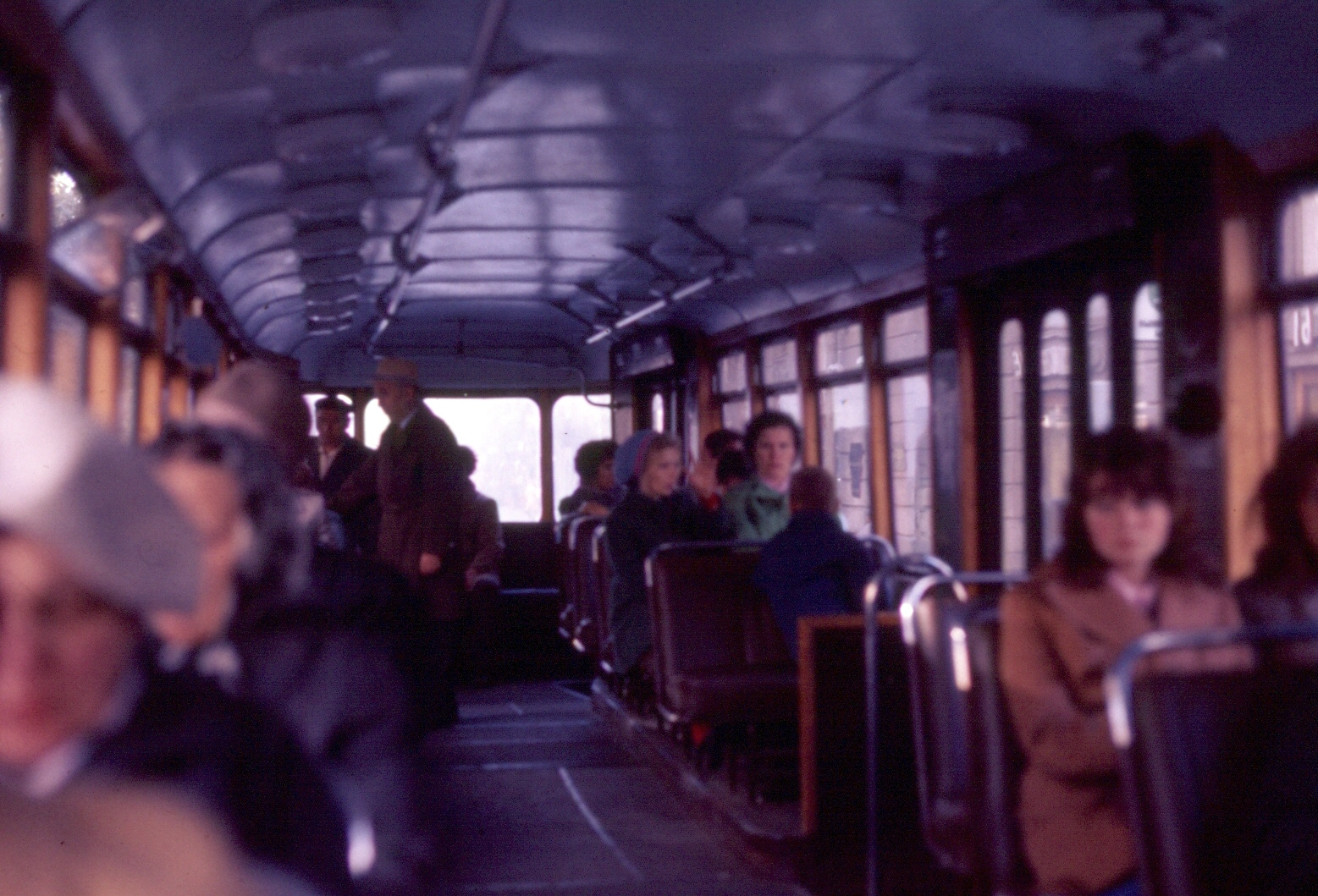
Внутри автобуса, 1977 год

Вместе со строительством обширных спальных районов, их население требовалось обеспечить транспортной доступностью к рабочим предприятиям и учреждениям, шло активное развитие общественного транспорта, к началу 1990-х годов в городе работали уже три ветки метрополитена. Красная ветка, строившаяся ещё при Сталине, была продолжена, начинаясь с Ленинского проспекта и заканчивая Девяткино, были построены синяя ветка с Проспекта просвещения до Купчино и зелёная ветка от Рыбацкого до Приморской. В Ленинграде были построены единственные в СССР станции закрытого типа. Метро строилось медленно и далеко не все спальные районы удалось обеспечить станциями метро, к 1991 году было построено четыре линии с 54 станциями. Несмотря на развитие общественного транспорта, из-за стремительного расширения границ Ленинграда многие горожане начали тратить много времени на дорогу. Среднее время на дорогу составляло полтора часа.
Крайне важную роль в перевозке пассажиров и груза играла железная дорога, строившаяся до революции и при Сталине. В Ленинграде работали пять пассажирских вокзалов и 12 железнодорожных линий, связывавших Ленинград с разными регионами СССР. Здание Московского вокзала для увеличения площади было реконструировано, новое здание было построено для Финляндского вокзала.

В Ленинграде активно развивался воздушный транспорт, чтобы справиться с постоянно растущим потоком в Пулковском аэропорту был открыт второй гораздо более крупный вестибюль для внутренних перелётов — Пулково-1, который на тот момент стал одним из самых современных вестибюлей в мире. Старый вестибюль Пулково-2 перешёл на обслуживание международных перелётов. Местные авиалинии обслуживал аэропорт Ржевка в Ковалёво, Всеволожском районе, а также санитарные, почтовые рейсы, заказы сельского хозяйства, аэросъёмку и т. д..
| |  |  |  |  |
| Станции метро: Проспект Просвещения, Новочеркасская, Площадь Александра Невского, Маяковская, Академическая |  |  |  |  |

## Население
В Ленинграде проживало более 100 национальностей, но преобладающими были русские. Среди горожан росло число неработающих — детей, учащихся, пенсионеров и инвалидов, что свидетельствовало о росте благополучия населения. В среднем в одной семье рождалось 2 ребёнка, женщин в Ленинграде было больше, чем мужчин. Средний уровень образования ленинградцев был на 10 % выше среднего показателя в СССР. Около 40 % работавших имели среднее специальное или высшее образование. В Ленинграде жило много инженеров, педагогов, врачей, и представителей творческих профессий. В Ленинграде жило 10 % научных работников СССР и традиционно жило много военных и моряков.

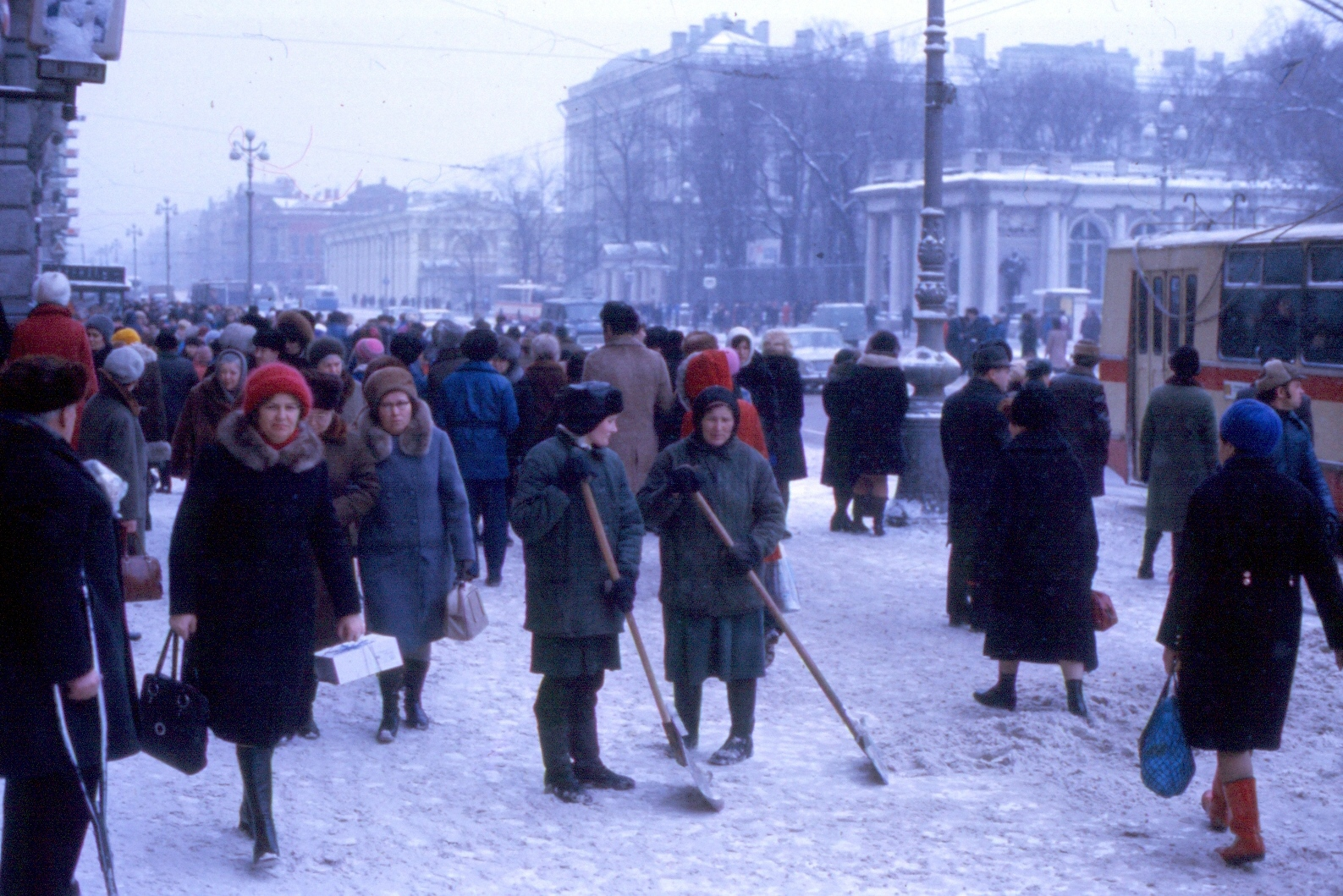
Люди на Невском проспекте, 1977 год

На протяжении всего позднего советского периода в Ленинграде за счёт миграции шёл рост населения, в 1956 году в городе жило 2 814 000 человек, в 1966 — 3 814 500, 1976 — 4 417 900, 1986 — 4 882 200, 1990 — 5 035 200. Вместе с ростом населения за счёт миграции уменьшалась и доля «коренных» петербуржцев, для которых был свойственен особый поведенческий этикет, и он стал постепенно исчезать из культурной жизни города.

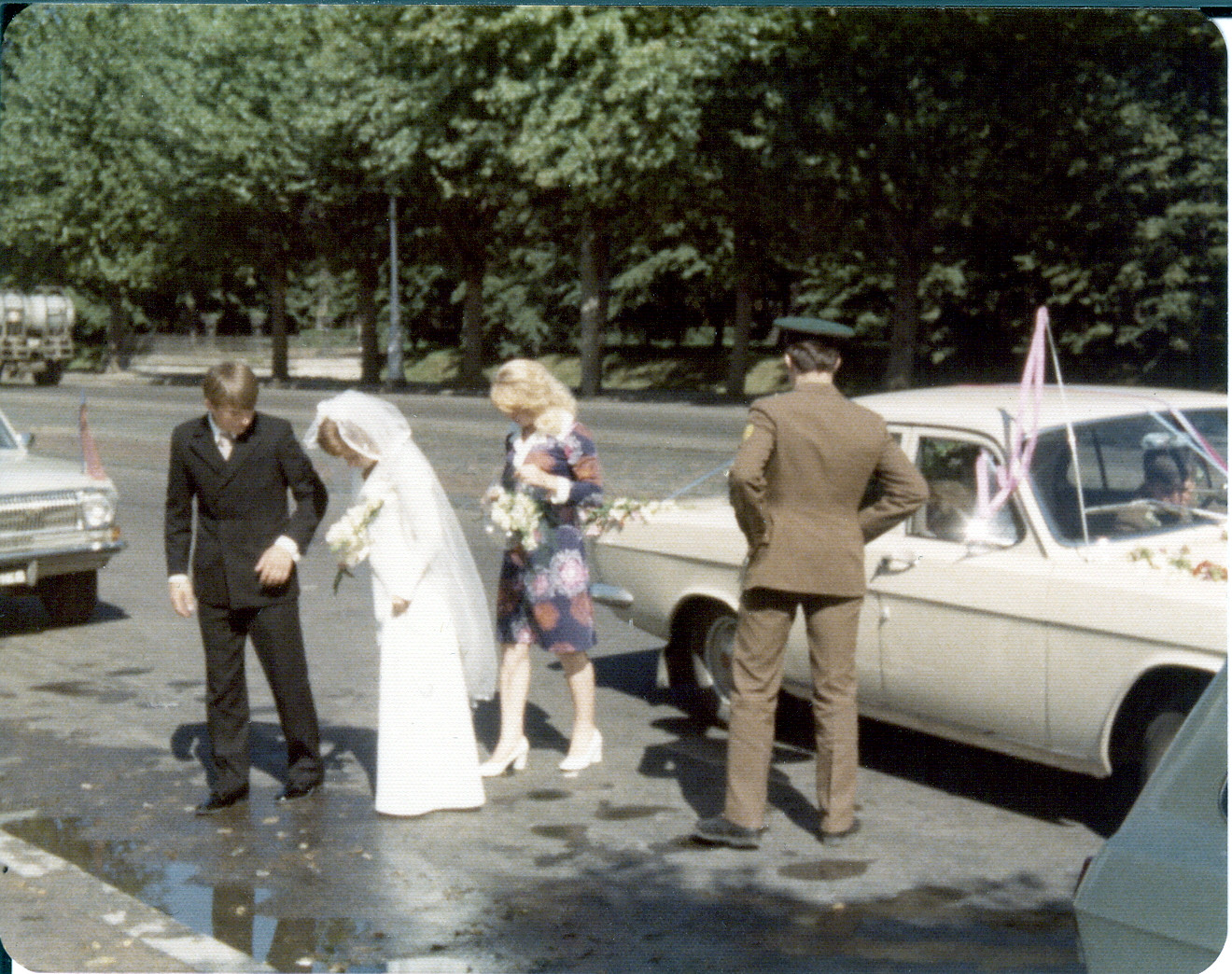
Молодожёны у Марсова поля, 1976 год

Отдельную категорию населения составляли «лимитчики» — жители из других регионов, которые приезжали в Ленинград на работу на фабриках. Хотя значительная часть ленинградцев работала на фабриках, престижность профессии рабочего фабрики неуклонно падала в глазах молодых ленинградцев, и фабрики столкнулись с нехваткой рабочей силы, для чего в город привозили провинциалов. Лимитчика обучали конкретной профессии на конкретной фабрике, предоставляли место в общежитии, коммуналке, а иногда — в собственной квартире. Лимитчики стали самой бедной и маргинальной категорией населения, они в основном жили без прописки в общежитиях и были привязаны к одной работе.
Начиная с конца 1950-х годов и на протяжении 1960-х рос уровень благосостояния ленинградцев. В среднем у ленинградцев появилось больше свободного времени, чем в сталинский период. Рабочий день у многих горожан сократился до 8 часов, не работали по субботам и праздникам. В Ленинграде открывались дома быта, где можно было чинить предметы, технику, заниматься химчисткой. Вместе с ростом материального благосостояния в Ленинграде начала формироваться потребительская культура, в вместе с этим — запросы на моду и модные товары. При Хрущёве налаживалось массовое производство предметов массового потребления. Вместе с налаживанием массового производства качественной одежды, внешний облик петербуржцев заметно улучшился. Тем не менее советская мода заметно отставала от западной и с точки зрения иностранных посетителей ленинградцы выглядели старомодно.

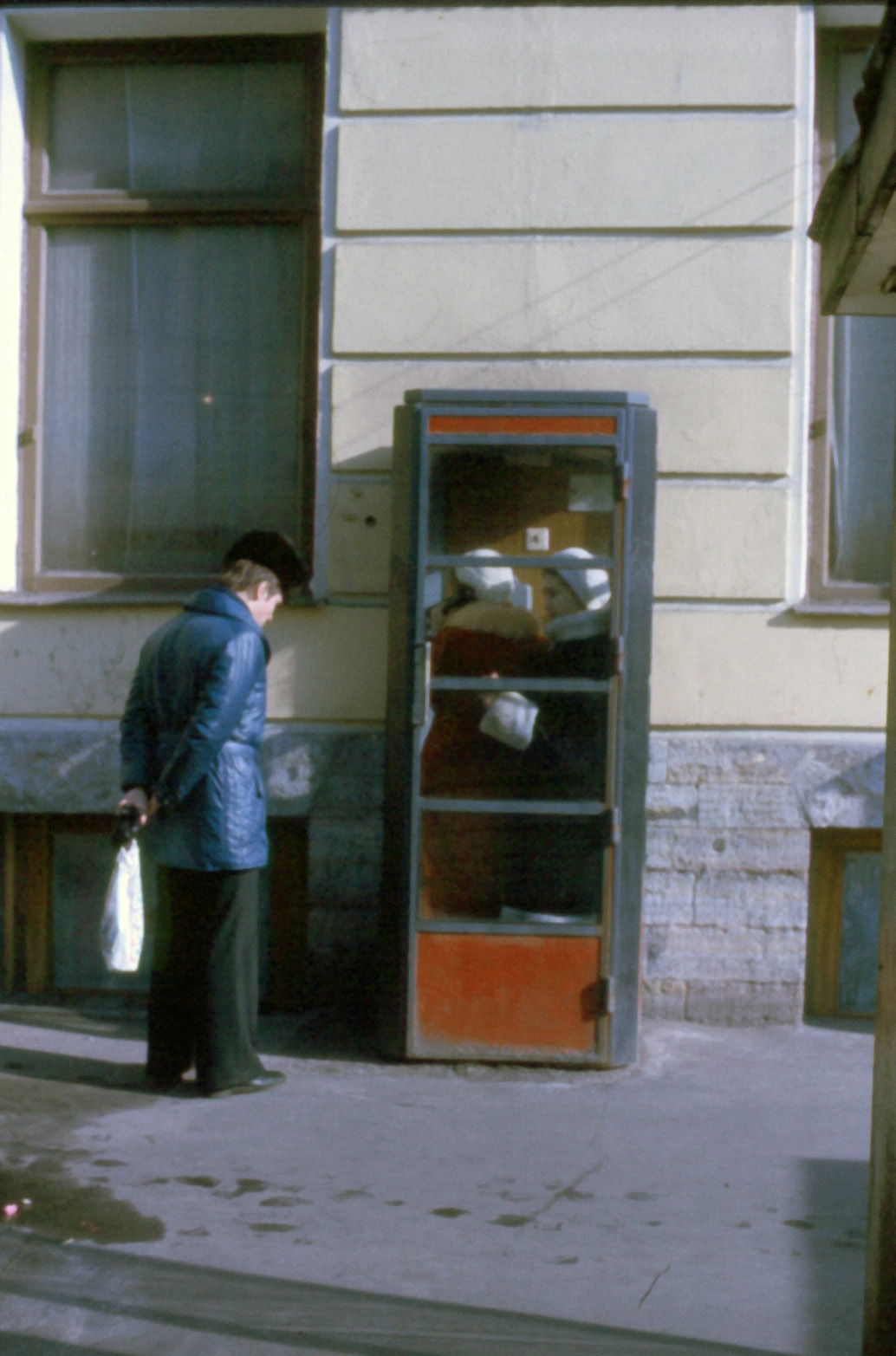
Люди в телефонной будке, 1977 год

Ленинградцы жили в целом бедно, но в условиях социальной защищённости, или в просторечии в «уверенности в завтрашнем дне», имели возможность получать дешёвые путёвки, пользоваться бесплатными врачебными услугами, поступать на обучение и получали скромную пенсию, на которую было возможно прожить. Для большей части населения сохранялся одинаковый уровень жизни, и в случае возникших проблем они могли положиться на социальную помощь. В 1965 году 76 % от зарплаты тратилось на продукты питания и промышленные товары, 12 % на услуги, в том числе и квартплату, 11 % на сбережения, добровольные взносы или обязательные платежи. У людей была схожая зарплата, она отличалась в несколько раз в зависимости от профессии, так чернорабочий получал по 80 — 100 рулей в месяц, врач, учитель, инженер — по 100—125 рублей, профессиональный рабочий — 200—300 рублей, кандидат наук и доцент в вузе — 325 рублей, секретарь райкома партии — 340 рублей. Студенты получали по 35 — 40 рублей.
Вместе с продолжающейся эпохой стабильности в 1970-е и затем в 1980-е годы, в Ленинграде выросло новое поколение горожан, не знающих голода и лишений войны. Одновременно 70-е и 80-е года — это эпоха «застоя», когда верхушки карьерных лестниц были поделены между определённым кругом людей, в основном сверстников Брежнева, которые затем предпочитали передавать свой «статус» по наследству. В результате если поколение «шестидесятых» имело возможность закрепиться в творческих союзах, реферантурах ЦК, обкомов и академической науке, то молодёжь 70-х и 80-х годов не будучи друзьями или родственниками представителей «нынешней элиты» не имела практически никаких шансов. Это приводило к росту депрессии среди населения, росту алкоголизма. Молодые ленинградцы стихийно объединялись в молодёжные организации. Это могли быть как музыкальные, рокерские клубы, спортивные, так и оппозиционные, антисоветские организации.
В перестройку ленинградцы столкнулись с тяжёлым продовольственным кризисом и ухудшением уровня жизни. Снижение уровни жизни продолжилось в 1989 году, разваливался потребительский рынок. Товарный дефицит был важным, но не единственным фактором в ухудшении благополучия граждан, не менее важную роль играла утрата стабильности, вынужденность приспосабливаться к новым и нестабильным условиям и рост межнациональных конфликтов.

## Управление
После смерти Иосифа Сталина в 1953 году, через три года началась компания по развенчанию культа его личности, и освобождённые репрессированные могли вернуться в город, убиралось упоминание Сталина из топонимики города, например Сталинский район был переименован в Выборгский. Перед руководством города встала трудная задача по решению накопившихся и серьёзных социальных проблем, прежде всего обеспечение продовольствием в условиях острого товарного дефицита, улучшение жилищно коммунального хозяйства, медицинского обслуживания, процедур поступления в школы, высшие учебные заведения и строительство транспортных магистралей.
С 1957 года в рамках хозяйственной реформы управление строительством и территориальной промышленностью было поделено по территориальному принципу, в рамках которого был организован Ленинградский совет народного хозяйства или Ленинградский совнархоз, в чью сферу влияния также попали Ленинградская, Псковская, Новгородская и (c 1962) Вологодская области. С 1953 по 1957 год во главе Ленинградского обкома КПСС стоял Козлов — приближенный Хрущёва. Козлов активно лоббировал выделение средств на строительство метрополитена, и при нём в эксплуатацию было введено более 10 километров метро. При Козлове началось массовое возведение панельного жилья. В рамках хрущёвской реформы Ленинград получил большую автономию от Москвы, например возможность переместить часть управления ленинградскими предприятиями из Москвы в Ленинград. Следующим секретарём обкома, в 1957 году, стал Спиридонов, c 1962 по 1970 год этот пост занимал Толстиков.

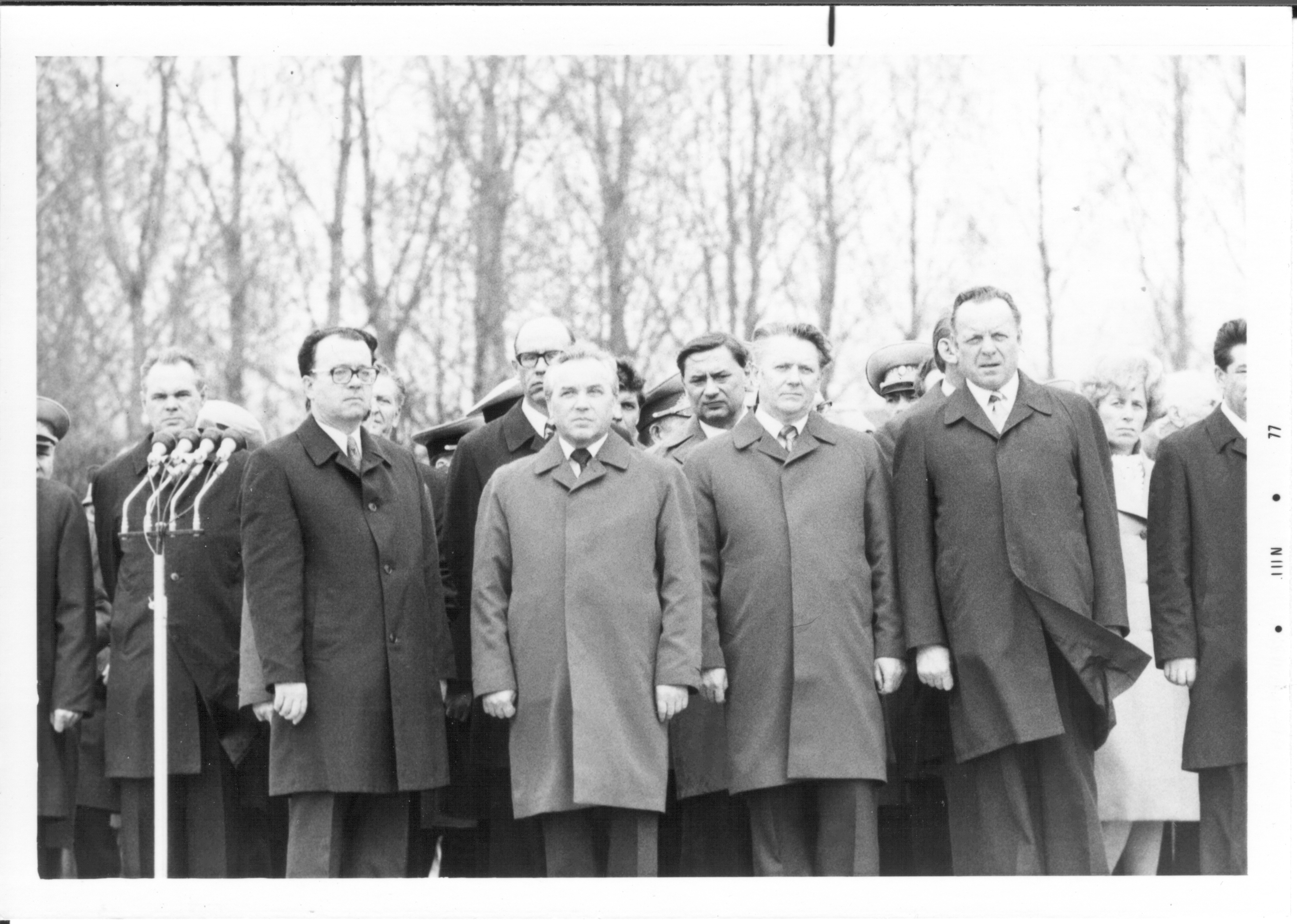
Григорий Романов (в центре) на Пискарёвском мемориальном кладбище, 9 мая 1977 г.

В этот период под видом улучшения совнархозов началось восстановление централизованного управления экономикой. Ленинград, благодаря хорошим связям Толстикова и Хрущёва, потерпел меньшие потери в ходе этой кампании, чем другие советские города. Тем не менее совнархозы из-за децентрализованного характера были ликвидированы, но Толстиков после 1964 года был оставлен на посту руководителя и сумел наладить хорошие отношения со следующим руководителем СССР Брежневым, при этом дальше активно защищая интересы уже ликвидированного совнархоза. Однако в процессе дальнейшего усиления централизации власти между Толстиковым и обкомом партии нарастали конфликты, что закончилось отставкой Толстикова. Секретарём Ленинградского обкома КПСС с 1970 по 1983 год был назначен Григорий Романов.
Горожане избирали депутатов, однако настоящих выборов не было, можно было голосовать за одного кандидата, которого выдвигали предприятия или учреждения. Большая часть депутатов не обладала профессиональными навыками. Чаще всего на сессиях, где должны были обсуждаться городские проблемы, никакие дискуссии не велись. Выступления заранее подготавливались и решения, за которые должны были проголосовать депутаты тоже составлялись заранее. Политические решения принимались на сессии Ленсовета c одобрения центральной партии.
Вместе с ростом населения Ленинграда город становится мегаполисом, и потому централизованное управление в нём становилось затруднительным. Поэтому были учреждены районные органы управления, подчинявшиеся городским, а городские, в свою очередь, центральным в Москве. Районами руководили Советы народных депутатов.
В период правления Романова шло наиболее интенсивное развитие Ленинграда, его промышленности, уменьшение доли рабочей силы на предприятиях, рекордное количество ввода жилья. Романов был заинтересован в комплексном развитии экономики Ленинграда, улучшении условий труда, трудовой подготовки и даже после своей отставки оказывал поддержку своим преемникам вплоть по выхода на принудительную пенсию. Амбиции Романова раздражали центральные власти, которые сначала отстранили Романова от должности и вскоре вынудили уйти на пенсию
Тем не менее Романов запомнился и преследованием творческой интеллигенции за инакомыслие. Период правления Романова также называют «романовским». Романов также негативно относился к идее частной собственности, что, с одной стороны, мотивировало пресекать злоупотребления партийных чиновников, но и наносило вред садоводствам. Возникновение экономического, общественного и продовольственного кризиса в период перестройки привело к утрате доверия населения к коммунистической партии.

### Возрождение общественно-политической жизни в годы перестройки
«Ленинград обладает мучительным комплексом духовного центра, несколько ущемлённого в своих административных правах. Сочетание неполноценности и превосходства делает его весьма язвительным господином»— Довлатов

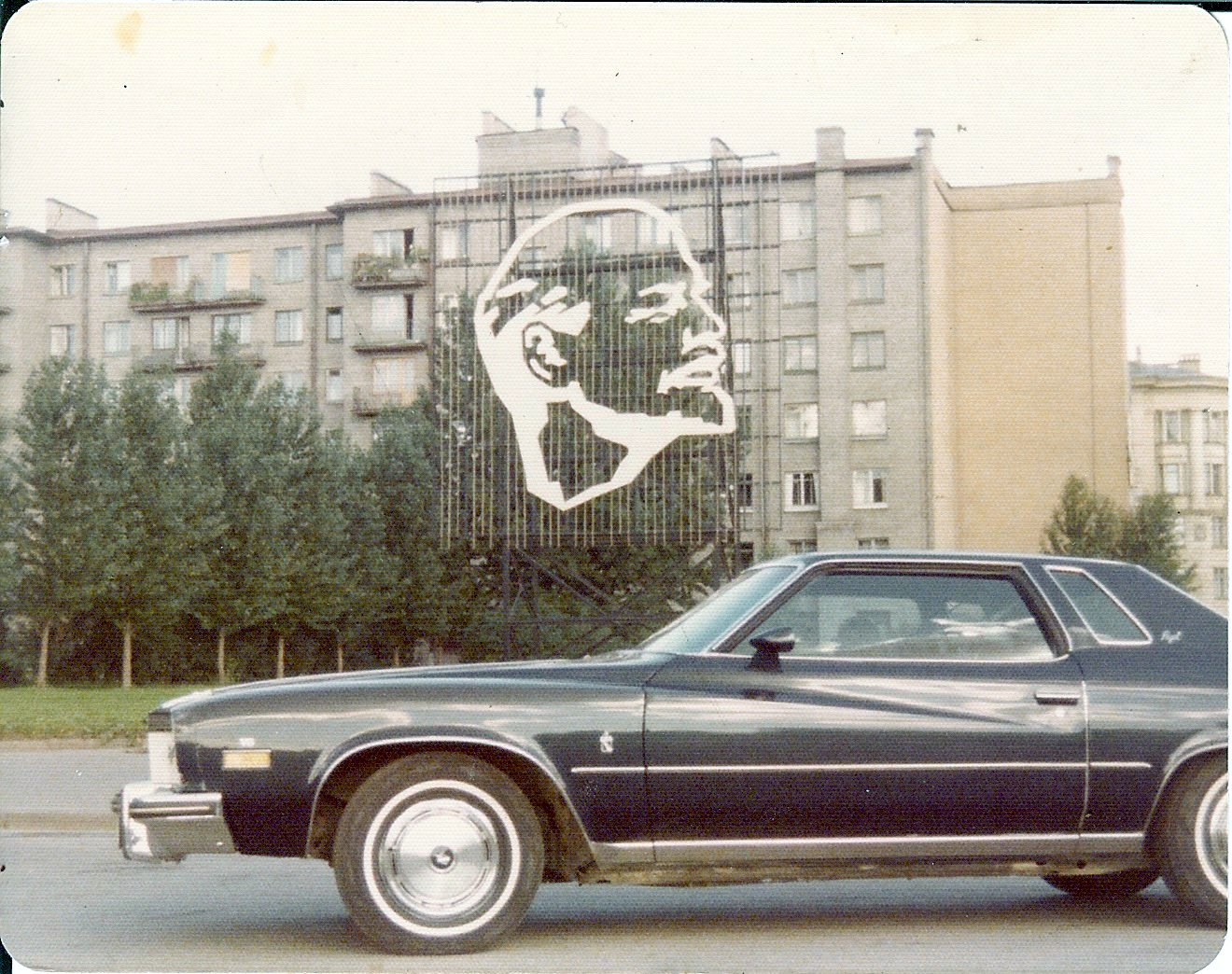
Машина на фоне инсталляции с Лениным, 1975 год

Начавшаяся перестройка оживила общественную жизнь в Ленинграде. Либерализация советского режима предоставила гражданам возможность формировать общественные и политические организации. Важным катализатором протестных настроений стали споры вокруг строительства дамбы на финском заливе. Дамба стала символом раскола между сторонниками и противниками советского режима. В конце 1980-х годов в Ленинграде начали проводиться неподконтрольные властям митинги, на которых впервые поднимались флаги с триколором. Излюбленным местом для проведения митингов стала площадь у Казанского собора. Демонстрации с участием общественных организаций, а не организованные государством, стали новым общественным явлением. В 1989 году состоялась многотысячная траурная процессия, чествовавшая смерть академика Сахарова, защитника мира и демократии.
В конце 1980-х годов в Ленинграде начали формироваться разные политические движения, не разделявшие позицию партии и общественные деятели, требовавшие социальных перемен, устраивали совместные встречи. Демократично настроенные ленинградцы слушали выступления Старовойтовой, Щелканова, Собчака и Салье. Михайловский сад превратился в площадку для выступления представителей разных политических направлений. Начали появляться демократические, неформальные и монархически-националистические организации, защитники экологии. Многие общественные организации стали предвестниками политических партий самой разной направленности. В городе появились градозащитники, которые стремились защитить исторические здания от сноса, общественный резонанс вызвал снос гостиницы «Англетер». На митинг против сноса вышло 25 тысяч человек, что стало первой с 1918 года вольной политической демонстрацией.
Другие общества стремились восстановить стёртую государственной цензурой память, например общество Мемориал собирало имена жертв сталинских репрессий, благодаря деятельности Мемориала, ленинградцы узнали о Левашовской пустоши, где были захоронены 45 тысяч жертв сталинских репрессий.
Перестройка позволила высказывать разные мнения в средствах массовой информации и подарила людям гласность. Ленинградцы получили возможность читать, слушать и смотреть не только пропагандистские материалы, но и слушать мнение неподконтрольных партии общественных деятелей.
В 1989 году во время выборов делегатов Съезда народных депутатов СССР впервые туда баллотировались не назначенные советской партией люди. Среди таких кандидатов были Лихачёв, Старовойтова, Собчак и другие. Весной 1990 года были проведены первые демократические выборы в Городской Совет Ленинграда. Возможность выдвигать депутатов от народа привлекло колоссальный интерес городской общественности к выборам. Обсуждение кандидатов стало главной общественной повесткой в Ленинграде. Избранные в Ленсовет были самых разных политических взглядов, в том числе и карьеристы. В 1991 году была утверждена должность мэра, которым по итогам голосования стал Собчак. В день выборов по итогам референдума Ленинград переименовали в Санкт-Петербург.
Ленинградские демократы в условиях нараставшего кризиса не могли справиться с основными вызовами, например дефицитом продовольствия, из-за чего рейтинг доверия горожан к ним стремительно падал. Ухудшение кризиса было связано с отказом от прямого вмешательства компартии в хозяйственную деятельность Ленинграда, при неразделимости экономики и политики в условиях 70-ти летнего развития в социалистическом режиме. Таким образом обком КПСС стремился взять реванш у демократов.

## Культура
В 1960-е годы восстанавливался престиж Ленинграда, его начали посещать государственные деятели из других стран — руководитель Кубы Фидель Кастро, президент Франции Шарль де Голль, король Испании Хуан Карлос I, руководитель Вьетнама Хо Ши Мин и т. д. Ленинград стал членом Всемирной федерации породнённых городов, его городами — побратимами стали Гавр, Дрезден, Гданьск, Манчестер и Турку. Город начал поддерживать научные и культурные связи с Роттердамом, Осакой, Стамбулом, Мюнхеном, Бомбеем, Миланом, Шанхаем, Антверпеном, Осло, Прагой и Стокгольмом.
В 1969 году в историческом центре Ленинграда были выделены охранные зоны, в которых сильно ограничивалось строительство новых зданий. Исторический центр Ленинграда и его загородные дворцово-парковые ансамбли были причислены к списку всемирного культурного наследия ЮНЕСКО в 1990 году.

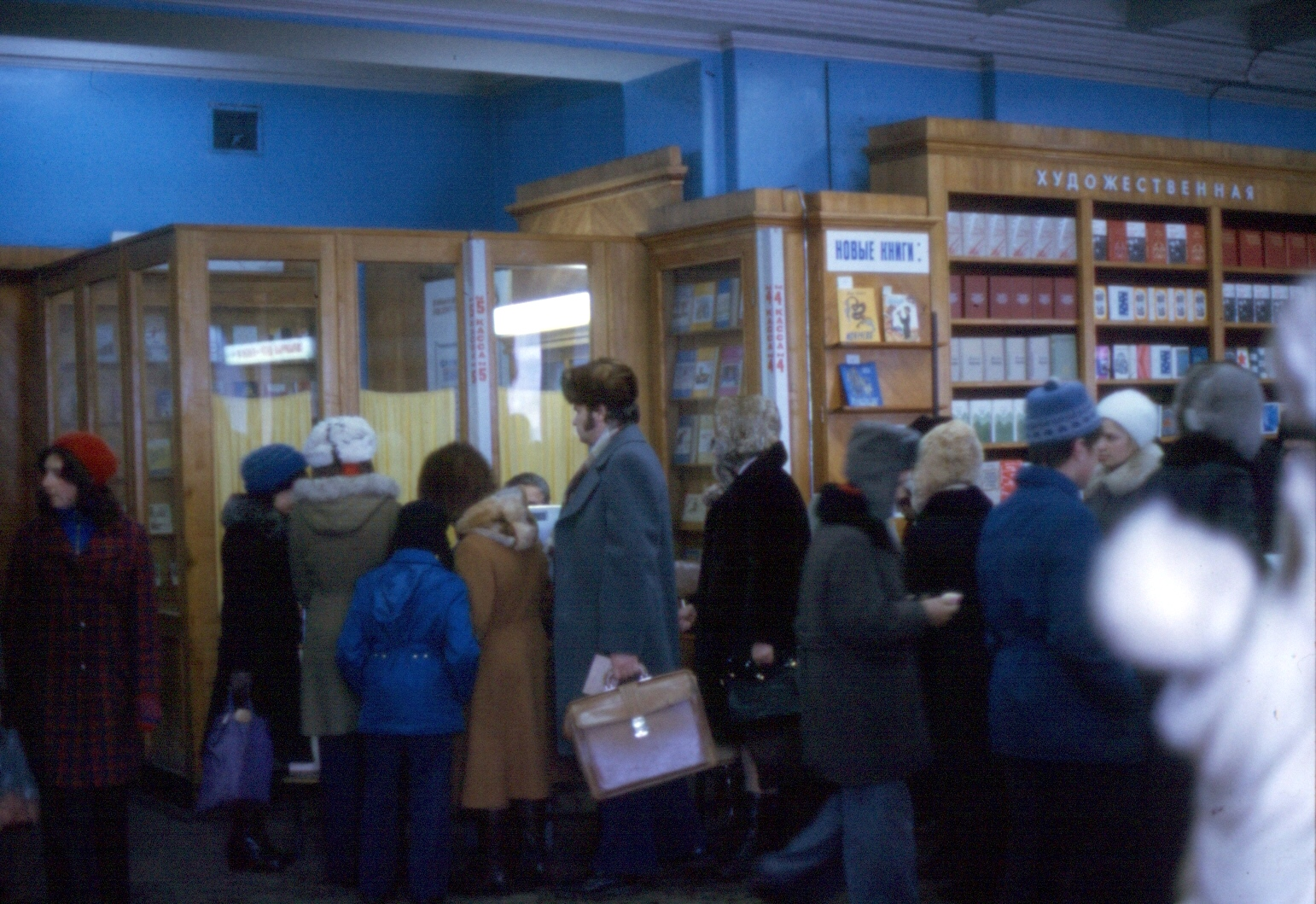
В доме книги, 1977 год

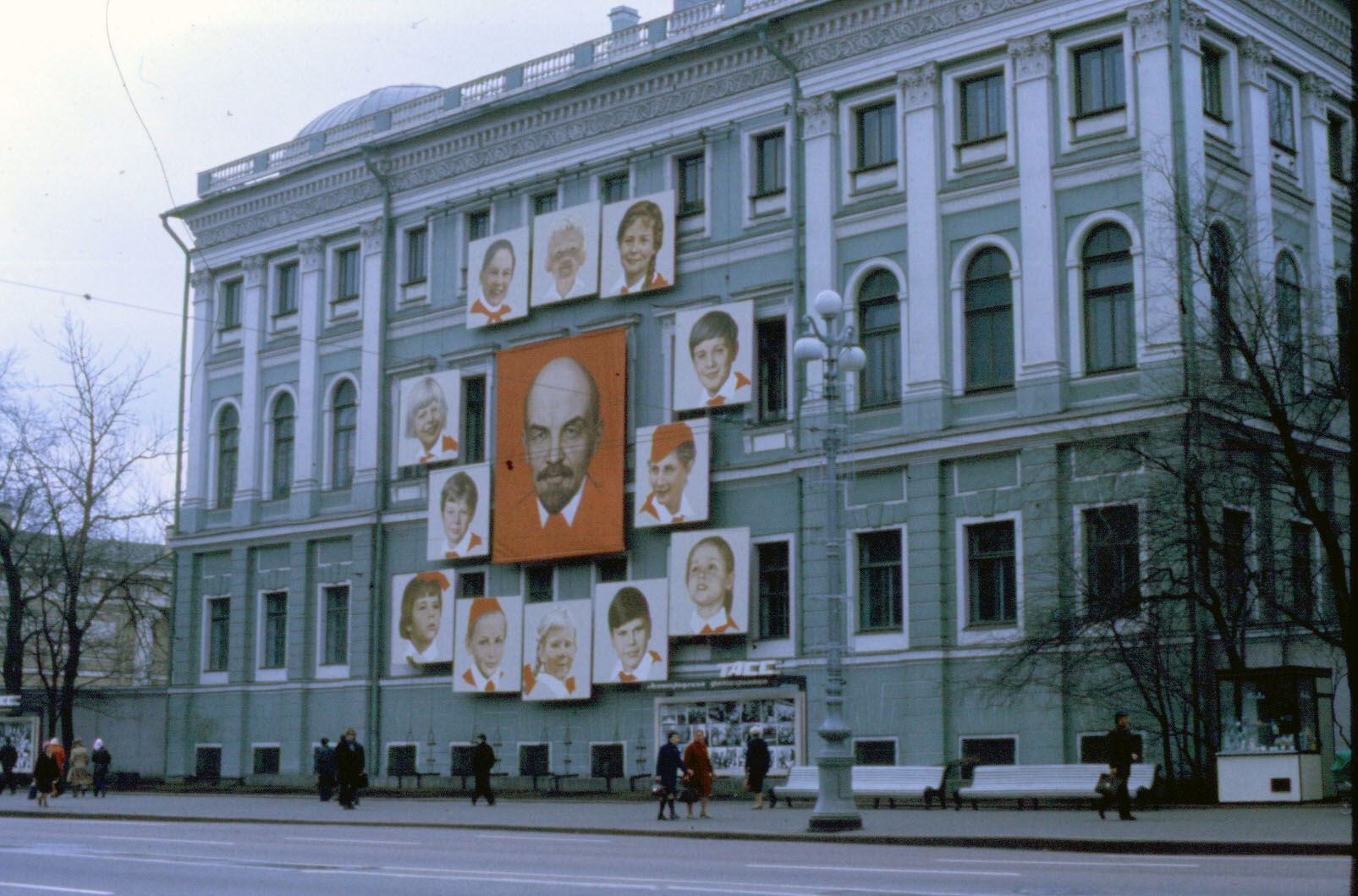
Советское агитационное искусство часто украшало фасады зданий, 1977 год

Ленинград стал одним из немногих городов, куда допускались иностранные туристы, единственной турфирмой выступал «Интурист». Иностранные туристы могли передвигаться только в составе групп, самостоятельное передвижение по городу запрещалось. Туристов провожали только по самым благоустроенным местам Ленинграда и по музеям. В свою очередь Ленинградцы получили возможность оправляться за границу в социалистические страны — Болгарию, Венгрию, Чехословакию, Польшу и ГДР, разрешение на выезд в другие страны было почти невозможно получить.

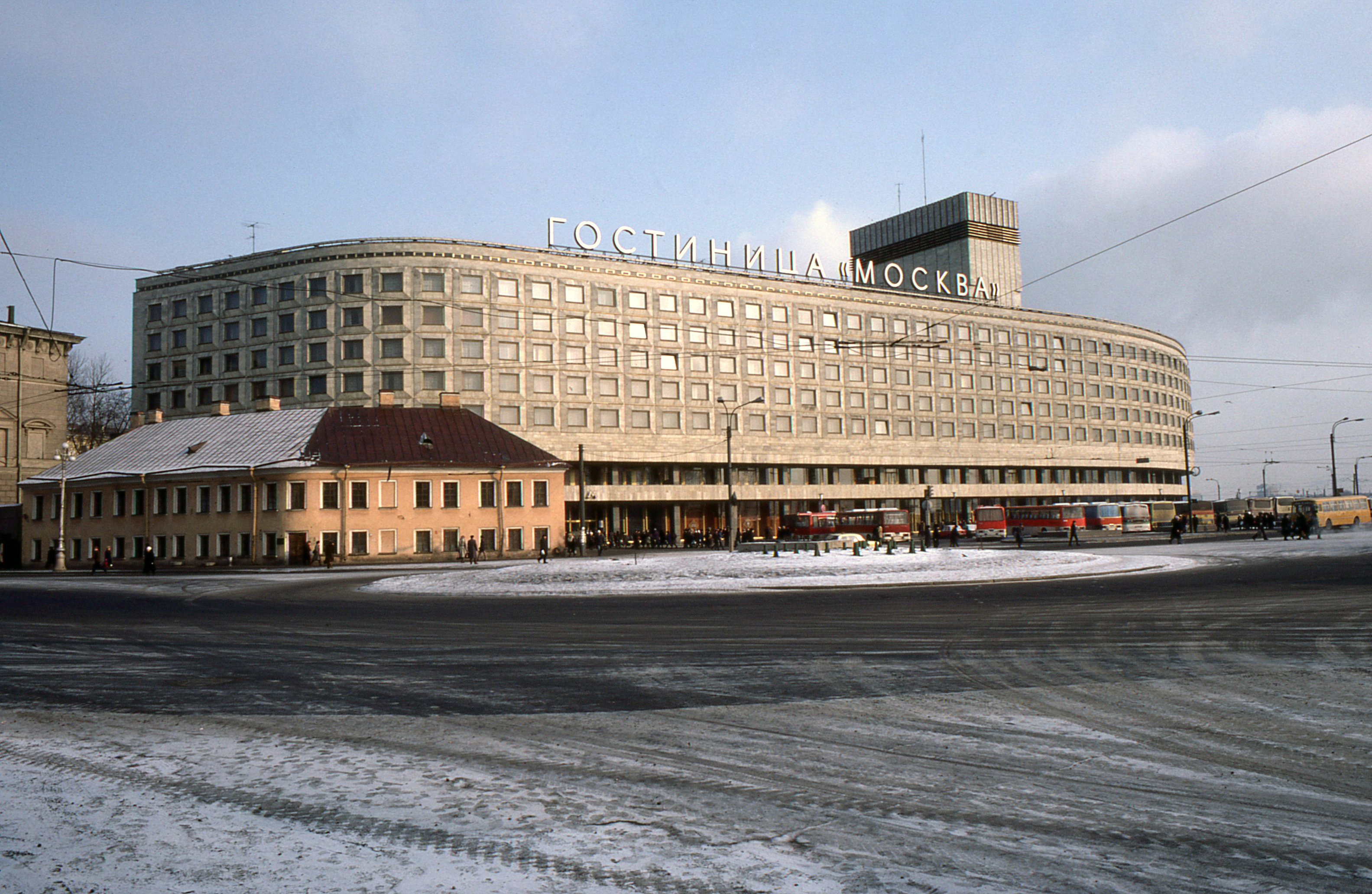
Гостиница «Москва», 1984 год

В Ленинграде в 1961 году был открыт первый в СССР дворец бракосочетания на Английской набережной 28, в 1965 году открыли Дворец малютки, где торжественно регистрировали новорожденных. Начиная с 1960-х годов вместе с повышением уровня жизни и качества образования среди ленинградцев всё большую роль играл интеллектуально творческий досуг. Было открыто множество библиотек, кинозалов и клубных учреждений, в них значительно повысилось качество обслуживания, значительно расширилась читательская аудитория. Книги читали от 50 % до 70 % горожан. За дефицитом книг многие ленинградцы посещали библиотеки. В городе работало несколько тысяч библиотек, организовывались читательские конференции, где люди могли обмениваться мнениями относительно прочитанного материала. Эти конференции стали превращаться в политические трибуны.
В семейном кругу ленинградцы традиционно праздновали дни рождения и годовщины свадьбы. Особую роль в культуре петербуржцев и СССР играло празднование нового года, для которого выпускали особые передачи и наступление нового года сопровождалось речью секретаря КПСС и боем курантов по телевизору. Семьи праздновали, устраивали застолье, многие люди выходили на улицу. Для семейных праздников добывали дефицитные товары, вроде красной рыбы или икры. На праздниках танцевали, устраивали застолья, устраивали шуточные поздравления, оформляли фотогазеты или начинали массово пьянствовать. Зимой в городе заливали множество катков, на которых под музыку можно было кататься.

### Мода

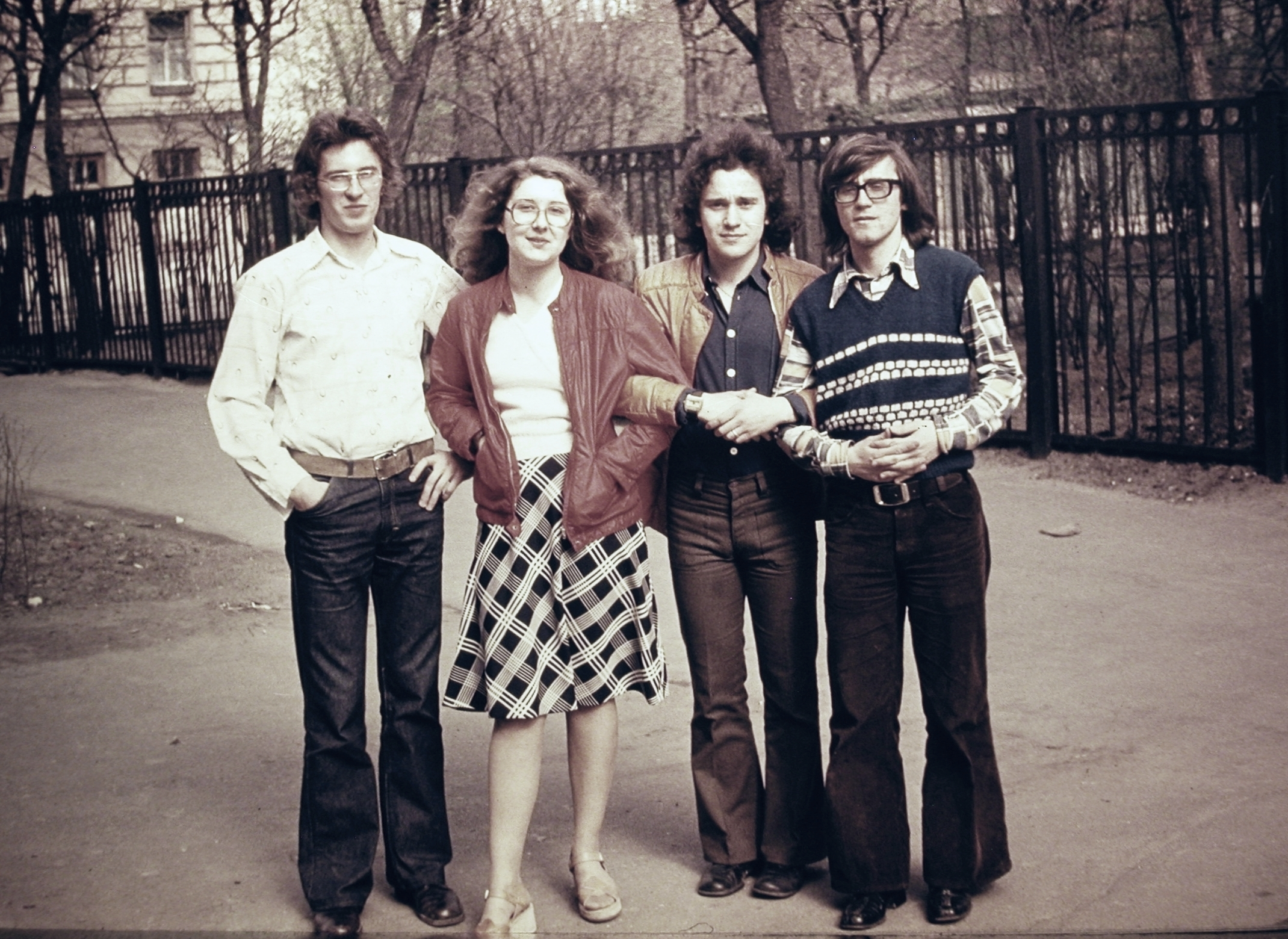
Ленинградские модники, 1979 год

В Ленинграде ещё с 1944 года работал Ленинградский Дом моделей, с 1959 года расположенный в Доме Мертенса. Его костюмы демонстрировались на междунарожных модных выставках. Ленинградский дом моделей выступал главным центром Северо-западного региона СССР по созданию модной одежды и вплоть до 1980-х годов оказывал важное влияние на стиль одежды как ленинградцев, так и жителей СССР. В 1968 году был открыт дом мод на Кировском проспекте, в котором устраивали показы модных костюмов.
Во второй половине XX века среди ленинградцев заметно вырос спрос на модные товары, которыми советская лёгкая промышленность не была в состоянии обеспечить. Продвигаемый советской пропагандой образ труженицы воспринимался современниками устаревшим. Простым горожанам было очень трудно купить модную одежду, при хроническом товарном дефиците в условиях плановой экономики. Советские магазины продавали в основном стандартные костюмы. Одни и те же наряды могли годами продаваться в магазинах одежды. Многие ленинградцы шили платья вручную или заказывали в ателье. Советская мода развивалась в противоречии. С одной стороны, вместе с хрущёвскими реформами была поставлена задача наладить лёгкую промышленность и обеспечить население качественной и современной одеждой. С другой стороны, следование моде считалось идеологически враждебным, особенно в свете холодной войны. В итоге для советской одежды была типична специфическая, медленная темпоральность и устаревший стиль.
В Ленинграде формировалась локальная мода с тенденцией к выпуску более строгих и элегантных костюмов с вниманием к силуэту, ширине и длине, в то время, как в Москве больший акцент делали на детали и цвет. Среди модельеров появилось понятие ленинградского стиля, например широкие брюки. В Ленинграде выпускались журналы «Работница» и «Крестьянка», где показывались выкройки. В 1960-е годы всё больше одежды выпускалось из синтетических тканей.
Ленинградская молодежь стремилась достать через фарцовщиков джинсы, считающиеся символом капиталистического мира.

### Религия

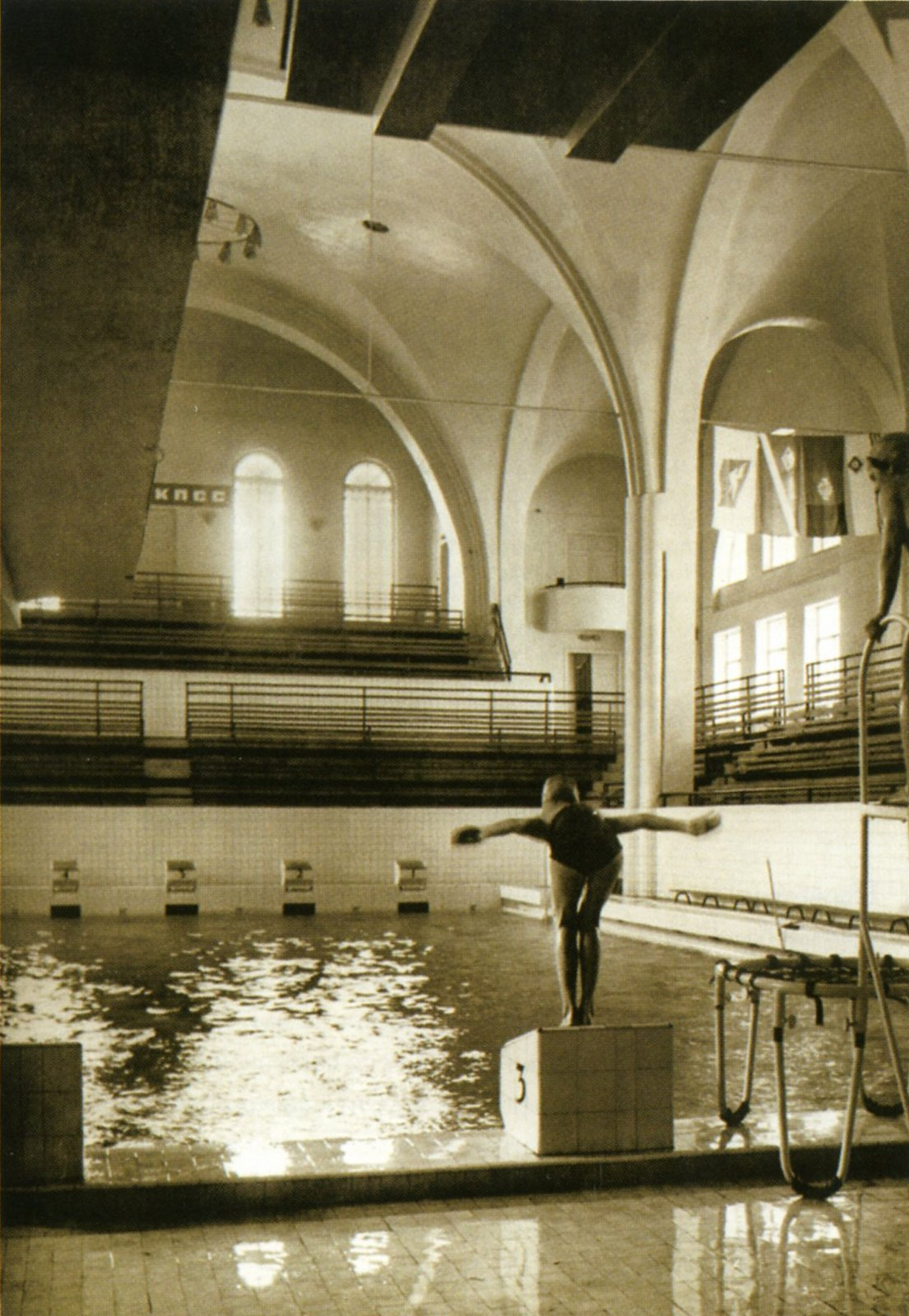
Бассейн в здании Петрикирхе. На бывших хорах виден лозунг «Слава КПСС!»

При Хрущёве шла активная борьба с религией и церквями. Хотя уничтожение церквей шло при Сталине, он заключил перемирие с церковью после окончания великой отечественной войны на фоне всплеска архитектурного патриотизма после массового уничтожения немцами материальных ценностей. Хрущёв запустил новую волну борьбы с религией, и многие церкви были закрыты или разрушены. Однако эта тенденция встречала всё более явное сопротивление у общественности, церкви уже рассматривали как архитектурные памятники и важные доминанты в исторических городских ансамблях.
В 1970-е годы шло постепенное улучшение положения церкви, но вместе с этим начала падать религиозность населения, хотя люди, в том числе и неверующие продолжали соблюдать обряды крещения или отпевания умерших даже в обход официальной регистрации, они начали реже посещать молитвы. Число активных прихожан снизилось в несколько раз между 1950-ми и 1970-ми годами. Вместе с ростом религиозной терпимости свою деятельность разворачивали другие конфессии, особенно баптисты, которые в условиях подавленной деятельности православной церкви активно привлекали новых прихожан. На фоне общего спада религиозности населения складывалась тенденция к приобщению к вере ранее неверующих горожан и всё более массовая практика крещения во взрослом возрасте. Существование уже нескольких поколений преимущественно верующих людей в условиях антирелигиозной советской пропаганды привело к формированию феномена «советского двоеверия», когда положительное отношение к советской идеологии, антирелигиозной по своей сути совмещалось с верой и соблюдением церковных традиций, это в свою очередь сыграло немаловажную роль в возрождении религиозной деятельности в 1980-х годах. Многие горожане начинали рассматривать религию как способ самоидентификации.
В 1970-е годы на фоне застоя некоторые граждане начали духовные поиски среди необычных религиозных течений. Многие ленинградцы начали увлекаться восточной философией, буддизмом, мистицизмом, оккультными течениями.

### Культура и государственная идеология
Эпоха оттепели в 1960-е годы сопровождалась быстрым повышением качества жизни, а вместе с этим — верой среди многих горожан в скорое наступление счастливого коммунистического будущего, обещанного советским правительством. 

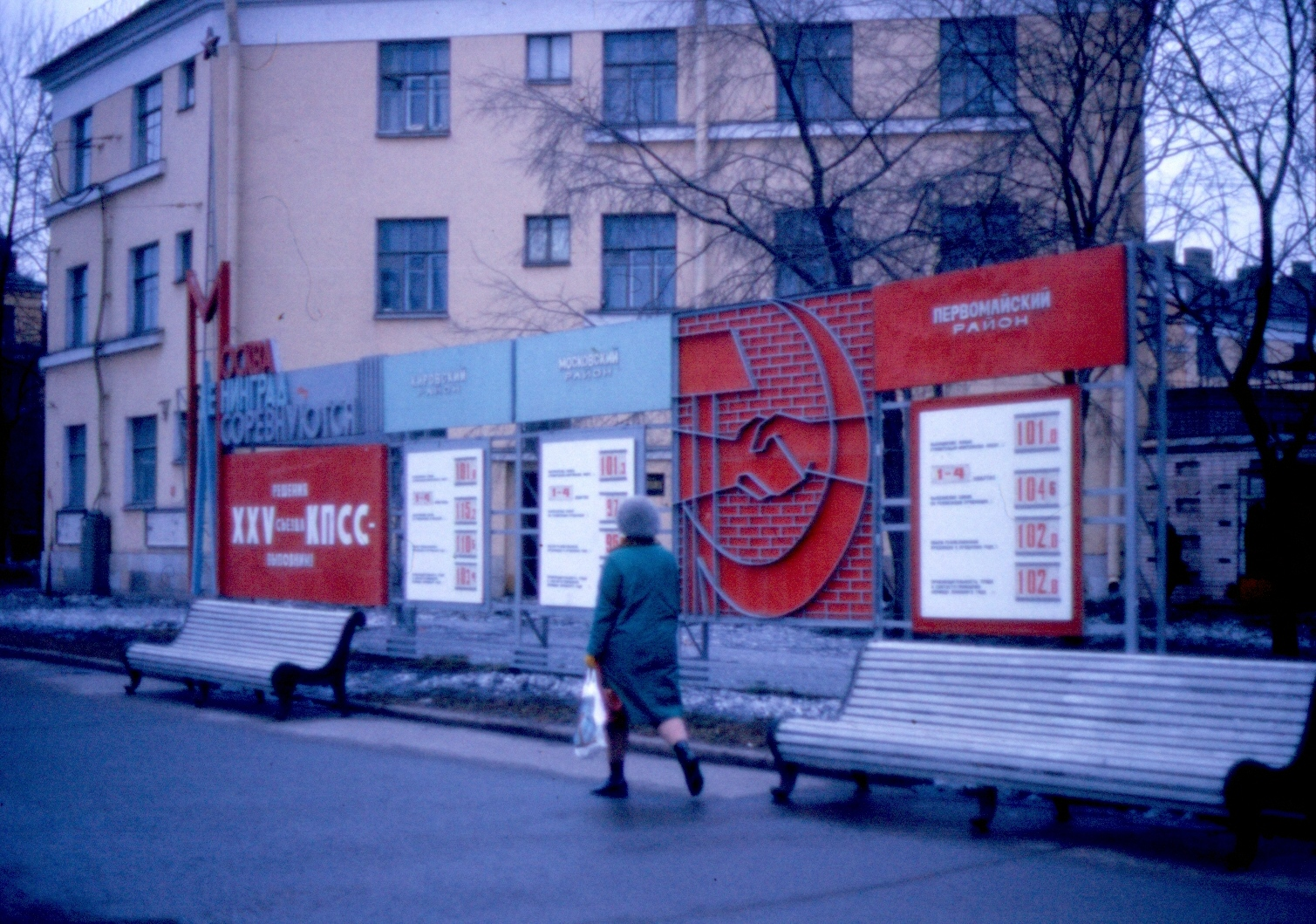
Пропагандистские билборды в Кировском районе

Государственная пропаганда на культурном поприще продвигала социалистический реализм в литературе, искусстве и музыке, декларирующий партийность и народность, укрепление связи искусства и народа и активная пропаганда политики коммунистической партии, подвиг строителей коммунистического общества и непримиримое отношение к «буржуазной» культуре. Модные течения из-за границы объявлялись буржуазными и нежелательными.

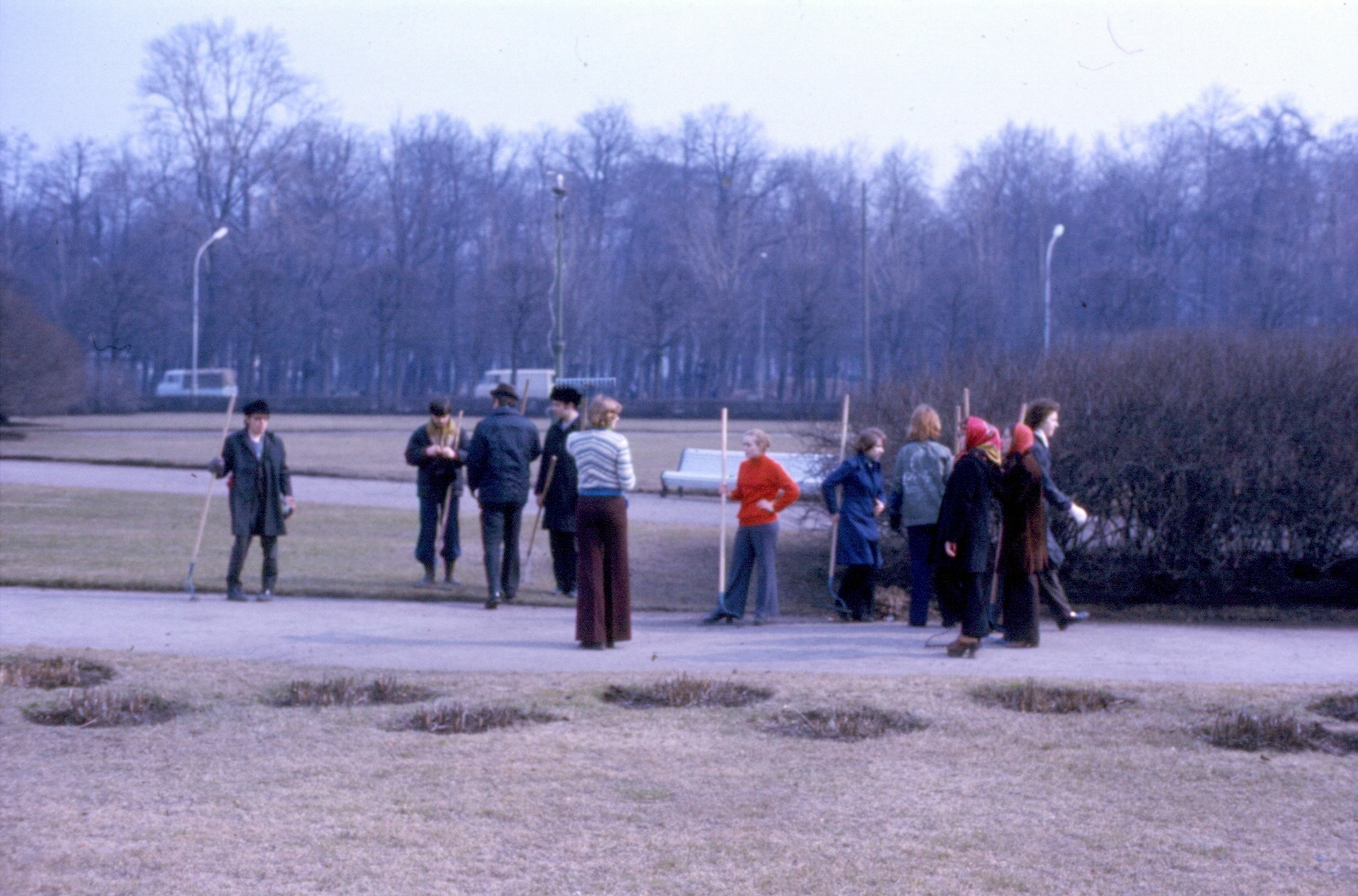
Люди на субботнике, на Марсовом поле, 1977 год

Одним из важнейших столпов советской идеологии — культурное просвещение и воспитание нового советского человека, поэтому государство прямо поощряло население посещать музеи, театры, кружки самодеятельности и прочие учреждения культуры. Для досуга и отдыха горожан советское руководство наладило индустрию развлечений в домах культуры, дворцах, клубах, красных уголках, при проведении концертов на во время праздников и при предприятиях. Во всех этих учреждениях активно велась государственная пропаганда, через музейные выставки, театральные представления, лектории. В общественных и культурных учреждениях проводились семинары по политпросвещению, однако они показывали малую эффективность в том числе и из-за их однообразия и слабой заинтересованности сотрудников учреждений в проведении этих семинаров.
В Ленинграде праздновали официальные праздники — 7 ноября в честь Октябрьской революции, 1 мая, 9 мая день победы, 27 января в честь снятия блокады Ленинграда. 23 февраля в День защитника Отечества поздравляли мужчин, а 8 марта поздравляли женщин, дни государственных праздников назывались «красным календарём». Уже традиционным праздником для Ленинграда было 7 ноября в честь Октябрьской революции, когда по городу устраивали пышные демонстрации и военные парады, устраивались праздничные фейерверки и застолья. С 1968 года в честь бала выпускников начали праздноваться Алые Паруса, однако по инициативе Романова праздник был вначале ограничен и затем отменён в 1979 году, так как в скоплении молодёжи государство видело потенциальную угрозу.
Всё более значимую роль приобретало празднование дня победы 9 мая, когда молодые люди поздравляли ветеранов с победой, устраивались праздничные мероприятия на улице и тысячи ленинградцев возлагали цветы на братских могилах, чествуя погибших. В 1980-е годы сложилась традиция устраивать минуту молчания в честь погибших. Многие горожане устраивали торжественные ужины.

### Культурные учреждения
В Ленинграде работали многие старые музеи и открывались новые. 1960-е — 1980-е года сопровождались расцветом музейного дела, было создано множество новых музеев и расширены экспонаты старых музеев. В Ленинграде например открыли Музей космонавтики и ракетной техники в Иоанновский равелине Петропавловской крепости, музей был обустроен во внутреннем помещении крейсера «Аврора». В городе развивалась экскурсия, экскурсоводы часто водили группы служащих, рабочих, студентов и школьников, в Ленинграде предлагали более 250 разных тематических экскурсий, в том числе на автобусах и лодках. В тот период были сформированы стандартные туристические маршруты. В Ленинграде действовало множество дворцов культуры, в которых можно было записываться в клубы изобретателей, филателистов, библиофилов, шахматистов, аквалангистов, туристов и т. д. Проводились курсы кройки и шитья, бального танца, вязания, иностранных языков и т. д..
Важную роль в идеологическом воспитании молодёжи играли государственные дома пионеров и школьников (ДПШ), располагавшиеся в каждом городском районе. Городской Дворец Пионеров располагался а Аничковом дворце, в нём работали разные кружки и спортивные секции. Государство финансировало так называемые дворовые клубы, в которых дети занимались спортом, устраивали спектакли, учились рисовать или строить модели самолётов. Роль дворцов и домов культуры существенно повысилась вместе с массовым строительством новых микрорайонов. Дворцы культуры выступали местом активного отдыха и проведения досуга у многих молодых горожан и важными площадками по политпросвещению. В домах культуры помимо кружков по интересам устраивались лекции, праздники и театральные постановки. Во дворцах культуры проводились тематические вечера, в 1968 году было проведено 625 тематических вечеров, которые посетили 142 000 человек. Вечера играли важную роль в досуге ленинградцев, они могли быть семейные, литературные, музыкальные, выставки, встречи поколений и т. д.. Культурные учреждения располагались в основном в центре города, а в районах новостроек их не хватало.

### Искусство
В Ленинграде эпохи развитого социализма развивалось два основных направления в искусстве — официальное в стиле социалистического реализма и разные направления в современном искусстве, образно объединённые под понятием неофициального искусства. Авторами неофициального искусства становились шестидесятники, олицетворявшие идею независимости и творческой свободы.

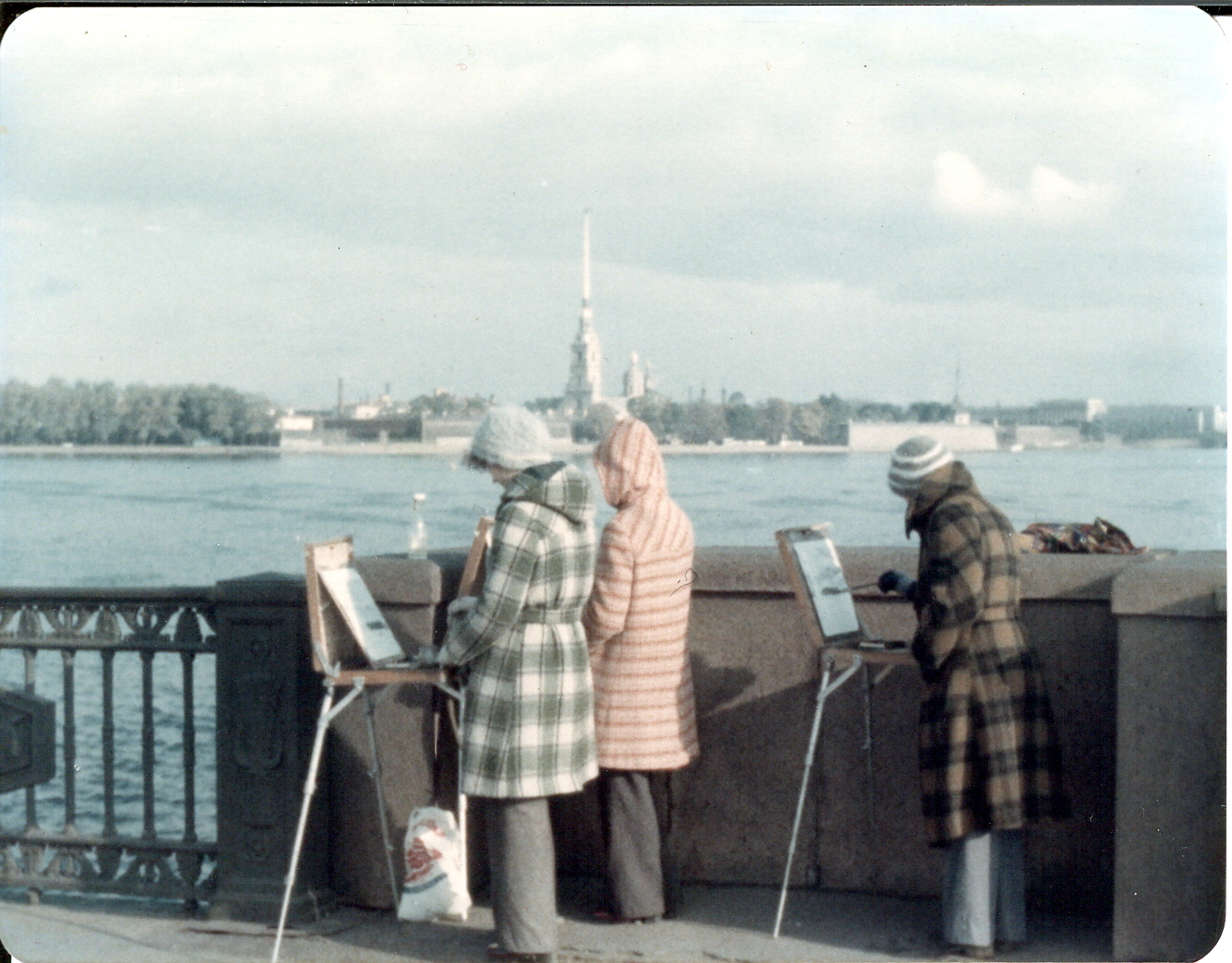
Женщины рисуют на дворцовом мосту, 1977 год

Соцреализм выступал единственным допустимым художественным жанром, в котором был обязан писать картины художник, вступивший в официальный Союз художников. Приверженность официальной художественной идеологии позволяла демонстрировать произведения на выставках широкой аудитории. Неофициальные произведения демонстрировались на тайных частных выставках. Членство в союзе художников предоставляло и другие привилегии, например возможность покупать качественную краску, возможность пользоваться просторной мастерской, делать работы на госзаказы. Художественные союзы, создававшие произведения в сотрудничестве с музеями в стиле соцреализма устраивали музейные экспозиции, разные музеи соревновались между собой в создании впечатляющих экспозиций, для которых могли использовать технические средства — звук, подсветку, кино- и диапроекцию.
Деятельность неофициального художника не считалась работой, они часто устраивались дворниками, чтобы заполучить себе дворницкую под мастерскую. Уязвимое положение неофициальных художников побуждало их формировать объединения. В 1980-е годы неофициальные художники объединились в Товарищество Экспериментального Изобразительного Искусства (ТЭИИ), чьими членами например были Новиков, Жарких, Миллер, Шинкарёв, Гаврильчик и другие. Их имена связаны с так называемой второй волной авангарда. Послабление цензуры против неофициального искусства было вызвано скандальным уничтожением уличной выставки в Москве в 1974 году, повлекшим острую общественную реакцию. В Ленинграде начали допускаться редкие выставки с неофициальным творчеством. Они вызывали ажиотаж и многокилометровые очереди.

### Спорт
Ленинград оставался одним из важнейших спортивных центров СССР. Спорт играл крайне важную роль в советской идеологии и воспитании советского человека, которая объясняла необходимость развития спортивной культуры в том числе с целью экономического и оборонительного потенциала страны. В Ленинграде в 1970-е годы значительно расширились масштабы привлечения населения к занятиям разными видами спорта. В Ленинграде устраивали городские недели бега с участием тысяч человек. При жилищных конторах открывалось множество спортивных клубов для детей и подростков.

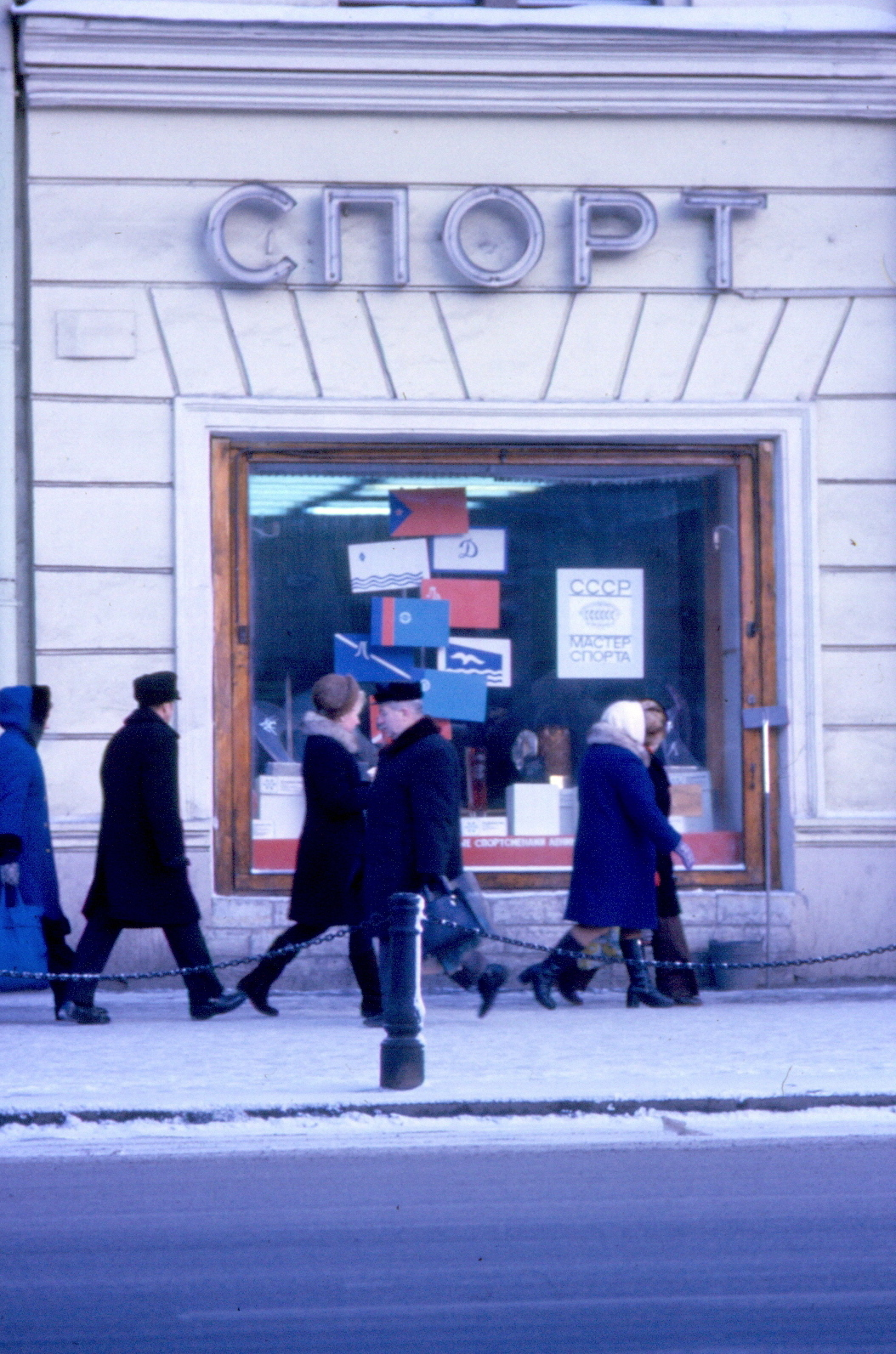
Магазин «Спорт», 1977 год

В Ленинграде разные спортивные организации готовили 4 тысячи мастеров спорта в 34 видах спорта. Ленинградские спортсмены с 1976 по 1985 года завоёвывали 107 медалей на олимпиадах, множество раз побеждали в командных и личных соревнованиях на первенство СССР. На передовых позициях оказывались прежде всего ленинградские футболисты, легкоатлеты, пловцы и фигуристы.

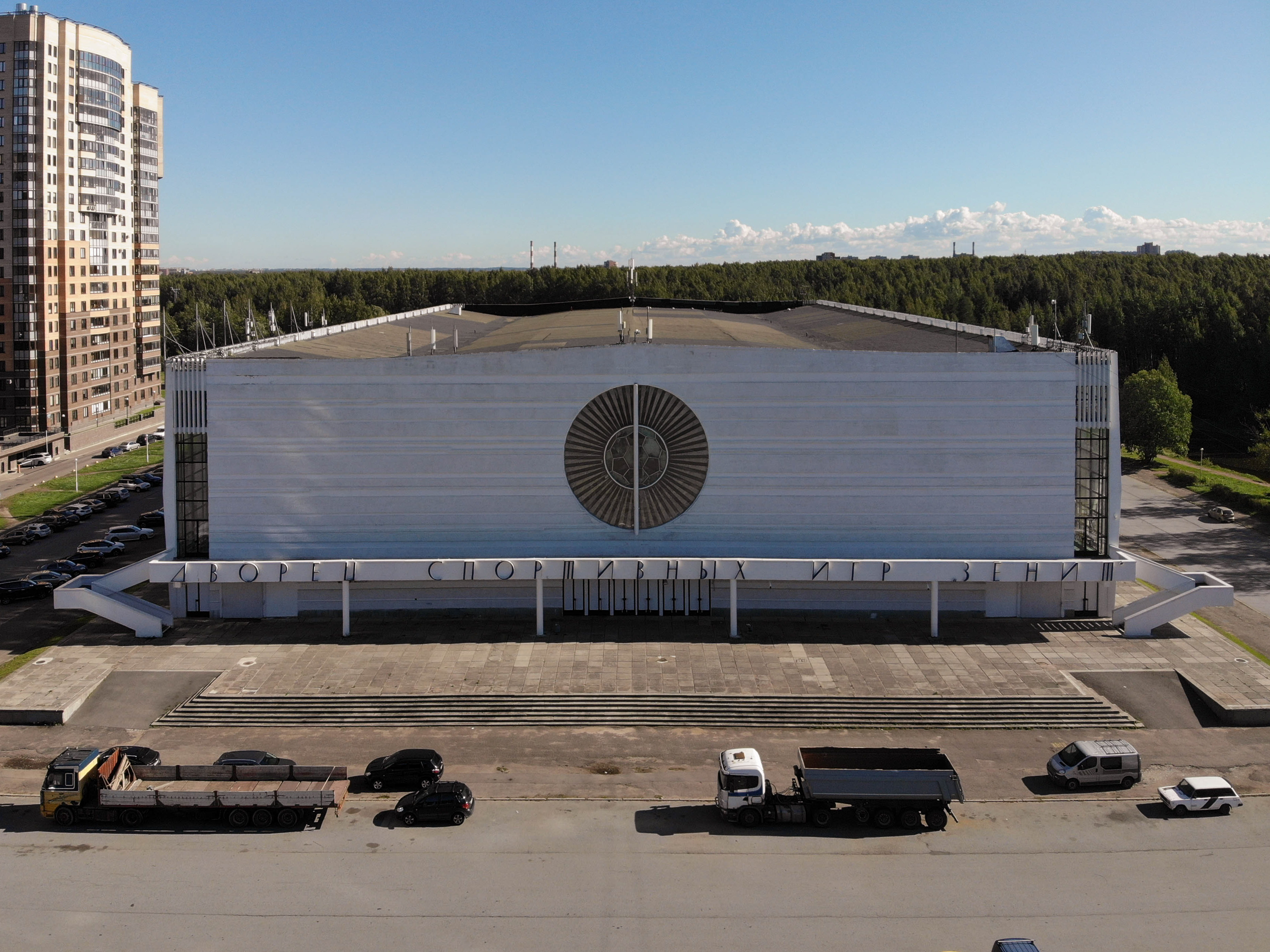
Дворец спортивных игр «Зенит»

Лёгкая атлетика выступала самым популярным видом спорта в Ленинграде, в котором было задействовано около 80 тысяч человек почти в 1000 секциях физкультуры при учебных заведениях, учреждениях и предприятиях. В Ленинграде, как морском городе, сильной оставалась плавательная школа. Ленинградские пловцы часто становились победителями на всесоюзных соревнованиях. В городе было построено множество бассейнов. К 1977 году их насчитывалось 42. В Ленинграде плаванием занимались несколько десятков тысяч человек. Другим лидирующим спортивным направлением было фигурное катание. Ленинградские фигуристы лидировали на крупнейших соревнованиях. Фигурное катание преподавали в детских школах и группах в парках. В Ленинграде, как морском городе, оставался популярен парусный спорт, гребля и подводный спорт. В Ленинграде также преподавались и устраивались соревнования по тяжёлой атлетике, фехтованию, теннису, волейболу, баскетболу, акробатике, разным видам борьбы и т. д..
Футбол традиционно оставался самым популярным у зрителей видом спорта. В Ленинграде действовало около 600 футбольных коллективов c участием около 30 000 человек. В городе действовало 350 стадионов и площадок для любителей футбола. В Ленинграде действовало множество крупных спортивных комплексов, построенных после октябрьской революции и современных комплексов, например Спортивно-концертный комплекс имени В. И. Ленина и Дворец спортивных игр. Сильнейшей ленинградской командой уже многие десятилетия выступал Зенит, представлявший Ленинград в высшей лиге чемпионата СССР. Другой известной командой было Динамо. Всё большую популярность после футбола у зрителей завоёвывали соревнования по хоккею. Зимой на самодельных хоккейных коробках тысячи подростков устраивали хоккейные соревнования, однако профессиональных хоккеистов ещё не было много за отсутствием искусственных ледовых полей.
Крупнейшим спортивным архитектурным проектом позднего социализма стал Спортивный комплекс «Юбилейный» с катком, задумывавшийся, как главный спортивный центр Ленинграда и центр для состязаний во множестве видов спорта. Юбилейный также решал проблему нехватки крупных спортивных сооружений. До этого основной крытый каток располагался в помещении бывшей церкви Успения Пресвятой богородицы.
В Ленинграде в 1974 году годы устраивались подпольные чемпионаты по карате, участие в которых принимали люди из разных регионов СССР. Это происходило на волне интереса к восточным единоборствам и философии, которые не признавались советским государством. Подпольные кружки по единоборствам устраивались артистами при Малом оперном театре. К концу 70-х годов государство решило поставить карате под контроль, учредило федерации и организовало первый открытый чемпионат по Карате в Ленинграде. Этот вид спорта стал одним из самых популярных у горожан.

### Театры и музыка
Ленинград оставался самым театральным городом. Театры регулярно ставили представления, и их посещало множество горожан. С 1960-х годов интерес у граждан к театру начал постепенно угасать, вместо этого они предпочитали посещать кинотеатры. В 1960-е годы ленинградец в среднем посещал театр три раза в год. Начала складываться тенденция к скоплению театров в историческом центре при их редком строительстве в районах новостроек. В городе сформировалась старая театральная и музыкальная традиция, которая сохранилось и развивалась после революции и в сталинское правление. Продолжали ставиться новые спектакли, например «Оптимистическая трагедия» Вишневского или «Бег» Булгакова. Обе пьесы символизировали наступление оттепели.
Известный артист Товстоногов организовал лучшую драматическую труппу СССР и ставил спектакли, вошедшие в золотой фонд советского театрального искусства. Большой популярностью пользовался Малый драматический театр, особенно после того, как в нём начали ставиться спектакли Додина, которые также показывались за границей. В Ленинграде работал Театр юношеского творчества, где на сцене выступали молодые актёры по работам молодых режиссёров. Театры оставались сосредоточены в историческом городском центре, но их почти не было в спальных районах. В 1983 году, например, открылся театр «За чёрной речкой» и единственный в районе. В Ленинграде появился театр балета хореографа Эйфмана. Несмотря на популярность представлений и мировое признание, Эйфман не получал государственную поддержку.
Посещая театры, многие ленинградцы старшего поколения по традиции продолжали нарядно одеваться, однако эта традиция ослабевала, и всё больше посетителей приходило на представления в будничной одежде. В классических театрах и музыкальных сценах после окончания представления оставалась традиция дарить цветы. Иная традиция формировалась на выступлениях молодёжных рок-групп, где в знак одобрения музыкантов освистывали и не всегда было ясно, был ли это знак одобрения.
Хотя в музыкальных залах Ленинграда традиционно исполняли классическую музыку, большой популярностью пользовались современные советские песни, романсы и бардовские песни. Центром музыкальной жизни выступал Ленконцерт на Фонтанке 41, где в 1970-е годы работали тысячи ленинградских музыкантов и артистов. В бывшем здании кинотеатра Великан был открыт Ленинградский мюзик-холл, где было создано более 30 программ, в которых участвовали Пьеха, Киркоров, Буланова, Капуро, Полунин и другие. В 1989 году в Ленинграде на Загородном 27 была по инициативе ленинградского диксиленда и ансамбля Голощёкина был открыта филармония джазовой музыки. В тот период джазовая музыка только начинала признаваться советской идеологией. Сам ленинградский диксиленд несмотря на давление государства пользовался большим успехом у публики.

### Кино и телевидение

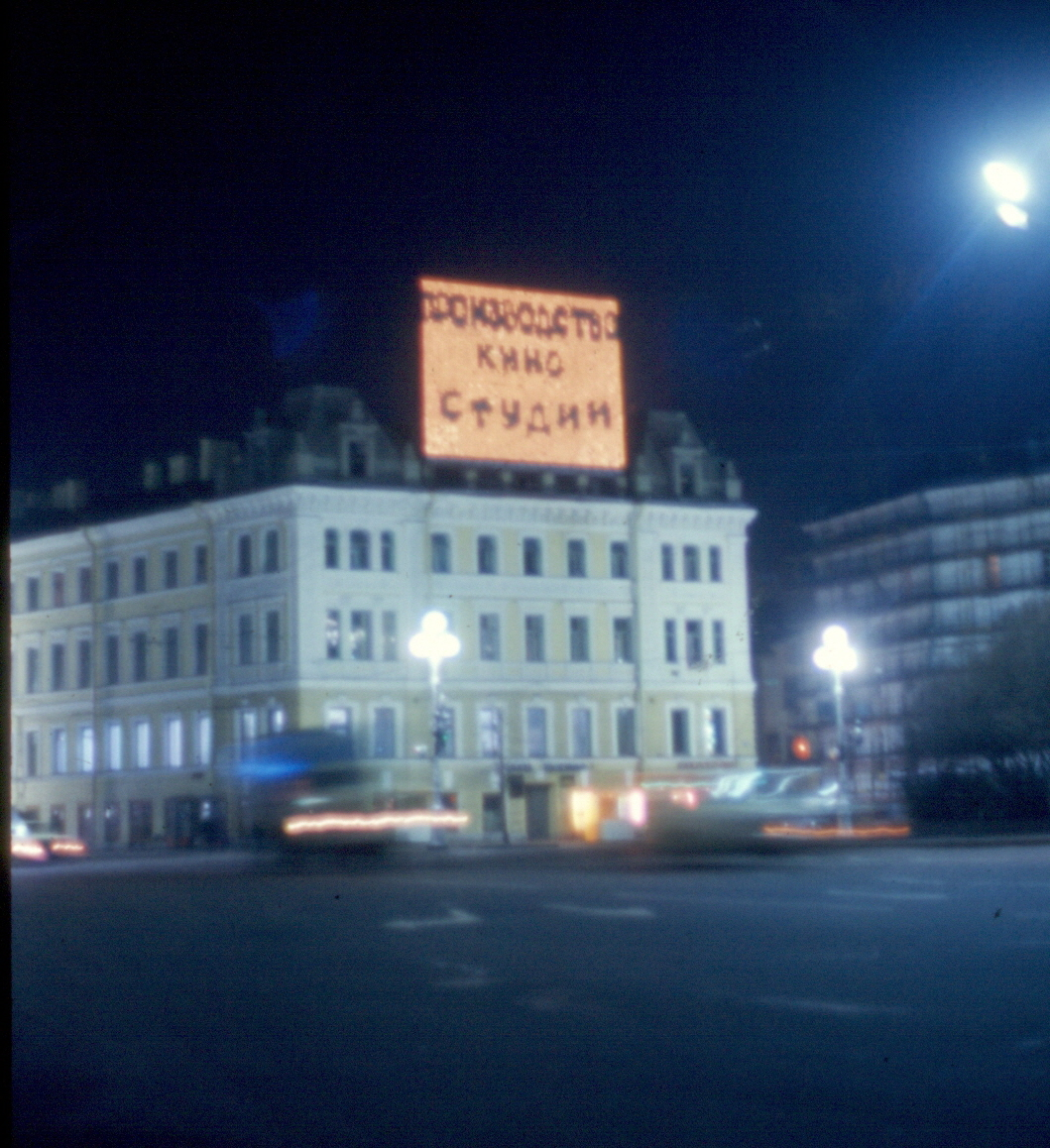
Реклама фильма на Площади восстания, пример раннего использования жидкокристаллического дисплея, 1977 год

Кино стало самым популярным видом искусства у ленинградской публики. Киноискусство переживало свой расцвет, появилось цветное и широкоформатное кино. Фильмы, снятые после 1950-х годов выделялись лучшим качеством кадров и звука. Ленфильм оставался одной из известнейших кинофабрик СССР. Здание киностудии располагалось на Каменноостровском 10, в её стенах было создано более 1500 кинокартин, в основном между 1960-ми и 1990-ми годами. Свои фильмы в студии снимали режиссёры, например Козинцев руководил съёмками Гамлета и Короля Лира. Главную роль в Гамлете исполнял Смоктуновский. Московский режиссёр Мотыль в студии Ленфильма снимал фильм Белое солнце пустыни, в котором главную роль сыграл ленинградский актёр Луспекаев, а также фильм Звезда пленительного счастья. Бортко в 1980 году работал режиссёром и постановщиком в Ленфильме, самый его известный фильм — Собачье сердце стал одной из самых выдающихся кинолент СССР. Музыку к фильмам создавали Шостакович, Петров, Соловьёв-Седой, Шварц и другие.
Сценарий к каждому фильму проходил строгую цензуру. В начале сценарии проверяли в Мосфильме, затем в госкино, а затем в министерстве. На этих этапах если сюжет и получал одобрение, то часто от создателей требовали переписать некоторые сюжетные элементы.
Ещё в 1960-е годы вместе с ростом населения и наращиванием производства фильмов возникла необходимость строить новые кинотеатры с большей вместимостью, имевшиеся кинотеатры были переполнены, не хватало билетов, которые в итоге перекупали спекулянты. Шло активное строительство новых кинозалов. В тот период телевидение ещё не было распространено, и кино сохраняло монополию на показ художественных и хроникально-документальных фильмов.
Государство видело в кинотеатрах крайне важную площадку по политпросвещению. Перед фильмами показывали хронико-документальные и научно-популярные короткометражные фильмы. Зрителей могли завлекать на бесплатные киносеансы при условии, если они будут смотреть заседания, совещания и конференции перед началом фильма. Бесплатно показывали в «красные дни» историко-революционный фильмы. В кинотеатрах устраивались лекции, выставки и утренники с целью социалистического воспитания молодёжи. Тем не менее политпросвещение негативно сказывалось на доходности кинотеатров.
Вместе с массовым распространением телевизоров в Ленинграде, в городе начали создавать телевизионные программы. Ленинградцы могли дома смотреть не только телепередачи, но и фильмы, появились первые сериалы, транслировались спортивные соревнования.

### Контркультура
Советская пропаганда всячески препятствовала распространению западных модных веяний, но ей не удавалась от этого полностью оградить молодёжь. Зачастую подконтрольные государству дома культуры и мероприятия превращались в рассадники контркультуры. В кружках бальных танцев плясали рок-н-ролл или на вечерах поэзии читали запрещённую литературу. Этому способствовало то, что с 1950-х годов власть иногда разрешила заниматься самодеятельностью организаторам кружков, так как это был действенный способ привлечь большее количество молодежи в кружки. Именно в самодеятельных кружках зародилась независимая и неподконтрольная идеологии творческая деятельность.
На формирование взглядов молодёжи влияли заграничные радиопередачи, где можно было послушать иностранную музыку. В 50-е и 60-е годы на студенческих вечеринках танцевали твист и рок-н-ролл, большой популярностью пользовались песни Элвиса Пресли. В Ленинграде начали формироваться первые субкультуры — стиляги или стилевики в ленинградском наречии. Для них было типично подражание западной моде и любовь к ярким костюмам. Они слушали запрещённый в СССР джаз и танцевали рок-н-ролл. Самой главной танцплощадкой у стилевиков был Мраморный зал Дворца культуры имени Кирова на закрытых и самоорганизованных концертах.
В 1960-е годы на фоне всемирной славы британской группы The Beatles, битломания захватила и ленинградскую молодёжь, которая формировала собственные гаражные музыкальные группы и подражала музыкальному стилю The Beatles. Рок-песни звучали на вечерах в школах и институтах зачастую на самодельной аппаратуре. Гитары делали из фанеры, звукосниматели — из телефонных буток, струны для бас-гитары брали из роялей или виолончелей. Вначале группы перепевали песни The Beatles, позже начали сочинять собственные песни на русском языке. Основной темой в таких песнях было свобода самовыражения, лицемерие советского общества, недоверие к советской идеологии. Власти развернули борьбу с рокерами, но они оставались крайне популярными у молодёжи. Конец 1960-х годов считается периодом размежевания культурного поля на официальную и неформальную.

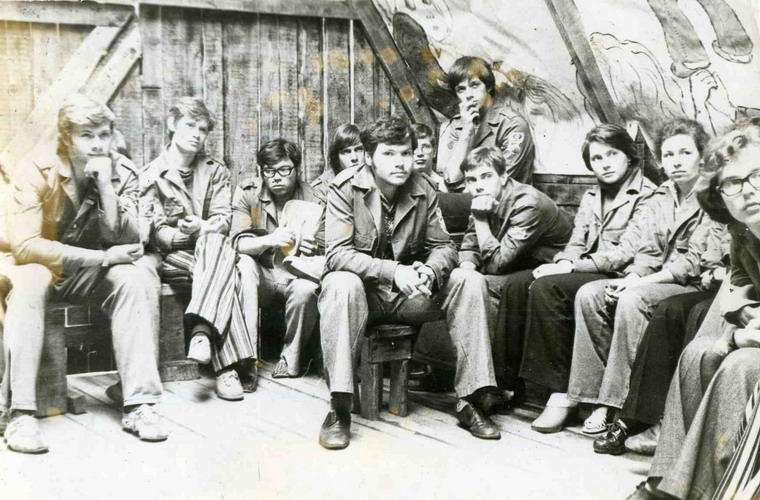
Сборы рокеров в молодёжном баре, 1977 год

На фоне либерализации режима, в 1981 году было позволено открыть Ленинградский рок клуб, где поклонники рока могли давать концерты и посещать их. За выступлениями следили комсомол, КГБ и КПСС. Следили, чтобы на концертах не велась антисоветская пропаганда. Рок-клуб оставался единственным местом, где разрешали легально играть рок. В этот период формировался русский рок, некоторые музыканты, такие как Сергей Курёхин и Виктор Цой приобрели народную славу. Рок-музыка формально не считалась работой, и поэтому музыкантов могли обвинить в тунеядстве. Многие из них работали кочегарами. Ленинград сформировался как столица русского рока, где своё восхождение начали многие культовые музыкальные коллективы, это в будущем окажет ключевую роль в формировании музыкальной инди-эстрады в Петербурге.
В Ленинграде росло количество неформальных субкультур, в частности хиппи и рокеров, чьи члены были выраженно аполитичными или оппонировали государственной идеологии и навязываемой «сверху» культуре. Они создавали клубы, чтобы находить единомышленников. Государство знало о существовании неформальных объединений, но почти не ограничивало их деятельность, боясь спровоцировать ещё большую общественную напряжённость. Неформалы для мест своих встреч избирали кафе и кондитерские, например в кафе «Эльф» на углу Стремянной и Дмитровского переулка. Другим культовым местом было кафе «Сайгон», где неформальные культуры начали встречаться уже в 50-е годы. Внутри неформальных кругов начала зарождаться особая форма феминистского движения. От западного феминизма его отличало не сопротивление устоявшимся гендерным ролям и стереотипам женщины, как матери и хранительницы очага, а идея отказа от мужецентричности советского государства и общества. Ленинградские феминистки выступали за усиление роли женщины в общественной жизни и установление матриархата в семье. Своим кумиром такие феминистки избрали Богородицу. В условиях расцвета неформальных субкультур начали образовываться и первые гомосексуальные субкультуры с момента уничтожения гей-сообществ в 1930-е годы.
В 1980-е годы в период перестройки символом свободного искусства стал Ленинградский дворец молодёжи, где устраивались выставки неофициального искусства. В его залах устраивали концерты Цой, Гребенщиков, «Алиса», «Аукцыон», «Зоопарк», «Телевизор». В 1987 году там был проведён V фестиваль рок-клуба, ЛДМ превратился в центр фарцовщиков и спекулянтов.

## Образование и наука

### Образование

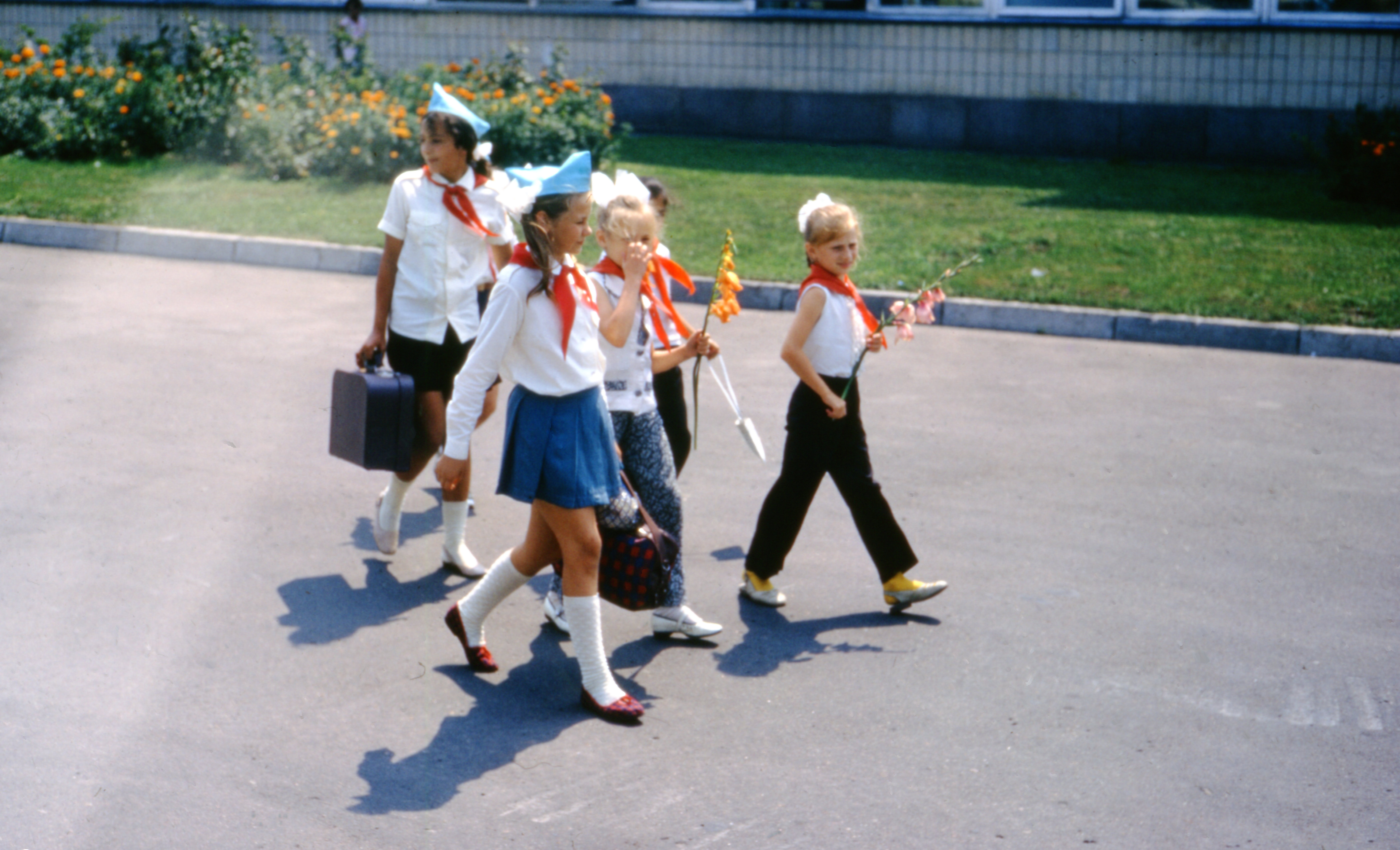
Школьницы-пионерки, 1972 год

В Ленинграде работало более 500 школ, сотни ПТУ с техникумами и десятки высших учебных заведений. Большая часть учебных заведений была построена в послевоенное время по типовым проектам. За этот период образование прошло через несколько реформ. Обязательное семилетнее образование сменилось десятилетним. Значительно выросло количество уроков. Ученики посещали школу шесть дней в неделю и в среднем по шесть уроков каждый день с восьмого класса. По всем предметам задавали домашнее задание. В Ленинграде действовало бесплатное высшее образование, доступное для всех закончивших среднее образование, помимо очного, дневного обучения были доступны вечерние и заочные курсы.
Все ученики обязывались носить школьную форму. Школа не только давала знания детям, но и должна была воспитать преданного коммунистическим идеалам человека. Для этого дети вступали в комсомольские и пионерские организации. Во всех школах велось производственное обучение. Два раза в неделю ученики посещали предприятия или учебно-производственные комплексы для овладевания разнообразными профессиями. В 1960-е годы начали открываться школы с углублённым изучением одного из школьных предметов — иностранного языка, математики, физики или химии. Попасть туда можно было на конкурсной основе. Многие попадавшие туда дети зачислялись по протекции или знакомству. Основной проблемой советских школ оставалась их излишняя политизированность, централизованность и от того слабая восприимчивость к инновациям и авторитаризм в организации учебного прогресса.
В городе также открывались художественные и музыкальные школы, где за дополнительную плату можно было обучаться живописи или игре на инструментах. В некоторых районах были открыты школы искусств. Дети, продемонстрировавшие хорошие спортивные навыки имели возможность поступить в спортивные школы, самые талантливые попадали в детско-юношескую спортивную школу олимпийского резерва (ДЮСШОР).

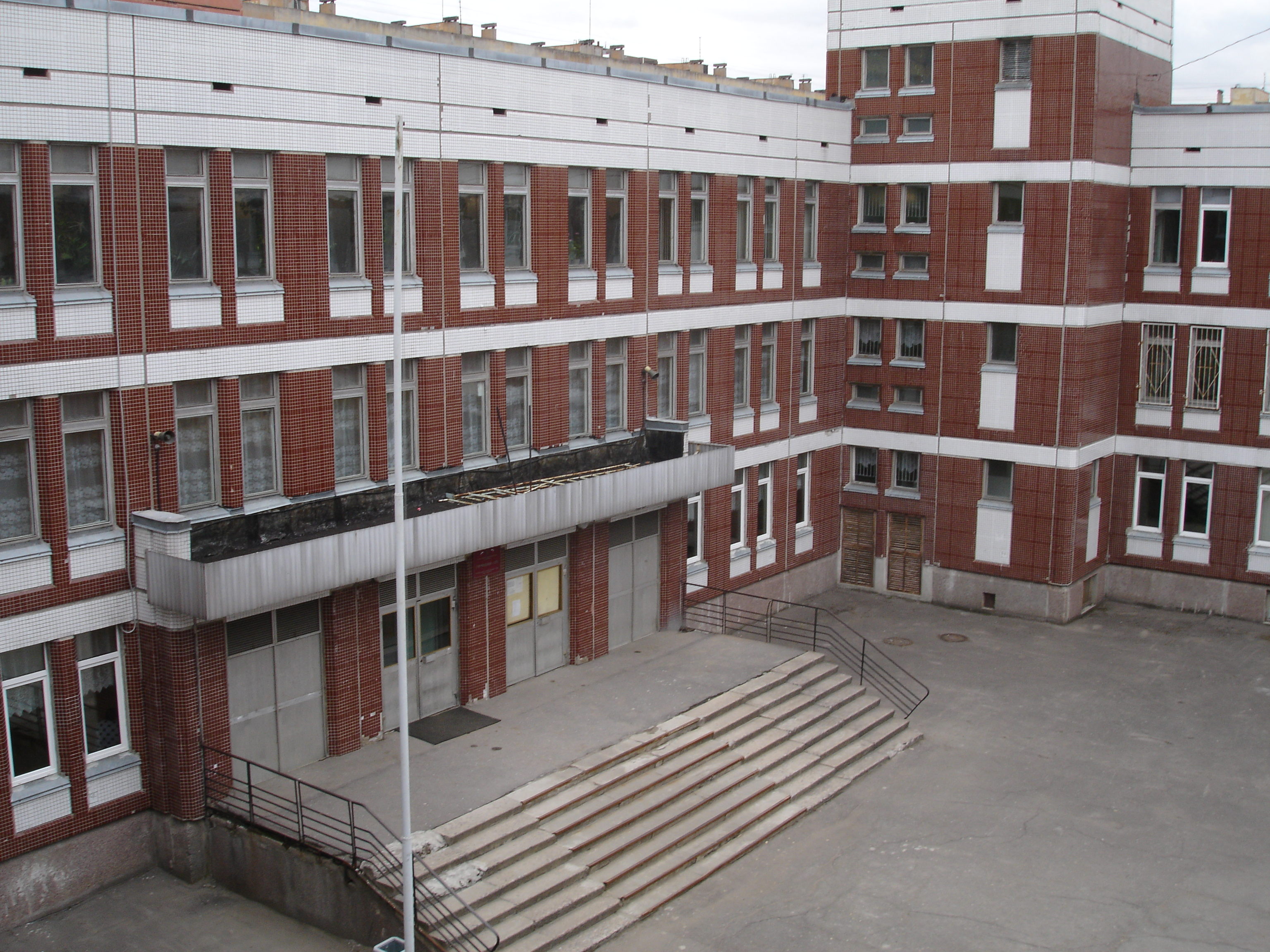
Здание школы самой распространённой типовой серии в Ленинграде

В позднесоветский период изменилось отношение к высшему образованию и её переориентация на максимальное обеспечение научно-технического прогресса, поэтому в 1960-е годы искали способы усовершенствования работы вузов и её децентрализации. В вузовских центрах создавались советы ректоров, на них возлагалась ответственность за координацию вузов и повышение квалификации преподавателей. Были разработаны меры по улучшению жилищно-бытовых условий студентов, организации производственной практики и стажировки, усилению связи вузов с предприятиями и т. д. Советы ректоров сыграли важную роль в улучшении качества преподавания и подготовки профессиональных кадров.
В Ленинграде работало множество вузов по самым разным специальностям и в которые приезжали учиться студенты из разных регионов СССР. Ленинград славился высоким профессиональным уровнем преподавателей. Дипломы ленинградских вузов высоко ценились. Получение высшего образования и получение престижной профессии в Ленинграде оставалось мечтой для многих провинциальных жителей СССР. Город продолжал восприниматься, как центр образования, науки и просвещения. Поступить в вуз было тяжело, так как на одно место претендовало множество людей; устраивались конкурсы, для поступления в некоторые вузы требовалось иметь в аттестате одни пятёрки. Вне конкурса в вузы поступали отслужившие в армии, с двухгодичным рабочим стажем или сельские жители, отправленные на обучение в вуз. Ленинградские студенты впервые получили возможность уезжать в другие социалистические государства в рамках студенческого обмена. К моменту перестройки назрел вопрос о системном отставании системы высшего образования от такового в странах Запада.
После получения диплома молодые специалисты устраивались на работу в больницы, школы, на стройки, в НИИ, НПО или отправлялись в разные регионы СССР. Ленинград выступал кузницей профессиональных кадров в СССР. В СССР работала система планового распределения. Выпускник вуза был обязан в течение трёх лет отработать на выбранном государством предприятии или учреждении. В Ленинграде работали лектории, был открыт крупнейший в СССР планетарий.

### Наука
На момент пришествия Хрущёва к власти ленинградская наука претерпевала переходный этап и оправлялась от массовых репрессий учёных в 1949—1952 годах, спровоцированных ленинградским делом. Тогда был разгромлен основой учёный состав, и оставшиеся деятели науки работали в условиях страха, острой нехватки кадров и боялись проводить научные исследования. Это подорвало и систему высшего образования в вузах. Наступление хрущёвской оттепели возродило науку в Ленинграде, в том числе вместе со вступлением в научную деятельность многих учеников репрессированных учёных. Ленинградские учёные получили возможность поддерживать связи с коллегами из других стран, обмениваться научными достижениями и принимать участие в международных конференциях и семинарах, которые в том числе устраивались и в Ленинграде.

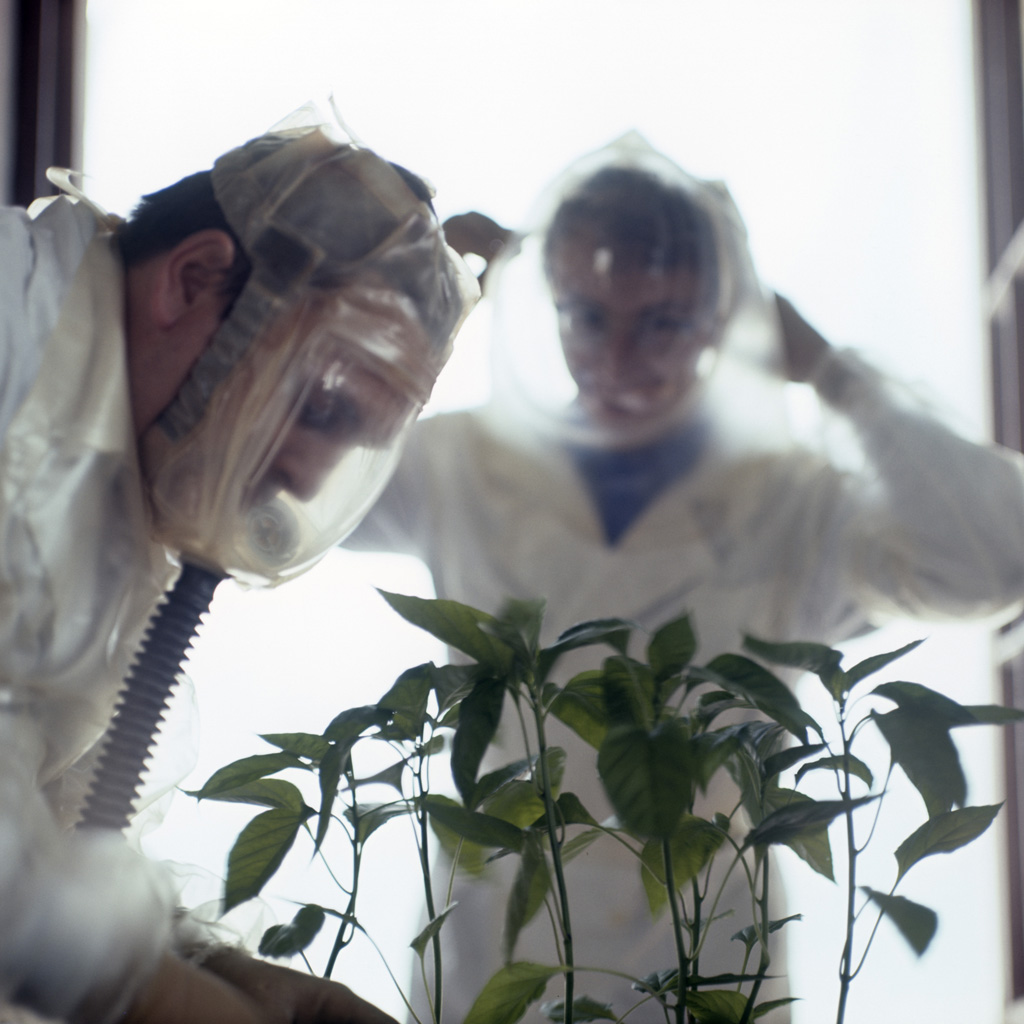
Всесоюзный институт растениеводства имени Н. И. Вавилова, 1973 год

Ещё в начале 1960-х годов Ленинград оставался крупнейшим научным и образовательным центром. Со временем научный центр утвердился в Москве, но Ленинград по-прежнему оставался одним из главных научных центров в СССР. Складывалась тенденция уменьшения роли Ленинграда в развитии советской науки, которая сосредотачивалась в Москве и Сибири. Доля Ленинграда в АН СССР составляла 10 %. Многих ленинградских учёных перевозили работать в Москву или Новосибирск. Среди таких учёных, например, были Семёнов, Черенков, Канторович, Франк, Ландау, Прохоров, Капица и другие. Несмотря на это в Ленинграде неуклонно росло количество научных заведений. Если в 1956 году в городе работало 140 научных центров, то 1976 году — уже около 400. Доля работников технических наук составляла 44 %, медицинских наук — 5 % и экономических — 5 %.

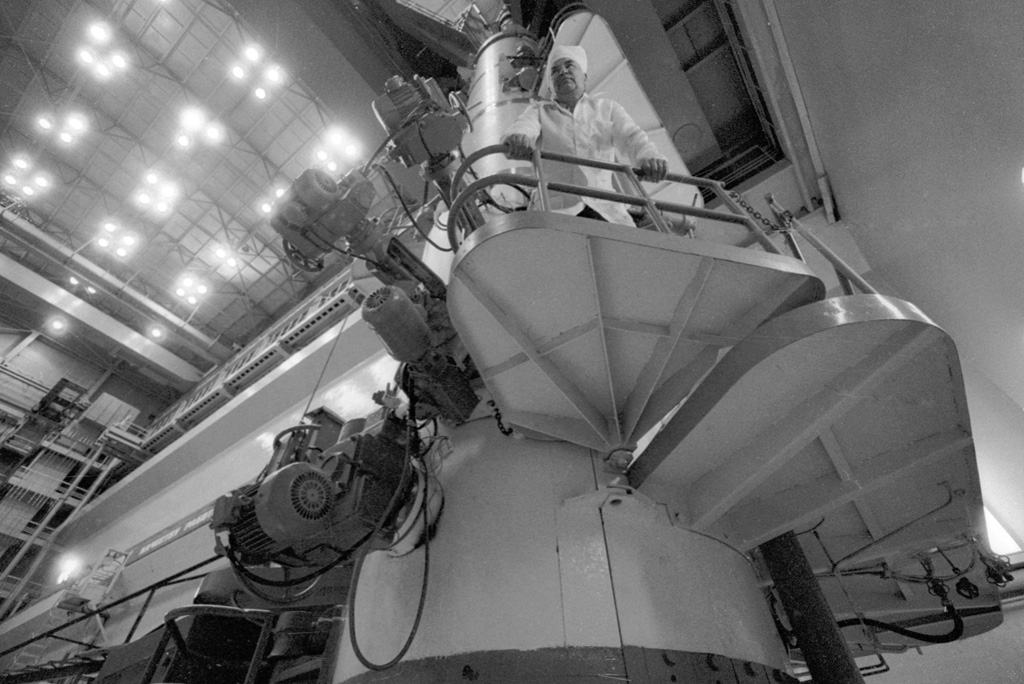
Погрузочно-разгрузочная машина для перемещения уранового топлива, 1990 год в Ленинградской АЭС

В Ленинграде также работало несколько десятков академических учреждений, среди которых например были Институт ядерной физики, Геодинамическая лаборатория, Институт химии силикатов, Ленинградское отделение Института химической физики, Институт высокомолекулярных соединений, Институт эволюционной физиологии и биохимии, Институт информатики и автоматизации и т. д.. В Ленинграде были сосредоточены крупные научные учреждения, главным образом в области физики. Многие ленинградские учёные стали лауреатами государственных и нобелевских премий. Пиотровский занимался археологическими раскопками в Закавказье, возглавлял археологическую экспедицию в Нубии. Костенко был известным учёным в области электрических машин и электротехники. Орбели возглавлял Военно-медицинскую академию и затем НИИ эволюционной физиологии и биохимии, Наливкин проводил исследования, позволившие определить месторождения приуральской нефти и уральских бокситов. Гречко трижды летал в космос, продолжительность его полётов составила 134 суток.
С целью улучшения экономической ситуации и решения социальных проблем в Ленинграде, в это дело начали привлекать учёных. В 1970-е годы появлялись научные центры, работавшие в области металогии, методики и региональной экономики, занимавшиеся территориальным и социологическим планированием. Полученные данные также использовали плановые органы других регионов СССР. Ленинград стал флагманом региональных исследований в сфере градостроительства, архитектуры, социологии и экономики.
В ленинградском порту в 1970-е годы строились тяжёлые атомные ракетные крейсеры и атомные ледоколы второго поколения, которые учувствовали в арктических экспедициях, ледокол «Арктика» достиг Северного полюса. Ленинградские антропологи совершали экспедиции в Якутию, для изучения коренных народов.
Постепенно, с середины 1970-х годов в научной среде Ленинграда и других советских городов нарастал кризис в сфере научных коммуникаций и отставание научно-технической базы. Это было связано с нараставшим отставанием советской науки от мировой, спровоцированным в свою очередь неспособностью обеспечивать научные коллективы современным оборудованием. Наука развивалась в условиях недофинансирования. Профессии учёных и инженеров плохо оплачивались и в глазах населения сильно падала их престижность. Ещё до начала перестройки сложилась тенденция к снижению прироста численности научных кадров и повышению среднего возраста имевшихся учёных. Перестройка обнажила и усилила те проблемы, которые нарастали в науке в последнее десятилетие.

## Экономика
Ленинград восстанавливал утраченную после революции роль главного центра морской международной торговли страны. В Ленинградском порту был построен конвейерный терминал, в котором была организована международная конвейерная линия Западная Европа — Япония. Из Ленинграда в 70 стран мира регулярные рейсы совершали контейнеровозы. Суда, отправлявшиеся от причалов Ленинграда по северному морскому пути обеспечивали товарами города крайнего севера и дальнего востока.

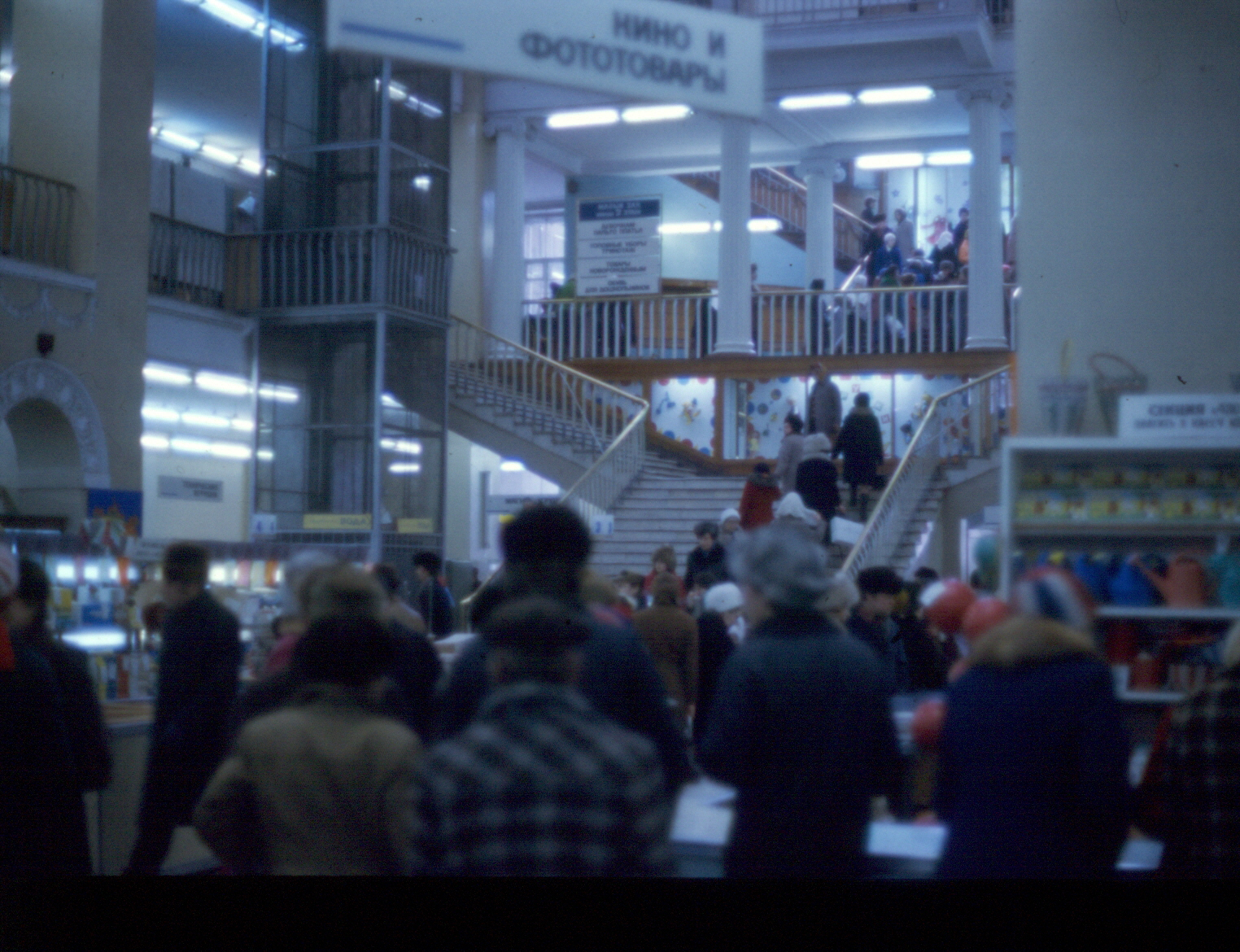
Дом ленинградской торговли, 1977 год

Тем не менее существовавшая инфраструктура не справлялась с растущим товарным потоком, для чего был построен Беломорско-Балтийский канал и реконструирован Волго-Балтийский водный путь. Это позволило существенно увеличить поток грузов через Ленинградский речной торговый порт. Товары между речными портами СССР и странами Европы через Ленинградский порт перевозились на теплоходах «река-море». Для их более удобного перемещения в Ленинграде реконструировали пирсы на правом берегу Невы у железнодорожного моста. Ленинградский порт впервые начали использовать для туристических целей, через порт в Ленинград прибывали иностранные туристы.
Экономическая реформа 1965 года, развёрнутая в СССР расширяла самостоятельность предприятий, предоставляла им возможность распоряжаться прибылью и предусматривала механизмы материального стимулирования производителей в результатах и качестве труда. В среде учёных-экономистов утверждалось мнение об устаревании ортодоксального марксизма, который не мог давать ответы на многие экономические явления, возникшие в XX веке, назревал консенсус о необходимости реформирования экономической системы, внедрения товарно-денежных отношений и расширении границ экономической автономности предприятий. При этом шло уничтожение частных форм производства. Ещё в 1959 году в Ленинграде работало 70 артелей промысловой и потребительской кооперации, все они были реорганизованы в государственные фабрики.
Перед началом перестройки, Романов ещё в 1983 году инициировал подготовку и проведение экономических экспериментов, предложенных Андроповым. В частности он предоставил крупнейшим предприятиям участвовать в эксперименте по совершенствованию оплаты труда. В 1984 году была принята территориально-отраслевая программа «Интенсификация — 90» до 2005 года — единый план по развитию комплексному экономическому развитию Ленинграда и реорганизации промышленности с внедрением научно-технических достижений. Романов задумывал превратить Ленинград в научно-технический центр не только союзного, но и мирового значения, однако его амбиции вызвали раздражение у центральной власти, Романова отстранили и затем отправили на пенсию, программа не реализовалась в результате наступившего кризиса и распада СССР.
Городская экономика и промышленность переживала тяжёлый кризис в условиях перестройки. Падало производство, разрушался потребительский рынок, нарушалась логистика. В 1990 году перед самым распадом СССР в стране был объявлен переход к рыночной экономике.

### Торговля

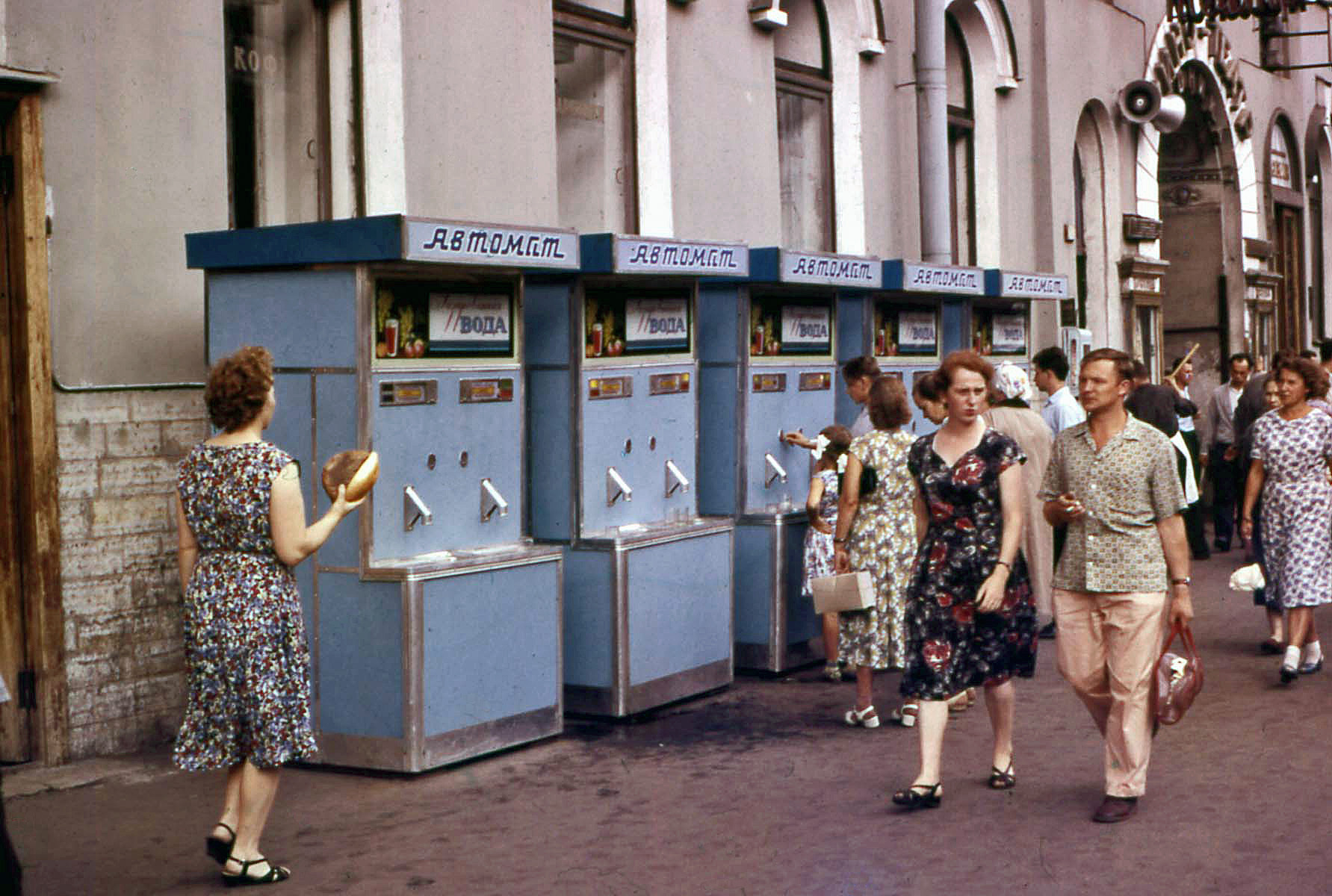
Автоматы с водой на Невском, 1961 год

Многие ленинградцы продолжали покупать продукты на рынках, ещё с конца 1950-х годов в Ленинграде была построена серия крытых рыночных залов.
Ленинградская торговля полностью подчинялась государству. В городе реконструировались многие существующие торговые центры в универмаги — Гостиный двор, Пассаж. Открыли новые универмаги — Нарвский, Московский, Юбилей, Купчинский и т. д. В универмагах можно было купить разные товары, включая одежду, ткани, обувь, детские игрушки. В конце 1960-х годов там впервые начали продавать импортные товары, выделявшиеся своим лучшим качеством и пользовавшиеся большой популярность у ленинградцев. Из-за плановой экономики многие товары были дефицитными — например одежда, обувь, ковры, импортная бытовая техника, холодильники, пылесосы. Недостаточно было прийти в магазин и купить товар, для этого, надо было выполнять разные условия, например сдавать макулатуру для покупки новой книги. На получение дорогих товаров, например машины требовалось записываться в очередь, которая могла растягиваться на годы.

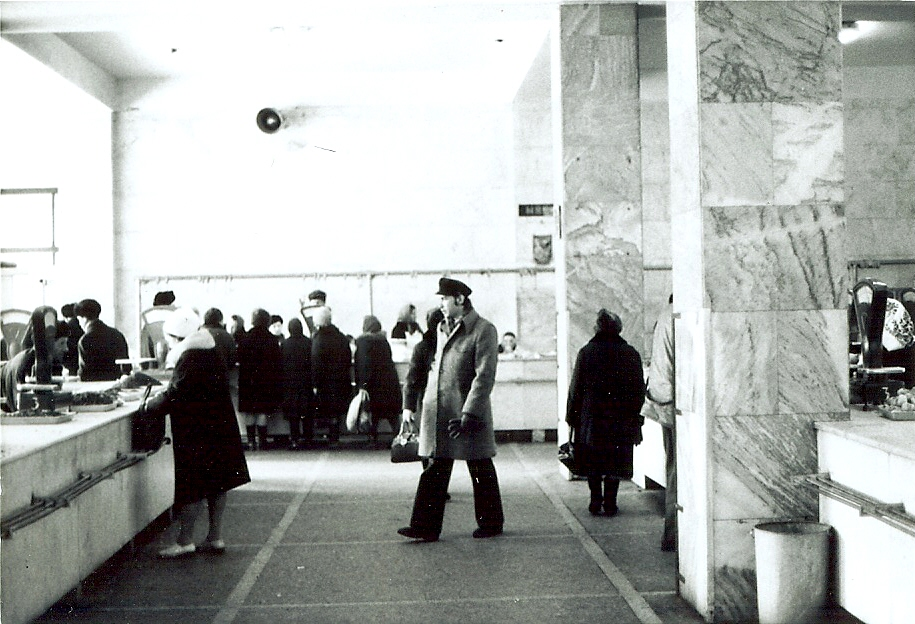
Некрасовский рынок, 1975 год

Продукты питания продавались в гастрономах или специализированных магазинах, продававших один вид продукта, например рыбу, молоко или булочные изделия или несколько видов схожей продукции. Работала сеть магазинов «Диета». Популярностью пользовался продуктовый магазин Гастроном № 1 в Елисеевском здании. Многие ленинградцы продолжали покупать товары на колхозных рынках.

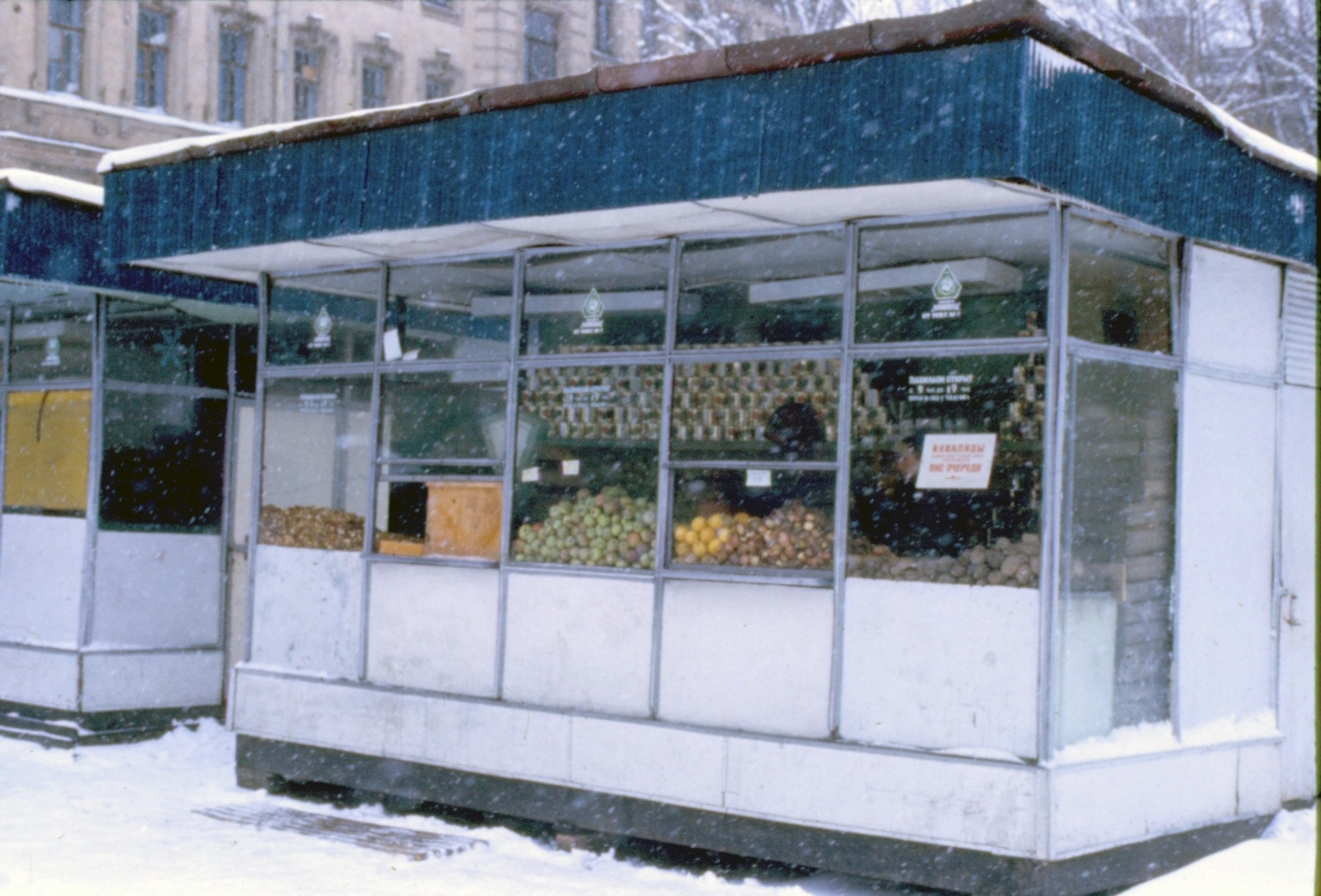
Фруктовый киоск, 1976 год

В Ленинграде действовали специальные магазины, доступные лишь для некоторых категорий граждан. В городе имелись так называемые специальные отделы, где можно было в обход очереди приобрести разнообразные товары, но доступны они были лишь руководителям города и районов. На Суворовском проспекте работал магазин для новобрачных, где по талонам из загса или дворца бракосочетания можно было приобрести постельное бельё, костюмы и другие дефицитные товары. На Невском проспекте и на Васильевском острове работали магазины «Берёзка» и «Альбатрос», где продавались импортные товары, но которые можно было приобрести только по специальным чекам, выдававшимся горожанам, работавшим за границей — дипломатам, учёным, артистам и морякам.
В 1970 году в Ленинграде был открыт первый в СССР универсальный магазин самообслуживания или универсам «Фрунзенский» на Бухарестской 90. Вместо того, чтобы покупать продукты в разных отделах, можно было набрать нужные продукты в магазине и оплатить их у кассы. Многие ленинградцы приезжали сюда, как на экскурсию. Сама идея того, что товары можно было собирать в корзину была новой для ленинградцев. В 1980 году в Ленинграде было уже открыто 30 универсамов в каждом районе.

### Теневая экономика
В Ленинграде процветала теневая торговля, в особых местах — «толкучках» можно было приобрести «из под полы» недоступные в магазинах товары — пластинки с записями западной музыки, жевательные резинки, джинсы, импортные зажигалки, галстуки и т. д. В городе имелись фарцовщики, которые покупали вещи у иностранцев для перепродажи их на чёрном рынке. Теневая торговля существовала, как часть коррупционной цепи, важной частью теневой торговли выступала кустарная деятельность, наследственная форма ленинградского ремесла, которая хоть и подавлялась при Сталине, но по-прежнему могла существовать в полутеневом рынке. Вместе с активной индустриализацией, стремлением выстроить плановую экономику и изжить частную инициативу, Хрущёв добился куда больших успехов в борьбе с ремесленниками и ремесленными артелями. Тем не менее в условиях постоянного товарного дефицита ремесленники не исчезли, однако окончательно ушли в подполье и инкорпорировалось в коррупционный сектор социалистической экономики. Такие подпольные цехи продолжали существовать в 1960-х 1970-х годах. Их защиту обеспечивали хозяева предприятий и члены партии, обеспечивая цехи материалами, предназначенными для заводов. Подпольные цехи, способные быстро реагировать на изменения на рынке, играли важную роль в обеспечении товарами первой необходимости в случае их нарастающего дефицита несмотря на свою нелегальность.
Теневая торговля хоть и наносила финансовый ущерб государству, но обнажала серьёзные недостатки в плановой экономике и выступала важным регулятором в условиях неэффективного товарного распределения. Теневики быстро реагировали на спрос населения и обеспечивали его товарами, а государственная торговля не была способна на это. В теневую торговлю включались чиновники и работники государственных предприятий, занимаясь расхищением и перепродажей на теневом рынке государственных товаров. Масштабы теневой экономики привели к тому, что к началу 1970-х годов в ней было задействовано 33 % населения.
Главным местом сбыта дефицитных и иностранных товаров в эпоху перестройки стал вещевой рынок в Девяткино, куда пребывали люди из разных регионов СССР, в том числе Польши, Венгрии и Румынии, здесь процветала организованная преступность.

### Кооперативы
В период перестройки и возрождения гражданского общества начал формироваться негосударственный сектор экономики, важную роль в котором начали играть производственные кооперации. Ленинград стал одним из центров кооперативного движения в СССР. Процессы легитимизации кооперативов и выхода разных гражданских движений из подполья шли одновременно. Под кооперативами понимали добровольные объединения, занимавшиеся доходной деятельностью. Конец 1980-х годов сопровождался неуклонным ростом кооперативов, между 1987 и 1989 годами число кооперативов выросло с 235 до 4000, а число работников — с 2,4 тысяч до 60,7 тысяч. К началу 1990 года в Ленинграде действовало почти 8,5 тысяч кооперативов с 193 000 сотрудниками или 3,5 % от общего населения. Работа в кооперативе была престижной, при средней зарплате в СССР в 270 рублей в 1988 году, наёмный рабочий в кооперативе мог зарабатывать 400 рублей, а соучредитель кооператива — 694 рублей. В некоторых случаях люди зарабатывали более 1000 рублей за неделю. В кооперацию уходили многие высококвалифицированные специалисты, находившиеся в низком социальном положении, в кооперативы уходило множество лояльных режиму людей, в том числе и те, кто занимал руководящие должности, члены КПСС и активисты комсомола. Несмотря на хорошие заработки, кооператоры жили в условиях неопределённости и ожидания того, что государство начнёт грубо вмешиваться в их дело или в любой момент запретит, поэтому кооператоры стремились к сиюминутной выгоде. Также по этой же причине основная доля участников кооператоров была на подработке. Часто кооперативы были связаны с теневым рынком, на нелегальные закупки кооперативы толкало отсутствие выработанной инфраструктуры снабжения.
Принятие закона «О кооперации в СССР» позволило частично рассеять страхи о недолговечности кооперативов, и некоторые их них начали выстраивать планы развития, однако уже в 1988 году власти начали ограничивать кооператоров, запрещая им реализовывать ряд пищевых продуктов, устанавливая списки запретных видов деятельностей для кооператоров. Сами кооператоры сталкивались с бюрократическим террором и завуалированным преследованием со стороны контролирующих органов. Требование создания комфортных условий кооператорам стало одной из главных общественных повесток. Кооператоры начали создавать свои профсоюзы почти во всех районах Ленинграда. Власти стремились подчинить себе профсоюзы и использовать их как механизм контроля за кооперативами, однако этого не удалось добиться ввиду того, что большая часть кооператоров придерживалась демократических идей. Власти и марксистские движения продвигали негативный образ кооператора, как спекулянта. Кооперативы в свою очередь для сохранения доброго имени в ответ начали заниматься благотворительной деятельностью — денежными пожертвованиями или бесплатными работами в социальных учреждениях. Многие кооператоры после распада СССР продолжили заниматься предпринимательской деятельностью.

### Промышленность
Ещё с дореволюционных времён Петербург был промышленным и судостроительным центром в царской России, Ленинград сохранил развитую промышленность и продолжал производить основную часть кораблей. Тем не менее доля Ленинграда в общесоюзном производстве сильно сократилась, если в 1940 году она составляла около 10 %, то к 1975 году — около 3 % за счёт активного индустриального развития во всём СССР. На фабриках работала значительная часть ленинградцев. Самой престижными были квалифицированные рабочие, которые могли лучше зарабатывать, чем инженеры или служащие. Элиту ленинградских рабочих составляли мастера, работавшие на новейшем оборудовании. При заводах работали столовые и магазины. В фабриках имелись профсоюзы, которые могли предоставить работниками путёвки в санатории или дома отдыха по льготным ценам, отправить детей рабочих в пионерлагеря и позволить получить медицинскую помощь в заводской поликлинике. Некоторые предприятия могли организовывать на предоставленных участках садоводческие товарищества. Главной проблемой для фабрик начиная 1950-х годов стал хронический дефицит рабочей силы и устаревание основных промышленных фондов. В целом наблюдалась тенденция к утрачиванию престижности профессии рабочего, молодое поколение не хотело идти на фабрики и туда приглашали «лимитчиков» — жителей из других регионов. Серьёзной проблемой оставалась недобросовестность многих рабочих. В условиях слабого надзора многие работники заводов работали полсмены или почти не работали. После постепенного сокращения количества рабочих часов на всех заводах с 1956 по 1967 года, ленинградская промышленность оказалась неготовой к такой реформе, в итоге значительно выросло количество сверхурочных часов и переработок. Работа в выходные дни превращалась в норму. Новая промышленная зона активно развивалась на севере города.

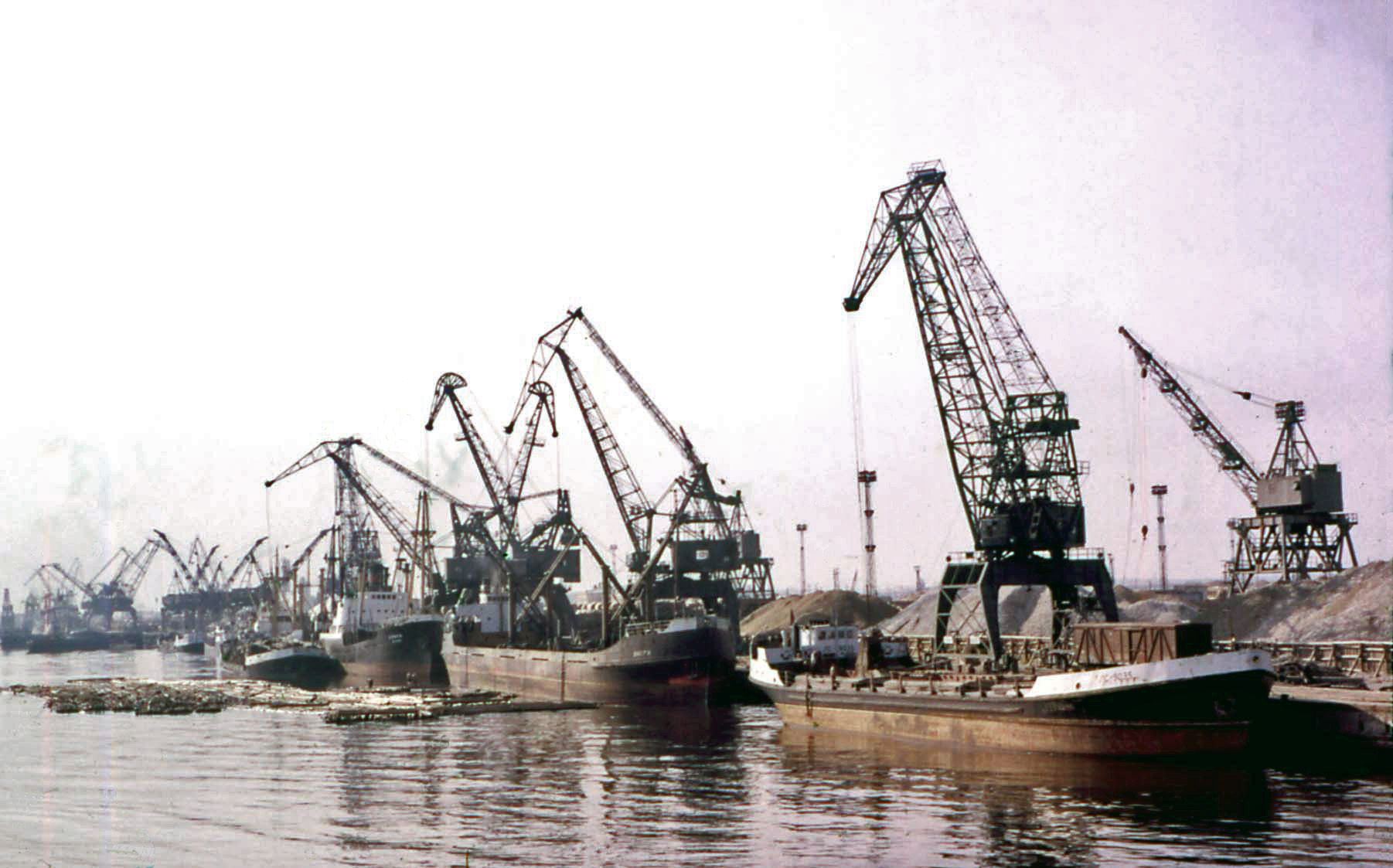
Ленинградские верфи, 1961 год

Ленинград стал центром энергомашиностроения. В послевоенный период такие заводы, как Ижорский завод, Электросила и другие обеспечивали оборудованием все советские электростанции, а также станции нескольких иностранных государств. Дореволюционные заводы тяжёлой промышленности расширили своё производство, а именно Большевик, Ленинградский машиностроительный завод, Русский дизель и другие. В Ленинграде сохранялись другие традиционные для города отрасли промышленности — строительная, пищевая, химическая и приборостроение. Все предприятия были государственными и выполняли обязательные планы-заказы. Многие заводы выпускали военную продукцию. Развитие промышленности Ленинграда было во многом связано с «индустриальным строительством», было построено шесть домостроительных комбинатов, которые поставляли панели и секции для строительства панельных многоэтажек.

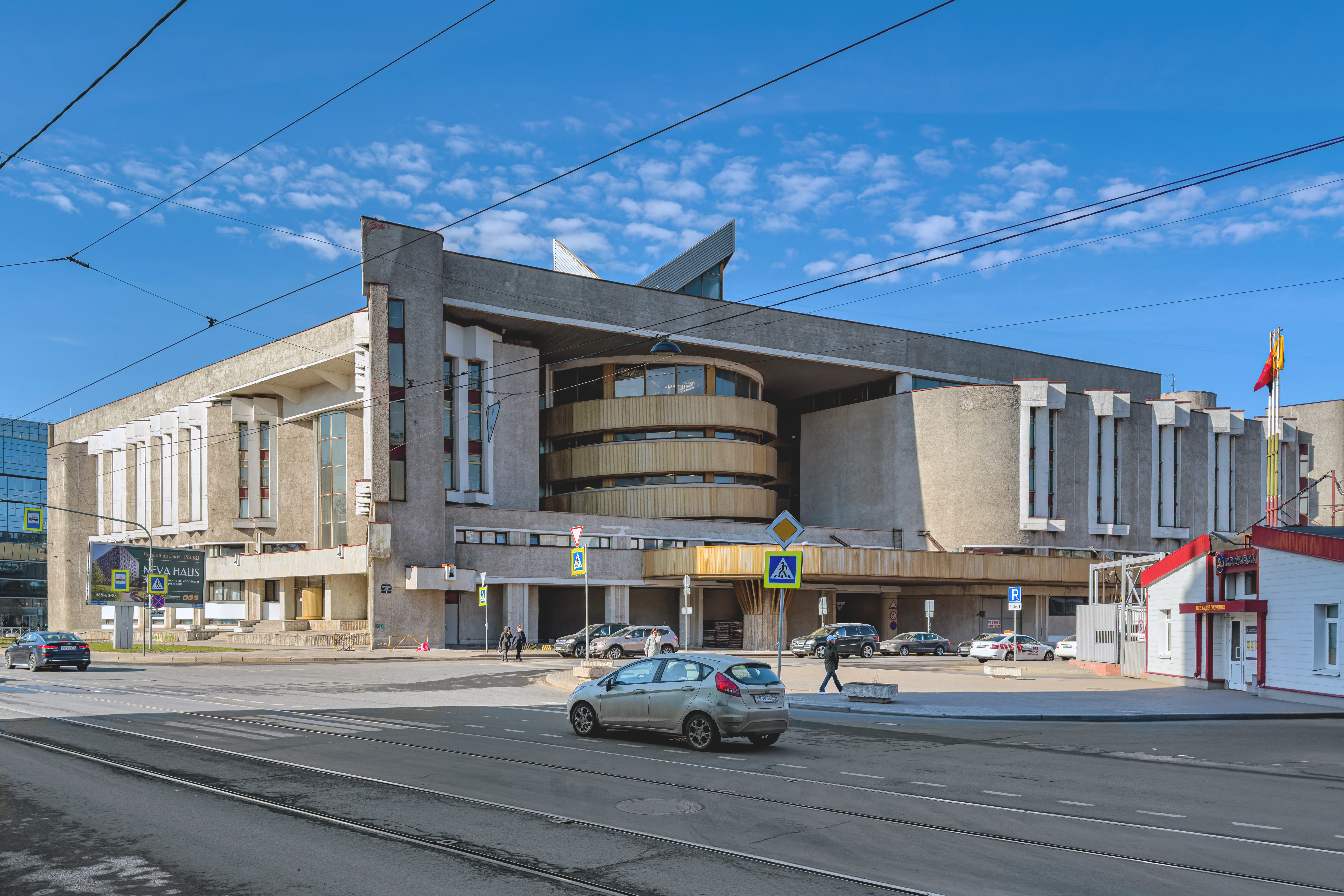
Автотранспортное предприятие «Смольнинское» на Херсонской улице в Санкт-Петербурге, пример бруталистской архитектуры

Промышленность Ленинграда была одной из самых крупнейших в СССР, здесь создавали оборудование для атомных электростанций, станки с программным управлением, детали космического оборудования, ракетные крейсера, вычислительную технику, компьютеры и т. д. В производство внедрялись научные разработки. В Ленинграде формировались научно-производственные объединения, выпускавшие самые продвинутые изделия электронной промышленности в СССР. НПО «Позитрон», например, выпускало детали космического оборудования и впервые в СССР освоило производство малогабаритных телевизоров «Электроника».
Главной проблемой в ленинградской промышленности оставалось её существование в рамках плановой экономики. Предприятия были обязаны только выполнять государственные заказы и не имели права планировать собственное развитие. На многих заводах работали на сильно устаревших станках. В 1960-е годы станочный парк настолько разросся, что для использования всех станков не хватало рабочих. Причиной тому так же было устаревание станков. Это побудило предприятия массово обновлять свои станки. На фоне нарастающего дефицита рабочих рук проводилась массовая автоматизация и механизация производственных работ для сокращения численности рабочих. Это требовало многократно усложнять производственные связи, и реформы проводились при непосредственном участии учёных-экономистов. Ленинград был локомотивом промышленных реформ, и его опыт применялся в промышленности других городов СССР.
Слабо развитой оставалась лёгкая промышленность, выпускавшая обувь, ткани, трикотаж и мебель. Продукция этих предприятий было однообразной, устаревшей в плане моды и некачественной. В 1966—1970 годах заводам предоставили некоторую свободу в распределении сырья, финансов и планировании производства. Заводы начали стремиться производить более выгодную для них продукцию, но несмотря на положительные результаты реформу было решено свернуть.
В период перестройки советская промышленность столкнулась с кризисом, нарушением логистики и снижением темпов роста производства товаров за счёт резкого снижения производства продовольственных товаров. На заводах в конце 1970-х и особенно 1980-х годах нарастала технологическая отсталость в сравнении с заводами в капиталистических странах в том числе и из-за нарастающего отставания советской инженерии в условиях её недофинансирования. В то время, как в странах запада активно вводились микроэлектроника, информатика, биотехнологии и лазеры, позволявшие интенсифицировать экономику, на советских фабриках использовались технологии первой волны HTP. Ленинград стал индустриально отсталым городом. Эта тенденция прежде всего провоцировалась излишними тратами государства на оборонную промышленность в ущерб остальной, а также малыми тратами на внедрение научных и инженерных разработок в производство.

## Проблемы

### Дефицит

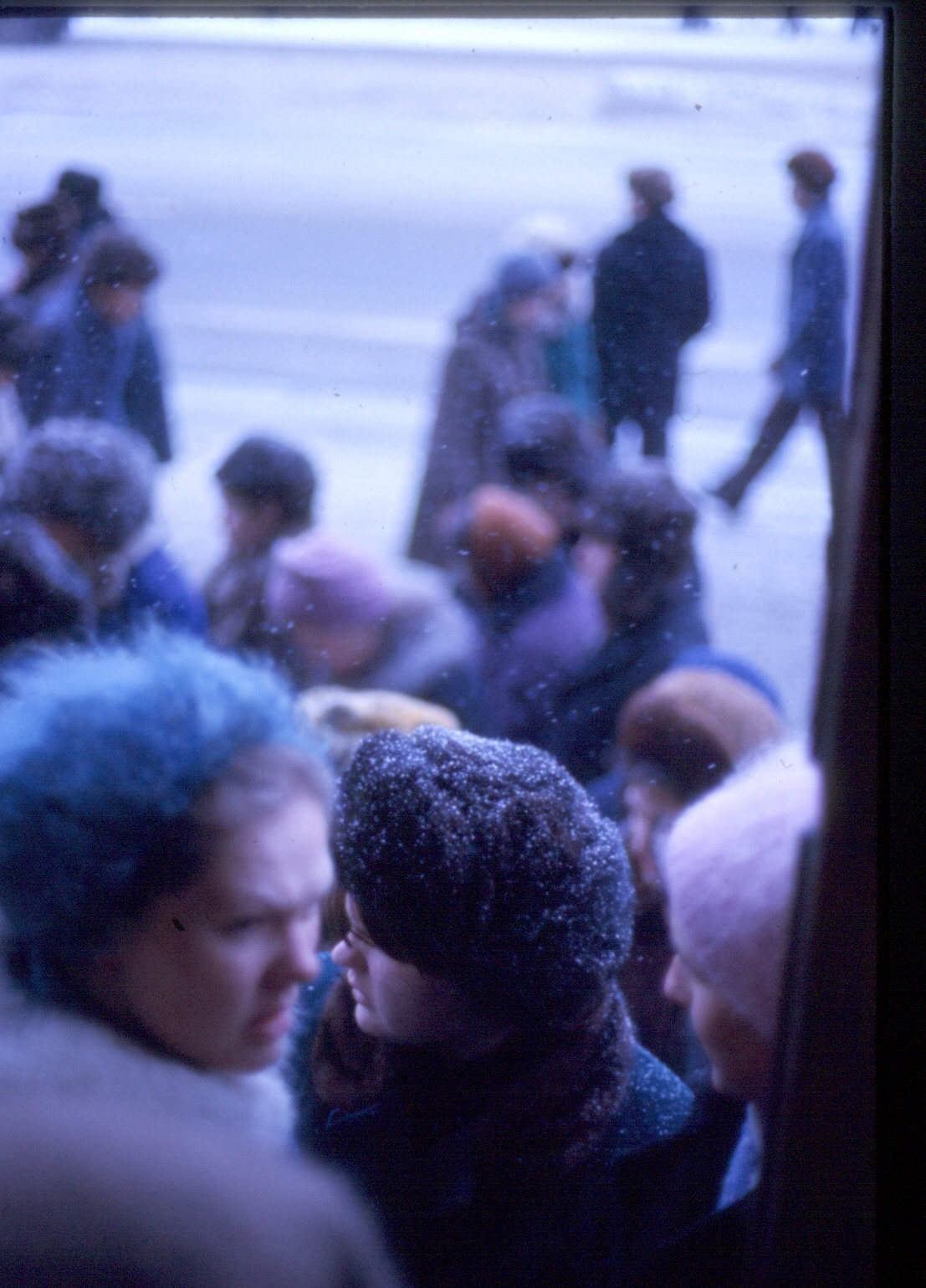
Очередь в магазин, 1976 год

Серьёзной проблемой для ленинградцев в условиях плановой экономики становился хронический дефицит многих товаров. Государство было неспособно насытить потребительский рынок качественной и дешёвой продукцией, лёгкая промышленность зависела от показателей, система снабжения была неэффективной и маломобильной. Тем не менее проблема дефицита товара не имела такой явственный характер, как при правлении Сталина, и рост материального благосостояния позволил сформировать у граждан культуру потребления.
При средней зарплате в 100—150 рублей цены на некоторые товары, например на импортную обувь составляли 35—60 рублей, наручные часы, радиола велосипед от 50 рублей, крупный ковёр — от 120 рублей, холодильник — 150 рублей, а автомобиль — 2500 рублей. Использовалось устойчивое выражение, когда что-то стоило определённое количество зарплат. Из-за дефицитности эти товары невозможно было купить просто войдя в магазин, для получения товаров требовалось записываться в очереди, которые могли длиться годами. В конце 1980-х годов стали продаваться импортные товары, которые были ещё более дефицитными.
Тяжёлый продовольственный кризис разразился в 1980-е годы, когда дефицитными стали даже самые базовые продукты питания, вроде сахара, крупы, мяса или рыбы. Люди занимали очереди с пяти часов утра, чтобы, например, купить молоко. Были снова введены продовольственные карточки. В Ленинград начали поставлять гуманитарную помощь из Германии, США и других стран. Продовольственный кризис плохо сказался на уровне жизни граждан. Товарный дефицит провоцировался плохой транспортировкой продуктов. Часто продукты питания портились в процессе транспортировки. Товарный и продовольственный кризис развивался в условиях избыточных расходов на оборону. Ленинградцы начали делать продовольственные запасы и закупать продукты длительного хранения. Продовольственный кризис спровоцировал панические настроения среди пожилых горожан, успевших пережить голод, репрессии и лишения войны. Росли годовые цены на продукты в два или три раза.

### Коррупция
В послевоенный период Ленинград столкнулся с массовой коррупцией, которая оставалась серьёзной проблемой и в 1960-е годы. Коррупция была особенно распространена в розничной торговле, где сотрудники часто обманывали покупателей путём обсчёта, недолива или недовеса. Для беспрепятственной деятельности они давали взятки милиции и работникам ОБХСС, государственной инспекции. Дача взятки вышестоящим органам была распространённым делом, через взятки высшие чины обогащались. В начале 1960-х серьёзной проблемой оставались массовые хищения средств номенклатурой обкома КПСС. Если очередной начальник и наказывался, то это не предавалось общественной огласке, чтобы не портить репутацию партии. Тем не менее стремление скрыть преступления чиновников приводило к просчётам в хозяйственно управлении и потворству другим расхитителям. Коррупция в сфере экономики и хозяйства продолжала существовать в условиях централизованной экономики. В 1970-е годы росли хищения в сфере строительного производства вплоть до 1990 года шёл прирост хищений государственной собственности. Ущерб от экономической преступности измерялся десятками миллионов рублей. В 1970-е годы повысилась эффективность в борьбе с коррупцией за счёт налаживания работы подразделений БХСС и организации народных дружин с целью борьбы с хищениями. Механизмы возникновения коррупции изучались учёными-экономистами, которые помогали разрабатывать профилактические меры для предотвращения коррупции. Романов, будучи убеждённым противником частной собственности жёстко пресекал попытки злоупотребления служебным положением руководителями и партийными чиновниками. При этом самого Романова обличали в коррупции.
Коррупция в 1970-е годы продолжала возрастать и неразрывно была связана с ростом теневой экономики. К 1980-м годам возраставшая теневая экономика носила всё более криминальный характер, начала зарождаться организованная преступность. К концу 1980-х годов в условиях утраты государством многих рычагов управления экономикой шёл процесс криминальной экспансии в самых доходных сферах городского хозяйства. Преступные группировки вмешивались в дела теневых предпринимателей и требовали с них выплату в обмен на защиту, в обиход вошло такое понятие, как рэкет. Было известно о многочисленных случаях хищения талонных блоков в период перестройки вместе с введением талонов.

### Цензура
Период правления Григория Романова на посту первого секретаря Ленинградского обкома КПСС или «романовский период» запомнился усиленным преследованием представителей творческой интеллигенции. Это порождало нервозность в творческой среде, заставляло многих выдающихся деятелей культуры покидать Ленинград или СССР. Из города были изгнаны Бродский, Довлатов. Это ухудшило общественное восприятие Романова, в конце 1980-х годов в период ослабления цензуры он стал предметом усиленной критики и сатиры со стороны ленинградских артистов и писателей, например Гранина. Строгая цензура стремилась проникать во все сферы общественной и культурной жизни.
В Ленинграде жило множество представителей творческой интеллигенции, литература и искусство переживали своё возрождение, оправляясь от репрессивной сталинской эпохи, тем не менее строгая советская цензура оставалась, созданные произведения не должны были отрицать «достоинства социализма», цензоры не допускали новых западных течений в искусстве, которые якобы разлагали советское общество. Цензоры и партийные работники проверяли каждое произведение и решали, что можно было выпускать, а что — нельзя.
Цензура, однако, не подразумевала полное искоренение элементов искусства и культуры, неугодных правительству, так как это могло спровоцировать ещё большие антисоветские настроения среди молодёжи. Например целью создания рок-клуба при кураторстве КГБ было стремление установить в безопасной форме контроль над протестной молодёжью, массово увлекавшейся роком. По такому же принципу дозволялось в исключительных случаях организовывать выставки неофициальным художникам. Такие выставки вызывали ажиотаж, на них выстраивались многокилометровые очереди.
В Ленинграде возрастало количество диссидентов, противившихся советской идеологии. Они организовывали тайные кружки, распространяли листовки и издавали запрещённые цензурой книги. Органы безопасности преследовали диссидентов, увольняли с работы, выгоняли из институтов, арестовывали их, сажали в тюрьму или отправляли в психиатрические больницы. Самиздат распространяли и многие инженеры, чтобы поделиться литературой с друзьями и родственниками. Сильное послабление цензуры произошло в 1987 году вместе с объявлением политики гласности. Несмотря на сохранение цензурного давления, это развязало руки многим журналистам, общественным деятелям и деятелям культуры.

### Преступность
Криминальная ситуация в городе оставалась проблемной между 1960-ми и 1990-ми годами. Всплеск преступности сопровождал оттепель. Ослабления репрессивной политики и карательной системы Сталина привела к амнистии множества репрессированных, среди которых было множество преступников и людей с поломанной психикой. Хрущёв унаследовал страну с множеством нерешённых социальных проблем, которые толкали население на преступность и либерализация режима привела к вспышке преступности. Преступность пошла на спад в результате роста благосостояния жителей. Рост преступности начался в 1970-е годы, в период застоя, когда среди общества нарастала общественная депрессия и рост алкоголизма. Это было связано с постепенной утратой роли государства, как главного органа насилия. Между 1976 и 1990 годами с Ленинграде и Ленобласти преступность выросла в 3,5 раза, однако значительная часть людей была задержана за спекуляцию и незаконную торговлю. Серьёзной проблемой была массовая кража в квартирах, угоны транспортных средств и разбойные нападения. В 1981 году в Ленинграде было зарегистрировано 310 случаев разбойных нападений. В 1970-е годы появлялись воровские группировки, занимавшиеся рэкетом квартир, начала формироваться организованная преступность, тесно связанная с теневой экономикой. Воровские группировки предпочитали взимать дань за «крышу» у работников подпольных цехов, не имевших возможность обращаться за помощью к милиции в случае отсутствия тайного покровительства у милиции. Таких воров прозвали «спортсменами». В 1977 году каждый месяц в Ленинграде совершалось от 6 до 13 умышленных убийств. Преступниками становились многие ветераны афганской войны, или «афганцы».

#### Преступность в перестройку
Резким ростом преступности сопровождалась перестройка. В тот период сформировалась организованная преступность, в Ленинграде самой известной такой группировкой стала Великолукская ОПГ. Воры и бандиты основными своими жертвами избирали разбогатевших представителей кооперативного движения. Воры нового поколения жестоко эксплуатировали кооперативы и доводя их до состояния разорения, переключались на другие кооперативы. В народе их прозвали «спортсменами» и они стали целью для охоты со стороны «воров в законе», которые наоборот в обмен на крышу обеспечивали защиту кооперативам.
В тот период массовым явлением стали такие виды преступлений, которые были нетипичны ещё для 1970-х годов, например похищение людей, захват заложников, вымогательство, вооружённые налёты на кооперативы и банки, изготовление поддельной валюты, сбыт и изготовление наркотиков, организация подпольных казино и публичных домов. Всё более явственной проблемой становилось массовое хулиганство среди молодёжи и криминализация подростковой среды, значительная доля мелких и средних преступлений совершалась подростковыми группами. Несмотря на рост преступности, его уровень был несравним с тем, что происходило в 1990-е годы после развала СССР, однако многие формы преступности, в том числе наркоторговля, вымогательства, заказные убийства, этническая преступность сложились во второй половине 1980-х годов и были предтечей преступности 90-х годов. Незадолго до развала СССР в Ленинграде орудовали вооружённые боевики, промышлявшие вымогательствами и нападениями на милицию. Уже в конце 1980-х годов перестройку в Ленинграде орудовали тамбовская, малышевская ОПГ, а также молодёжные банды из Казани и Набережных Челнов. Незадолго до развала группировки начали нападать и на государственные предприятия — системы госторговли, крупные магазины и руководителей с компроматом.
Серьёзной проблемой среди населения Ленинграда в эпоху перестройки стало массовое пьянство. В 1986 в среднем ленинградец употреблял 7,96 литров в год, при этом антиалкогольные кампании не влияли на снижение потребления алкоголя. В 1988 году Ленинград занял первое место в СССР по количеству употребляемых напитков, хотя такая статистика могла быть связана с лучшей раскрываемостью. В 1980-е годы алкоголизация приобретала угрожающие масштабы и на учёте в лечебных учреждениях стояло более 87 000 человек Наркомания становилась всё более массовым явлением на фоне налаживания производства и поставок наркотиков преступными группировками.